# Liste der Rechtsnormen der Bundesrepublik Deutschland/Verordnungen
| A                          | |
| AAppO                      | Approbationsordnung für Apotheker |
| ÄApprO 2002                | Approbationsordnung für Ärzte |
| ÄApprOÄndV 3               | Dritte Verordnung zur Änderung der Approbationsordnung für Ärzte |
| ÄApprOÄndV 4               | Vierte Verordnung zur Änderung der Approbationsordnung für Ärzte |
| ÄApprOÄndV 5               | Fünfte Verordnung zur Änderung der Approbationsordnung für Ärzte |
| ÄApprOÄndV 7               | Siebente Verordnung zur Änderung der Approbationsordnung für Ärzte |
| AAÜGErstV                  | Verordnung über die Erstattung von Aufwendungen nach dem Gesetz zur Überführung von Ansprüchen und Anwartschaften aus Zusatz- und Sonderversorgungssystemen des Beitrittsgebiets durch den Bund                                                                        |
| AAV                        | Arbeitsaufenthaltsverordnung (Verordnung über Aufenthaltsgenehmigungen zur Ausübung einer unselbstständigen Tätigkeit) |
| ABBergV                    | Bergverordnung für alle bergbaulichen Bereiche |
| ABBV                       | Verordnung zur Berechnung von Ablösungsbeträgen nach dem Eisenbahnkreuzungsgesetz, dem Bundesfernstraßengesetz und dem Bundeswasserstraßengesetz |
| AbfAblV                    | Abfallablagerungsverordnung (Verordnung über die umweltverträgliche Ablagerung von Siedlungsabfällen) |
| AbfAEV                     | Verordnung über das Anzeige- und Erlaubnisverfahren für Sammler, Beförderer, Händler und Makler von Abfällen |
| AbfBeauftrV                | Verordnung über Betriebsbeauftragte für Abfall |
| AbfKlärV                   | Klärschlammverordnung (Verordnung über die Verwertung von Klärschlamm, Klärschlammgemisch und Klärschlammkompost) |
| AbfVerbrBußV               | Verordnung zur Durchsetzung von Vorschriften in Rechtsakten der Europäischen Gemeinschaft über die Verbringung von Abfällen |
| AbfVerbrGebV               | Verordnung zur Erhebung von Gebühren bei notifizierungsbedürftigen Verbringungen von Abfällen durch die Bundesrepublik Deutschland |
| AbgrV                      | Verordnung über die Abgrenzung der im Pflegesatz nicht zu berücksichtigenden Investitionskosten von den pflegesatzfähigen Kosten der Krankenhäuser |
| AbLaV                      | Verordnung über Vereinbarungen zu abschaltbaren Lasten |
| AbrStV                     | Verordnung über Abrechnungsstellen im Scheckverkehr |
| AbschlagsV                 | Verordnung über Abschlagszahlungen bei Bauträgerverträgen |
| ABV                        | Verordnung über Anforderungsbehörden und Bedarfsträger nach dem Bundesleistungsgesetz |
| AbwasserMeistPrV           | Verordnung über die Prüfung zum anerkannten Abschluss Geprüfter Abwassermeister/Geprüfte Abwassermeisterin |
| AbwV                       | Abwasserverordnung (Verordnung über Anforderungen an das Einleiten von Abwasser in Gewässer) |
| AdVermiStAnKoV             | Verordnung über die Anerkennung von Adoptionsvermittlungsstellen in freier Trägerschaft sowie die im Adoptionsvermittlungsverfahren zu erstattenden Kosten |
| AEAusglV                   | Verordnung über den Ausgleich gemeinwirtschaftlicher Leistungen im Eisenbahnverkehr |
| AELV 2013                  | Verordnung zur Ermittlung des Arbeitseinkommens aus der Land- und Forstwirtschaft für das Jahr 2013 |
| AELV 2014                  | Verordnung zur Ermittlung des Arbeitseinkommens aus der Land- und Forstwirtschaft für das Jahr 2014 |
| AELV 2015                  | Verordnung zur Ermittlung des Arbeitseinkommens aus der Land- und Forstwirtschaft für das Jahr 2015 |
| AELV 2016                  | Verordnung zur Ermittlung des Arbeitseinkommens aus der Land- und Forstwirtschaft für das Jahr 2016 |
| AELV 2017                  | Verordnung zur Ermittlung des Arbeitseinkommens aus der Land- und Forstwirtschaft für das Jahr 2017 |
| AELV 2018                  | Verordnung zur Ermittlung des Arbeitseinkommens aus der Land- und Forstwirtschaft für das Jahr 2018 |
| AEntGMeldstellV            | Verordnung zur Bestimmung der zuständigen Behörde nach § 18 Absatz 6 des Arbeitnehmer-Entsendegesetzes |
| AEVO                       | Ausbilder-Eignungsverordnung |
| AFIV                       | Verordnung über die Veröffentlichung von Informationen über die Zahlung von Mitteln aus den Europäischen Fonds für Landwirtschaft und für Fischerei |
| Aflatoxin VerbotsV         | Verordnung über das Verbot der Verwendung von mit Aflatoxinen kontaminierten Stoffen bei der Herstellung von Arzneimitteln |
| AfögLTAV                   | Verordnung über die Ausbildungsförderung für den Besuch von Ausbildungsstätten für landwirtschaftlich-technische, milchwirtschaftlich-technische und biologisch-technische Assistentinnen und Assistenten                                                              |
| AfögVorkHSV                | Verordnung über die Ausbildungsförderung für die Teilnahme an Vorkursen zur Vorbereitung des Besuchs von Kollegs und Hochschulen |
| AFuV                       | Amateurfunkverordnung (Verordnung zum Gesetz über den Amateurfunk) |
| AFVFinV                    | Verordnung über die Finanzierung der Verwaltung des Ausgleichsfonds der sozialen Pflegeversicherung |
| AGebV                      | Allgemeine Gebührenverordnung |
| AGeV                       | Verordnung über bestimmte alkoholhaltige Getränke |
| AGMahnVordrV               | Verordnung zur Einführung von Vordrucken für das arbeitsgerichtliche Mahnverfahren |
| AGMahnVordrVÄndV           | Verordnung zur Änderung von Vordrucken für das arbeitsgerichtliche Mahnverfahren |
| AgNwV                      | Verordnung über Art, Umfang und Form der erforderlichen Nachweise im Sinne des § 19 Absatz 2 Satz 2 des Zahlungsdiensteaufsichtsgesetzes |
| AGOZV                      | Verordnung über das Inverkehrbringen von Anbaumaterial von Gemüse-, Obst- und Zierpflanzenarten |
| AgrarAusbStEignV           | Verordnung über die Eignung der Ausbildungsstätte für die Berufsausbildung zur Fachkraft Agrarservice |
| AgrarAusbV                 | Verordnung über die Berufsausbildung zur Fachkraft Agrarservice |
| AgrarMSV                   | Verordnung zur Weiterentwicklung der Marktstruktur im Agrarbereich |
| AgrarservMeistPrV          | Verordnung über die Meisterprüfung zum anerkannten Fortbildungsabschluss Agrarservicemeister und Agrarservicemeisterin |
| AgrarZahlVerpflV           | Verordnung über die Einhaltung von Grundanforderungen und Standards im Rahmen unionsrechtlicher Vorschriften über Agrarzahlungen |
| AgrStatV                   | Verordnung zur Aussetzung und Ergänzung von Merkmalen sowie zur Einschränkung des Kreises der zu Befragenden nach dem Agrarstatistikgesetz |
| AHGV                       | Verordnung zum Altschuldenhilfe-Gesetz |
| AkkStelleGBV               | Verordnung über die Beleihung der Akkreditierungsstelle nach dem Akkreditierungsstellengesetz |
| AkkStelleKostV             | Kostenverordnung der Akkreditierungsstelle |
| AKNV                       | Verordnung über die Bescheinigung über die Meldung als Asylsuchender |
| AKostV                     | Auslandskostenverordnung |
| AktFoV                     | Verordnung über das Aktionärsforum nach § 127a des Aktiengesetzes |
| AktuarV                    | Verordnung über die versicherungsmathematische Bestätigung, den Erläuterungsbericht und den Angemessenheitsbericht des Verantwortlichen Aktuars |
| ALFV                       | Verordnung über die Anzeigepflicht von Leiharbeit in der Fleischwirtschaft |
| Alg II-V                   | Verordnung zur Berechnung von Einkommen sowie zur Nichtberücksichtigung von Einkommen und Vermögen beim Arbeitslosengeld II/Sozialgeld |
| AlkopopStV                 | Verordnung über das Verfahren zur Berechnung des Netto-Mehraufkommens der nach dem Alkopopsteuergesetz erhobenen Alkopopsteuer |
| AltfahrzeugV               | Altfahrzeug-Verordnung (Verordnung über die Überlassung, Rücknahme und umweltverträgliche Entsorgung von Altfahrzeugen) |
| AltholzV                   | Altholzverordnung (Verordnung über Anforderungen an die Verwertung und Beseitigung von Altholz) |
| AltLandPflSchV             | Verordnung über die Anwendung von Pflanzenschutzmitteln in bestimmten Gebieten von Hamburg und Niedersachsen |
| AltölV                     | Altölverordnung |
| AltPflAPrV                 | Ausbildungs- und Prüfungsverordnung für den Beruf der Altenpflegerin und des Altenpflegers |
| AltvPIBV                   | Verordnung zum Produktinformationsblatt und zu weiteren Informationspflichten bei zertifizierten Altersvorsorge- und Basisrentenverträgen nach dem Altersvorsorgeverträge-Zertifizierungsgesetz                                                                        |
| ALV                        | Verordnung über die Seelotsreviere und ihre Grenzen |
| AMAusbV 2004               | Verordnung über die Berufsausbildung zum Aufbereitungsmechaniker/zur Aufbereitungsmechanikerin |
| AMBtAngV                   | Verordnung über die Angabe von Arzneimittelbestandteilen |
| AMFarbV                    | Arzneimittelfarbstoffverordnung |
| AMGBefugV                  | Verordnung zur Übertragung von Befugnissen zum Erlass von Rechtsverordnungen zur Regelung von Verfahren, Weiterleitung von Ausfertigungen und Einreichung von Unterlagen nach dem Arzneimittelgesetz                                                                   |
| AMGBlauzAusnV              | Verordnung über Ausnahmen von § 56a des Arzneimittelgesetzes zum Schutz vor der Blauzungenkrankheit |
| AMGKostV                   | Kostenverordnung für die Zulassung und Registrierung von Arzneimitteln durch das Bundesinstitut für Arzneimittel und Medizinprodukte und das Bundesamt für Verbraucherschutz und Lebensmittelsicherheit                                                                |
| AMGZSAV                    | Verordnung über die Zulassung von Ausnahmen von Vorschriften des Arzneimittelgesetzes für die Bereiche des Zivil- und Katastrophenschutzes, der Bundeswehr, der Bundespolizei sowie der Bereitschaftspolizeien der Länder                                              |
| AM-HandelsV                | Verordnung über den Großhandel und die Arzneimittelvermittlung |
| AMHV                       | Verordnung über das Inverkehrbringen von Arzneimitteln ohne Genehmigung oder ohne Zulassung in Härtefällen |
| AM-NutzenV                 | Verordnung über die Nutzenbewertung von Arzneimitteln nach § 35a Absatz 1 SGB V für Erstattungsvereinbarungen nach § 130b SGB V |
| AMPreisV                   | Arzneimittelpreisverordnung |
| AMPV                       | Verordnung zur Anwendung der Arzneimittelprüfrichtlinien |
| AMRadV                     | Verordnung über radioaktive oder mit ionisierenden Strahlen behandelte Arzneimittel |
| AMSachKV                   | Verordnung über den Nachweis der Sachkenntnis im Einzelhandel mit freiverkäuflichen Arzneimitteln |
| AMSachvV                   | Verordnung zur Errichtung von Sachverständigen-Ausschüssen für Standardzulassungen, Apothekenpflicht und Verschreibungspflicht von Arzneimitteln |
| AMV                        | Verordnung über die Amtsdauer, Amtsführung und Entschädigung der Mitglieder des Gemeinsamen Bundesausschusses und der Landesausschüsse der Ärzte (Zahnärzte) und Krankenkassen                                                                                         |
| AMVerkRÄndV 3              | Dritte Verordnung zur Änderung der Verordnung über die Zulassung von Arzneimitteln für den Verkehr außerhalb der Apotheken und zur Änderung der Verordnung über den Ausschluß von Arzneimitteln vom Verkehr außerhalb der Apotheken                                    |
| AMVerkRV                   | Verordnung über apothekenpflichtige und freiverkäufliche Arzneimittel |
| AMVLBV                     | Verordnung mit arzneimittelrechtlichen Vorschriften über die Arzneimittelverwendung in landwirtschaftlichen Betrieben |
| AMVO                       | Verordnung über die Meisterprüfung in den Teilen III und IV im Handwerk und in handwerksähnlichen Gewerben |
| AMVV                       | Arzneimittelverschreibungsverordnung (Verordnung über die Verschreibungspflicht von Arzneimitteln) |
| AMWarnV                    | Arzneimittel-Warnhinweisverordnung |
| AMWHV                      | Verordnung über die Anwendung der Guten Herstellungspraxis bei der Herstellung von Arzneimitteln und Wirkstoffen und über die Anwendung der Guten fachlichen Praxis bei der Herstellung von Produkten menschlicher Herkunft                                            |
| ÄndSchnAusbV               | Verordnung über die Berufsausbildung zum Änderungsschneider/zur Änderungsschneiderin |
| AnerkSparkAusbAufhV        | Verordnung über die Aufhebung der staatlichen Anerkennung des Ausbildungsberufs Sparkassenkaufmann/Sparkassenkauffrau |
| AnerkV                     | Verordnung über die Anforderungen an und das Verfahren für die Anerkennung von Konformitätsbewertungsstellen im Bereich der elektromagnetischen Verträglichkeit von Betriebsmitteln und im Bereich der Bereitstellung von Funkanlagen                                  |
| AnFrV                      | Verordnung zur Verlängerung der Frist für die Stellung von Anträgen nach § 1 Abs. 4 sowie § 10 des Vermögenszuordnungsgesetzes |
| AnlBV                      | Verordnung über das Anlaufen der inneren Gewässer der Bundesrepublik Deutschland aus Seegebieten seewärts der Grenze des deutschen Küstenmeeres und das Auslaufen |
| AnlGBlnV                   | Verordnung zur Erstreckung des Anleihe-Gesetzes von 1950 auf das Land Berlin |
| AnlV                       | Anlageverordnung (Verordnung über die Anlage des Sicherungsvermögens von Pensionskassen, Sterbekassen und kleinen Versicherungsunternehmen) |
| AnsprÜbersV                | Verordnung über die Übersetzungen der Ansprüche europäischer Patentanmeldungen |
| AntarktUmwSchProtAG§6Abs5V | Verordnung über Zusammensetzung, Berufung und Verfahren einer unabhängigen Kommission wissenschaftlicher Sachverständiger nach § 6 Abs. 5 des Umweltschutzprotokoll-Ausführungsgesetzes vom 22. September 1994                                                         |
| AntKostV                   | Kostenverordnung für Amtshandlungen nach dem Umweltschutzprotokoll-Ausführungsgesetz vom 22. September 1994 |
| AnwZpvV                    | Verordnung zur Festlegung eines späteren Anwendungszeitpunktes der Verpflichtungen nach § 5b des Einkommensteuergesetzes |
| AnzV                       | Verordnung über die Anzeigen und die Vorlage von Unterlagen nach dem Kreditwesengesetz |
| APASGebV                   | Verordnung über Gebühren der Abschlussprüferaufsichtsstelle beim Bundesamt für Wirtschaft und Ausfuhrkontrolle |
| ApBetrO                    | Apothekenbetriebsordnung (Verordnung über den Betrieb von Apotheken) |
| AP-mDBPolV                 | Verordnung über die Ausbildung und Prüfung für den mittleren Polizeivollzugsdienst in der Bundespolizei |
| ArbMDFAngAusbV             | Verordnung über die Berufsausbildung zum Fachangestellten für Arbeitsmarktdienstleistungen und zur Fachangestellten für Arbeitsmarktdienstleistungen |
| ArbMedVV                   | Verordnung zur arbeitsmedizinischen Vorsorge |
| ArbPlSchGAbschn3V          | Verordnung zum Dritten Abschnitt des Arbeitsplatzschutzgesetzes |
| ArbStättV                  | Arbeitsstättenverordnung (Verordnung über Arbeitsstätten) |
| ArbSV                      | Verordnung über die Feststellung und Deckung des Arbeitskräftebedarfs nach dem Arbeitssicherstellungsgesetz |
| ArbZustBauV                | Verordnung über die örtliche Zuständigkeit für die Einkommensteuer von im Ausland ansässigen Arbeitnehmern des Baugewerbes |
| ArbZV                      | Arbeitszeitverordnung |
| ArbZVÄndV 8                | Achte Verordnung zur Änderung der Arbeitszeitverordnung |
| ARegV                      | Anreizregulierungsverordnung (Verordnung über die Anreizregulierung der Energieversorgungsnetze) |
| AromV                      | Aromenverordnung |
| Art115V                    | Verordnung über das Verfahren zur Bestimmung der Konjunkturkomponente nach § 5 des Artikel 115-Gesetzes |
| ARV                        | Verordnung über die Reisekostenvergütung bei Auslandsdienstreisen |
| ArznRAV 1993-11            | Verordnung über die Aussetzung der Rechnungsabschläge bei Arzneimitteln nach § 311a des Fünften Buches Sozialgesetzbuch |
| ArznRAV                    | Verordnung über die Aussetzung der Rechnungsabschläge bei Arzneimitteln nach § 311a des Fünften Buches Sozialgesetzbuch |
| Ärzte-ZV                   | Zulassungsverordnung für Vertragsärzte |
| ASGZustV                   | Verordnung zur Übertragung von Zuständigkeiten nach dem Arbeitssicherstellungsgesetz auf Dienststellen im Geschäftsbereich des Bundesministers der Verteidigung |
| AsphAusbV                  | Verordnung über die Berufsausbildung zum Asphaltbauer |
| AsylZBV                    | Verordnung zur Neufassung der Asylzuständigkeitsbestimmungsverordnung |
| AtAV                       | Verordnung über die Verbringung radioaktiver Abfälle oder abgebrannter Brennelemente |
| AtDeckV                    | Verordnung über die Deckungsvorsorge nach dem Atomgesetz |
| ATDTeilnV                  | Verordnung über die Benennung weiterer zur Teilnahme an der Antiterrordatei berechtigter Polizeivollzugsbehörden |
| ATGV                       | Verordnung über das Auslandstrennungsgeld |
| AtKostV                    | Kostenverordnung zum Atomgesetz und zum Strahlenschutzgesetz |
| AtSMV                      | Atomrechtliche Sicherheitsbeauftragten- und Meldeverordnung (Verordnung über den kerntechnischen Sicherheitsbeauftragten und über die Meldung von Störfällen und sonstigen Ereignissen)                                                                                |
| AtStrlSV                   | Verordnung über die Gewährleistung von Atomsicherheit und Strahlenschutz |
| ATV                        | Verordnung über die Tilgung der Anteilrechte von Inhabern mit Wohnsitz außerhalb der Deutschen Demokratischen Republik an der Altguthaben-Ablösungs-Anleihe |
| AtVfV                      | Verordnung über das Verfahren bei der Genehmigung von Anlagen nach § 7 des Atomgesetzes |
| AtZüV                      | Atomrechtliche Zuverlässigkeitsüberprüfungs-Verordnung (Verordnung für die Überprüfung der Zuverlässigkeit zum Schutz gegen Entwendung oder Freisetzung radioaktiver Stoffe nach dem Atomgesetz)                                                                       |
| ATZV                       | Verordnung über die Gewährung eines Zuschlags bei Altersteilzeit |
| AufbauhfV                  | Verordnung nach § 2 Abs. 6 des Aufbauhilfefondsgesetzes |
| AufbhV                     | Verordnung über die Verteilung und Verwendung der Mittel des Fonds „Aufbauhilfe“ |
| AufenthV                   | Aufenthaltsverordnung |
| AufgÜbertrV OFD Düsseld    | Verordnung zur Übertragung von Aufgaben der Oberfinanzdirektion Düsseldorf |
| AufgÜbertrV OFD Karlsr     | Verordnung zur Übertragung von Aufgaben der Oberfinanzdirektion Karlsruhe |
| AufwErstV                  | Verordnung über die Erstattung von Aufwendungen für die gesetzliche Rentenversicherung der in Werkstätten beschäftigten Behinderten |
| AugenoptAusbV              | Verordnung über die Berufsausbildung zum Augenoptiker und zur Augenoptikerin |
| AÜGMeldstellV              | Verordnung zur Bestimmung der zuständigen Behörde nach § 17b Absatz 4 des Arbeitnehmerüberlassungsgesetzes |
| AugOptMstrV                | Verordnung über das Meisterprüfungsberufsbild und über die Prüfungsanforderungen in den Teilen I und II der Meisterprüfung im Augenoptiker-Handwerk |
| AujeszkKrV                 | Verordnung zum Schutz gegen die Aujeszkysche Krankheit |
| AÜKostV                    | Verordnung über die Kosten der Erlaubnis zur Arbeitnehmerüberlassung |
| AusbAnerkAufhV             | Verordnung über die Aufhebung der staatlichen Anerkennung von Ausbildungsberufen |
| AusbBerAufhV 2             | Zweite Verordnung über die Aufhebung der Anerkennung von Ausbildungsberufen |
| AusbBerAufhV 2001          | Verordnung über die Aufhebung der Anerkennung von Ausbildungsberufen |
| AusbBerAufhV 3             | Dritte Verordnung über die Aufhebung der Anerkennung von Ausbildungsberufen |
| AusbBerAufhV 4             | Vierte Verordnung über die Aufhebung der Anerkennung von Ausbildungsberufen |
| AusbBerAufhV 5             | Fünfte Verordnung über die Aufhebung der Anerkennung von Ausbildungsberufen |
| AusbBerAufhV               | Verordnung über die Aufhebung der Anerkennung von Ausbildungsberufen |
| AusbDienstLArbbV 4         | Vierte Verordnung über zwingende Arbeitsbedingungen für Aus- und Weiterbildungsdienstleistungen nach dem Zweiten oder Dritten Buch Sozialgesetzbuch |
| AusbEignMedPharmV          | Verordnung über die fachliche Eignung für die Berufsausbildung der Medizinischen, Zahnmedizinischen und Tiermedizinischen Fachangestellten sowie der Pharmazeutisch-kaufmännischen Angestellten                                                                        |
| AusbEignV 2009             | Ausbilder-Eignungsverordnung |
| AusbErstV                  | Erste Verordnung über die Erstattung von pauschalierten Aufwendungen bei Ausführung der Ausbildungsvermittlung |
| AusfErstV 1996             | Ausfuhrerstattungsverordnung |
| AusGebV                    | Verordnung über Gebühren und Auslagen der Bundesnetzagentur im Zusammenhang mit Ausschreibungen nach dem Erneuerbare-Energien-Gesetz und nach dem Kraft-Wärme-Kopplungsgesetz                                                                                          |
| AusglMechV                 | Verordnung zur Weiterentwicklung des bundesweiten Ausgleichsmechanismus |
| AusglV                     | Verordnung über die Einkommensfeststellung nach dem Bundesversorgungsgesetz |
| AusglZSV                   | Verordnung über das Prüfungsverfahren zur Anwendung von Antidumpingzollsätzen und Ausgleichszollsätzen |
| AuslAdMV                   | Verordnung über Meldungen internationaler Adoptionsvermittlungsfälle an die Bundeszentralstelle für Auslandsadoption |
| AuslGrdBesStBefrV          | Verordnung über die Gewährung von Steuerbefreiungen für Grundbesitz ausländischer Staaten, der für Wohnzwecke des Personals diplomatischer Missionen und konsularischer Vertretungen benutzt wird                                                                      |
| AuslVZV                    | Verordnung über Zahlung eines Auslandsverwendungszuschlags |
| AuslZuschlV                | Verordnung über die Gewährung von Auslandszuschlägen |
| AuslZustV                  | Verordnung über die Zuständigkeit der Verwaltungsbehörden der Kriegsopferversorgung für Berechtigte im Ausland |
| AuswErlV                   | Verordnung über die Erlaubnis zur Auswandererberatung |
| AuswGebV                   | Verordnung über die im Auswandererberatungsgenehmigungsverfahren zu erhebenden Gebühren und Auslagen |
| AutoKflAusbV               | Verordnung über die Berufsausbildung zum Automobilkaufmann und zur Automobilkauffrau |
| AutomAusbV                 | Verordnung über die Berufsausbildung zum Automatenfachmann und zur Automatenfachfrau |
| AUV                        | Verordnung über die Umzugskostenvergütung bei Auslandsumzügen |
| AVBFernwärmeV              | Verordnung über Allgemeine Bedingungen für die Versorgung mit Fernwärme |
| AVBWasserV                 | Verordnung über Allgemeine Bedingungen für die Versorgung mit Wasser |
| AVMedKfAusbV               | Verordnung über die Berufsausbildung zum Kaufmann für audiovisuelle Medien/zur Kauffrau für audiovisuelle Medien |
| AVV                        | Abfallverzeichnis-Verordnung (Verordnung über das Europäische Abfallverzeichnis) |
| AWaffV                     | Allgemeine Waffengesetz-Verordnung |
| AWPädFortbV                | Verordnung über die Prüfung zum anerkannten Fortbildungsabschluss Geprüfter Aus- und Weiterbildungspädagoge/Geprüfte Aus- und Weiterbildungspädagogin |
| AWPrV                      | Verordnung über die Prüfung zum anerkannten Fortbildungsabschluss Geprüfter Fachwirt für Außenwirtschaft und Geprüfte Fachwirtin für Außenwirtschaft |
| AwSV                       | Verordnung über Anlagen zum Umgang mit wassergefährdenden Stoffen |
| AWV                        | Außenwirtschaftsverordnung |
| AWZ Nordsee-ROV            | Verordnung über die Raumordnung in der deutschen ausschließlichen Wirtschaftszone in der Nordsee |
| AWZ Ostsee-ROV             | Verordnung über die Raumordnung in der deutschen ausschließlichen Wirtschaftszone in der Ostsee |
| AZAV                       | Akkreditierungs- und Zulassungsverordnung Arbeitsförderung (Verordnung über die Voraussetzungen und das Verfahren zur Akkreditierung von fachkundigen Stellen und zur Zulassung von Trägern und Maßnahmen der Arbeitsförderung nach dem Dritten Buch Sozialgesetzbuch) |
| AZV                        | Verordnung über die Arbeitszeit der Beamtinnen und Beamten des Bundes |

| B                         | |
| BAA-EinfDV-Saar           | Rechtsverordnung des Präsidenten des Bundesausgleichsamtes zur Einführung von Rechtsverordnungen im Saarland |
| BäAusbV 2004              | Verordnung über die Berufsausbildung zum Bäcker/zur Bäckerin |
| BAAZustV                  | Verordnung zur Übertragung von Zuständigkeiten nach dem Lastenausgleichsgesetz auf das Bundesausgleichsamt |
| BABefugV 2008             | Verordnung zur Übertragung der Befugnis zum Erlass von Rechtsverordnungen nach dem Dritten Buch Sozialgesetzbuch auf den Vorstand der Bundesagentur für Arbeit |
| BAB-KAbgV                 | Verordnung über Höhe und Erhebung der Konzessionsabgabe für das Betreiben eines Nebenbetriebs an der Bundesautobahn |
| BABRiGeschwV 1978         | Verordnung über eine allgemeine Richtgeschwindigkeit auf Autobahnen und ähnlichen Straßen |
| BäckMstrV                 | Verordnung über das Berufsbild und über die Prüfungsanforderungen im praktischen und im fachtheoretischen Teil der Meisterprüfung für das Bäcker-Handwerk |
| BäderFAngAusbV            | Verordnung über die Berufsausbildung zum/zur Fachangestellten für Bäderbetriebe |
| BäderMeistPrV             | Verordnung über die Prüfung zum anerkannten Abschluß Geprüfter Meister für Bäderbetriebe/Geprüfte Meisterin für Bäderbetriebe |
| BadeV                     | Verordnung über das Baden in den Bundeswasserstraßen Weser, Lesum und Hunte |
| BADV                      | Verordnung über Bodenabfertigungsdienste auf Flugplätzen |
| BAFinBefugV               | Verordnung zur Übertragung von Befugnissen zum Erlass von Rechtsverordnungen auf die Bundesanstalt für Finanzdienstleistungsaufsicht |
| BaFinVerstMeldV           | Verordnung zur Meldung von Verstößen bei der Bundesanstalt für Finanzdienstleistungsaufsicht |
| BAföG-AuslandszuschlagsV  | Verordnung über die Zuschläge zu dem Bedarf nach dem Bundesausbildungsförderungsgesetz bei einer Ausbildung im Ausland |
| BAföG-EinkommensV         | Verordnung zur Bezeichnung der als Einkommen geltenden sonstigen Einnahmen nach § 21 Abs. 3 Nr. 4 des Bundesausbildungsförderungsgesetzes |
| BAfög-FachlehrerV         | Verordnung über die Ausbildungsförderung für den Besuch von Instituten zur Ausbildung von Fachlehrern und Sportlehrern |
| BAföG-TeilerlaßV          | Verordnung über den leistungsabhängigen Teilerlaß von Ausbildungsförderungsdarlehen |
| BAföGZustV 2004           | Verordnung über die örtliche Zuständigkeit für Ausbildungsförderung im Ausland |
| BAGBeihZustAnO            | Anordnung zur Übertragung von Zuständigkeiten für den Erlass von Widerspruchsbescheiden und die Vertretung des Dienstherrn bei Klagen von Beschäftigten des Bundesarbeitsgerichts in Angelegenheiten nach der Bundesbeihilfeverordnung |
| BAGebV                    | Verordnung über Gebühren und Auslagen des Bundesamtes für Wirtschaft und Ausfuhrkontrolle im Zusammenhang mit der Begrenzung der EEG-Umlage |
| BAGÜV                     | Verordnung zur Übertragung von Befugnissen zum Erlass von Rechtsverordnungen auf das Bundesamt für Güterverkehr |
| BAIUDBwOWiZustV           | Verordnung über die Zuständigkeit des Bundesamtes für Infrastruktur, Umweltschutz und Dienstleistungen der Bundeswehr für die Verfolgung und Ahndung von Ordnungswidrigkeiten |
| BAKredWWSUBefÜV           | Verordnung zur Übertragung der Befugnis zum Erlaß von Rechtsverordnungen auf das Bundesaufsichtsamt für das Kreditwesen nach dem Gesetz zu dem Vertrag vom 18. Mai 1990 über die Schaffung einer Währungs-, Wirtschafts- und Sozialunion zwischen der Bundesrepublik Deutschland und der Deutschen Demokratischen Republik |
| BAMKostO                  | Kostenverordnung für Nutzleistungen der Bundesanstalt für Materialforschung und -prüfung |
| BankFachwPrV              | Verordnung über die Prüfung zum anerkannten Abschluss Geprüfter Bankfachwirt/Geprüfte Bankfachwirtin |
| BankKfm/KfrAusbV          | Verordnung über die Berufsausbildung zum Bankkaufmann/zur Bankkauffrau |
| BÄO                       | Bundesärzteordnung |
| BAPauschV                 | Verordnung über die Pauschalierung und Zahlung des Ausgleichsbetrags der Bundesagentur für Arbeit an die Träger der gesetzlichen Rentenversicherung für arbeitsmarktbedingte Renten wegen voller Erwerbsminderung |
| BApO                      | Bundes-Apothekerordnung |
| BArchBV                   | Verordnung über die Benutzung von Archivgut beim Bundesarchiv |
| BArchKostV                | Verordnung über Kosten beim Bundesarchiv |
| BargeldPrüfV              | Verordnung über die Prüfung von Bargeld |
| BArtSchV                  | Verordnung zum Schutz wild lebender Tier- und Pflanzenarten |
| BATZV                     | Verordnung über die Altersteilzeit von Beamtinnen und Beamten des Bundes |
| BauArbbV10                | Zehnte Verordnung über zwingende Arbeitsbedingungen im Baugewerbe |
| BAuAZustAnO               | Anordnung zur Übertragung von Zuständigkeiten für den Erlass von Widerspruchsbescheiden und die Vertretung des Dienstherrn bei Klagen von Beschäftigten der Bundesanstalt für Arbeitsschutz und Arbeitsmedizin in Reisekosten-, Umzugskosten- und Trennungsgeldangelegenheiten sowie in Angelegenheiten nach der Bundesbeihilfeverordnung                                                                                         |
| BaubetrV 1980             | Verordnung über die Betriebe des Baugewerbes, in denen die ganzjährige Beschäftigung zu fördern ist |
| BaugeräteFAusbV 1997      | Verordnung über die Berufsausbildung zum Baugeräteführer/zur Baugeräteführerin |
| BauMaschMeistPrV          | Verordnung über die Prüfung zum anerkannten Abschluß Geprüfter Baumaschinenmeister |
| BaumeisterVAblV           | Verordnung zur Ablösung der Baumeisterverordnung |
| BauNVO                    | Verordnung über die bauliche Nutzung der Grundstücke |
| BauPGHeizkesselV          | Verordnung über das Inverkehrbringen von Heizkesseln und Geräten nach dem Bauproduktengesetz (Artikel 1 der Verordnung zur Umsetzung der Heizkesselwirkungsgradrichtlinie) |
| BauPGPÜZAnerkV            | Verordnung über die Anerkennung als Prüf-, Überwachungs- und Zertifizierungsstelle nach dem Bauproduktengesetz |
| BausparkV                 | Verordnung zum Gesetz über Bausparkassen |
| BauSparVetrAbwV 2         | Zweite Durchführungs- und Ergänzungsverordnung über die vereinfachte Abwicklung von Bausparverträgen |
| BauSparVetrAbwV           | Durchführungs- und Ergänzungsverordnung über die vereinfachte Abwicklung von Bausparverträgen |
| BaustellV                 | Verordnung über Sicherheit und Gesundheitsschutz auf Baustellen |
| BauStoffPrAusbV 2005      | Verordnung über die Berufsausbildung zum Baustoffprüfer/zur Baustoffprüferin |
| BauwAbdAusbV              | Verordnung über die Berufsausbildung zum Bauwerksabdichter/zur Bauwerksabdichterin |
| BauWiAusbV 1999           | Verordnung über die Berufsausbildung in der Bauwirtschaft |
| BauZAusbV 2002            | Verordnung über die Berufsausbildung zum Bauzeichner/zur Bauzeichnerin |
| BAVBVO                    | Verordnung über die Bescheinigung von Grundlagen beruflicher Handlungsfähigkeit im Rahmen der Berufsausbildungsvorbereitung |
| BBankG§36aEÜV             | Verordnung zur Übertragung der Verordnungsermächtigung nach § 36a des Gesetzes über die Deutsche Bundesbank |
| BBankGEÜV                 | Verordnung zur Übertragung von Verordnungsermächtigungen der Bundesregierung nach § 31 des Gesetzes über die Deutsche Bundesbank |
| BBankLV                   | Verordnung über die Laufbahnen der Bundesbankbeamtinnen und Bundesbankbeamten |
| BBankPersV                | Verordnung zur Regelung der Rechtsverhältnisse des Personals der Deutschen Bundesbank |
| BBesG/BesÜV2Bek 2008      | Bekanntmachung nach § 77 Abs. 2 und 3 des Bundesbesoldungsgesetzes und nach § 2 Abs. 1 und § 3 Abs. 2 der Zweiten Besoldungs-Übergangsverordnung |
| BBesG/BesÜV2Bek           | Bekanntmachung nach § 77 Abs. 1 bis 3 des Bundesbesoldungsgesetzes und nach § 2 Abs. 1 und § 3 Abs. 2 der Zweiten Besoldungs-Übergangsverordnung |
| BBFestV 2013              | Verordnung zur Festsetzung der der Revision unterliegenden Bundesbeteiligung an den Kosten der Unterkunft und Heizung für das Jahr 2013 |
| BBFestV 2014              | Verordnung zur Festlegung der der Revision unterliegenden Bundesbeteiligung an den Kosten der Unterkunft und Heizung für das Jahr 2014 |
| BBFestV 2015              | Verordnung zur Festlegung der der Revision unterliegenden Bundesbeteiligung an den Kosten der Unterkunft und Heizung für das Jahr 2015 |
| BBFestV 2016              | Verordnung zur Festlegung der der Revision unterliegenden Bundesbeteiligung an den Kosten der Unterkunft und Heizung für das Jahr 2016 |
| BBFestV 2017              | Verordnung zur Festlegung und Anpassung der Bundesbeteiligung an den Leistungen für Unterkunft und Heizung für das Jahr 2017 |
| BBhV                      | Verordnung über Beihilfe in Krankheits-, Pflege- und Geburtsfällen |
| BBodSchV                  | Bundes-Bodenschutz- und Altlastenverordnung |
| BBVAnpG2000Art4uaBek      | Bekanntmachung nach Artikel 4 Abs. 3 des Bundesbesoldungs- und -versorgungsanpassungsgesetzes 2000 und nach § 2 Abs. 1 und § 3 Abs. 2 der Zweiten Besoldungs-Übergangsverordnung |
| BBVAnpG98Art4uaBek        | Bekanntmachung nach Artikel 4 Abs. 2 des Bundesbesoldungs- und -versorgungsanpassungsgesetzes 1998 und nach § 2 Abs. 1 und § 3 Abs. 2 der Zweiten Besoldungs-Übergangsverordnung |
| BBVAnpG99Art4uaBek        | Bekanntmachung nach Artikel 4 Abs. 2 des Bundesbesoldungs- und -versorgungsanpassungsgesetzes 1999 und nach § 2 Abs. 1 und § 3 Abs. 2 der Zweiten Besoldungs-Übergangsverordnung |
| BDBOS-KostV               | Kostenverordnung für Amtshandlungen der Bundesanstalt für den Digitalfunk der Behörden und Organisationen mit Sicherheitsaufgaben |
| BDBOSZertV                | Verordnung über das Verfahren zur Erteilung eines Zertifikats für Endgeräte durch die Bundesanstalt für den Digitalfunk der Behörden und Organisationen mit Sicherheitsaufgaben |
| BDG§82V 2008              | Verordnung zu § 82 des Bundesdisziplinargesetzes |
| BDZV                      | Verordnung über die Gewährung eines Zuschlags zu den Dienstbezügen bei begrenzter Dienstfähigkeit |
| BeamtVG§43Abs3V           | Verordnung über die einmalige Unfallentschädigung nach § 43 Abs. 3 des Beamtenversorgungsgesetzes |
| BeamtVÜV                  | Verordnung über beamtenversorgungsrechtliche Übergangsregelungen nach Herstellung der Einheit Deutschlands |
| BeauftrV                  | Verordnung zur Beauftragung von Luftsportverbänden |
| BedGgstV                  | Bedarfsgegenständeverordnung |
| BefBedV                   | Verordnung über die Allgemeinen Beförderungsbedingungen für den Straßenbahn- und Obusverkehr sowie den Linienverkehr mit Kraftfahrzeugen |
| BEFZustV 1979             | Verordnung über die Zuständigkeit der Bundesanstalt für Landwirtschaft und Ernährung für die Registrierung der Vermehrungsverträge für Saatgut in Drittländern |
| BEGebV                    | Verordnung über die Gebühren und Auslagen für Amtshandlungen der Eisenbahnverkehrsverwaltung des Bundes |
| BeglV                     | Verordnung über die zu Beglaubigungen befugten Behörden |
| BEGSchlGArt5V 1           | Erste Verordnung zu Artikel V des Zweiten Gesetzes zur Änderung des Bundesentschädigungsgesetzes (BEG-Schlußgesetz) |
| BEGSchlGArt5V 2           | Zweite Verordnung zu Artikel V des Zweiten Gesetzes zur Änderung des Bundesentschädigungsgesetzes |
| BEGSchlGVerfV             | Verfahrensverordnung zu Artikel VI des Zweiten Gesetzes zur Änderung des Bundesentschädigungsgesetzes (BEG-Schlußgesetz) |
| BehAppAusbV               | Verordnung über die Berufsausbildung zum Behälter- und Apparatebauer/zur Behälter- und Apparatebauerin |
| BehAppMstrV               | Verordnung über die Meisterprüfung in den Teilen I und II im Behälter- und Apparatebauer-Handwerk |
| BehWerkPrZustV            | Verordnung über die Bestimmung der zuständigen Stelle für die Durchführung der Prüfung zum anerkannten Abschluss Geprüfte Fachkraft zur Arbeits- und Berufsförderung in Werkstätten für behinderte Menschen |
| BeiratsV                  | Verordnung über die Errichtung eines Beirates für Ausbildungsförderung |
| BeitrLV 2005              | Verordnung zur Bestimmung der Beiträge und der Beitragszuschüsse in der Alterssicherung der Landwirte für 2005 |
| BeitrLV 2006              | Verordnung zur Bestimmung der Beiträge und der Beitragszuschüsse in der Alterssicherung der Landwirte für 2006 |
| BelWertV                  | Verordnung über die Ermittlung der Beleihungswerte von Grundstücken nach § 16 Abs. 1 und 2 des Pfandbriefgesetzes |
| BEMFV                     | Verordnung über das Nachweisverfahren zur Begrenzung elektromagnetischer Felder |
| Bergbau-VersuchsstreckenV | Verordnung über die Anwendung von Vorschriften des Bundesberggesetzes auf die Bergbau-Versuchsstrecke |
| BergMAusbV                | Verordnung über die Berufsausbildung zum Berg- und Maschinenmann und zur Berg- und Maschinenfrau |
| BergRVÄndV                | Verordnung zur Änderung bergrechtlicher Verordnungen |
| BergtechAusbV             | Verordnung über die Berufsausbildung zum Bergbautechnologen/zur Bergbautechnologin |
| BergWoZErhV               | Verordnung über die Erhebung der Zinsen für Darlehen des Bundes zum Bergarbeiterwohnungsbau |
| BergWoZSenkV              | Bergarbeiterwohnungsbau-Zinssenkungsverordnung |
| BerHFV                    | Verordnung zur Verwendung von Formularen im Bereich der Beratungshilfe |
| BerVersV                  | Verordnung über die Berichterstattung von Versicherungsunternehmen gegenüber der Bundesanstalt für Finanzdienstleistungsaufsicht |
| BeschMechAusbV            | Verordnung über die Berufsausbildung zum Verfahrensmechaniker für Beschichtungstechnik/zur Verfahrensmechanikerin für Beschichtungstechnik |
| BeschussV                 | Allgemeine Verordnung zum Beschussgesetz |
| BeschV                    | Verordnung über die Beschäftigung von Ausländerinnen und Ausländern |
| BestAusbV                 | Verordnung über die Berufsausbildung zur Bestattungsfachkraft |
| BestMstrV                 | Verordnung über das Meisterprüfungsberufsbild und über die Prüfungsanforderungen in den Teilen I und II der Meisterprüfung im Bestattungsgewerbe |
| BesÜV2Bek 1992-03-09      | Bekanntmachung der Dienstbezüge und Anwärterbezüge nach § 2 Abs. 1 und § 3 Abs. 2 der Zweiten Besoldungs-Übergangsverordnung |
| BesÜV2Bek 1993-06-02      | Bekanntmachung der Dienstbezüge und Anwärterbezüge nach § 2 Abs. 1 und § 3 Abs. 2 der Zweiten Besoldungs-Übergangsverordnung |
| BesÜV2Bek 1994-01-14      | Bekanntmachung der Dienstbezüge und Anwärterbezüge nach § 2 Abs. 1 und § 3 Abs. 2 der Zweiten Besoldungs-Übergangsverordnung |
| BesÜV2Bek 1994-09-10      | Bekanntmachung der Dienstbezüge und Anwärterbezüge nach § 2 Abs. 1 und § 3 Abs. 2 der Zweiten Besoldungs-Übergangsverordnung |
| BesÜV2Bek 1996-02-21      | Bekanntmachung der Dienstbezüge und Anwärterbezüge nach § 2 Abs. 1 und § 3 Abs. 2 der Zweiten Besoldungs-Übergangsverordnung |
| BesÜV2Bek 1997-06-18      | Bekanntmachung der Dienstbezüge und Anwärterbezüge nach § 2 Abs. 1 und § 3 Abs. 2 der Zweiten Besoldungs-Übergangsverordnung |
| BesÜV2Bek 1998-12-03      | Bekanntmachung der Dienstbezüge und Anwärterbezüge nach § 2 Abs. 1 und § 3 Abs. 2 der Zweiten Besoldungs-Übergangsverordnung |
| BetonFBAusbV              | Verordnung über die Berufsausbildung zum Betonfertigteilbauer und zur Betonfertigteilbauerin |
| BetrKV                    | Verordnung über die Aufstellung von Betriebskosten |
| BetrPrämDurchfGZuckV      | Verordnung zur Aufteilung der Erhöhung der Obergrenze auf die Regionen sowie über Daten für die Festsetzung des betriebsindividuellen Zuckergrundbetrags und der zusätzlichen betriebsindividuellen Zuckerbeträge nach dem Betriebsprämiendurchführungsgesetz |
| BetrPrämRegV 2014         | Verordnung zur Kürzung der Zahlungsansprüche im Rahmen der Betriebsprämienregelung für das Jahr 2014 |
| BetrSichV                 | Verordnung über Sicherheit und Gesundheitsschutz bei der Verwendung von Arbeitsmitteln |
| BetrWHwOPrV               | Verordnung über die Prüfung zum anerkannten Fortbildungsabschluss Geprüfter Betriebswirt nach der Handwerksordnung und Geprüfte Betriebswirtin nach der Handwerksordnung |
| BetrWPrV                  | Verordnung über die Prüfung zum anerkannten Abschluss Geprüfter Betriebswirt/Geprüfte Betriebswirtin nach dem Berufsbildungsgesetz |
| BetTerMstrV               | Verordnung über das Berufsbild und über die Prüfungsanforderungen im praktischen und im fachtheoretischen Teil der Meisterprüfung für das Betonstein- und Terrazzohersteller-Handwerk |
| BewachV                   | Verordnung über das Bewachungsgewerbe |
| BezeichnungsV             | Verordnung zur Bezeichnung der landesrechtlichen Vorschriften nach § 59 Abs. 3 Bundesausbildungsförderungsgesetz |
| BfArMZustAnO              | Anordnung zur Übertragung von Zuständigkeiten für den Erlass von Widerspruchsbescheiden und die Vertretung des Dienstherrn bei Klagen von Beschäftigten des Bundesinstituts für Arzneimittel und Medizinprodukte in Angelegenheiten nach dem Bundesumzugskostengesetz einschließlich der hierzu ergangenen Trennungsgeldverordnung in Verbindung mit dem Dienstrechtlichen Begleitgesetz sowie in Beihilfeangelegenheiten         |
| BFD-WahlV                 | Verordnung über die Wahl der Sprecherinnen und Sprecher der Freiwilligen des Bundesfreiwilligendienstes |
| BfNKostV                  | Kostenverordnung für Amtshandlungen des Bundesamtes für Naturschutz |
| BGB-InfoV                 | Verordnung über Informations- und Nachweispflichten nach bürgerlichem Recht |
| BGenTGKostV               | Bundeskostenverordnung zum Gentechnikgesetz |
| BGH/BPatGERVV             | Verordnung über den elektronischen Rechtsverkehr beim Bundesgerichtshof und Bundespatentgericht |
| BGleiSV                   | Verordnung über die Schlichtungsstelle nach § 16 des Behindertengleichstellungsgesetzes und ihr Verfahren |
| BGSAAusglV                | Verordnung zur Festsetzung des Ausgleichs für die Erfüllung bahnpolizeilicher Aufgaben der Bundespolizei |
| BGS-JArbSchV              | Verordnung über Ausnahmen von Vorschriften des Jugendarbeitsschutzgesetzes für jugendliche Polizeivollzugsbeamte in der Bundespolizei |
| BGVGebV                   | Gebührenverordnung der Berufsgenossenschaft Verkehrswirtschaft Post-Logistik Telekommunikation |
| BGVPLTAufgDV              | Verordnung über die Durchführung übertragener Aufgaben durch die Berufsgenossenschaft Verkehrswirtschaft Post-Logistik Telekommunikation |
| BHfAbgV                   | Verordnung über die Abgaben in den bundeseigenen Häfen im Geltungsbereich der Seeschifffahrtsstraßen-Ordnung |
| BHV1V                     | Verordnung zum Schutz der Rinder vor einer Infektion mit dem Bovinen Herpesvirus Typ 1 |
| BHO                       | Bundeshaushaltsordnung |
| BibuchhFPrV               | Verordnung über die Prüfung zum anerkannten Fortbildungsabschluss Geprüfter Bilanzbuchhalter und Geprüfte Bilanzbuchhalterin |
| BienSchV 1992             | Verordnung über die Anwendung bienengefährlicher Pflanzenschutzmittel |
| BienSeuchV                | Bienenseuchen-Verordnung |
| BierV                     | Bierverordnung |
| BilKoUmV                  | Verordnung über die Umlegung von Kosten der Bilanzkontrolle nach § 17d des Finanzdienstleistungsaufsichtsgesetzes |
| BImADiszV                 | Verordnung zur Übertragung von Disziplinarbefugnissen auf die Bundesanstalt für Immobilienaufgaben |
| BinSchAbgasV              | Verordnung über die Begrenzung von Abgasemissionen aus Dieselmotoren in der Binnenschifffahrt |
| BinSchArbZV               | Verordnung über die Arbeitszeit in der Binnenschifffahrt |
| BinSchAusbV               | Verordnung über die Berufsausbildung zum Binnenschiffer/zur Binnenschifferin |
| BinSchEO                  | Verordnung über die Eichung von Binnenschiffen |
| BinSchKostV               | Kostenverordnung der Wasserstraßen- und Schifffahrtsverwaltung auf dem Gebiet der Binnenschifffahrt |
| BinSchLotsVergV 1976      | Verordnung über die Entgelte für die Leistungen der Binnenlotsen auf dem Rhein zwischen Bingen und St. Goar |
| BinSchLotsVergV 2012      | Verordnung über die Entgelte für die Leistungen der Binnenlotsen auf der Bundeswasserstraße Rhein zwischen den Schleusen Iffezheim und Mannheim/Ludwigshafen |
| BinSchLV                  | Verordnung über die Lade- und Löschzeiten sowie das Liegegeld in der Binnenschifffahrt |
| BinSchOWiZustV 1974       | Verordnung über die Zuständigkeit der Generaldirektion Wasserstraßen und Schifffahrt für die Verfolgung und Ahndung bestimmter Ordnungswidrigkeiten |
| BinSchPatentV             | Verordnung über Befähigungszeugnisse in der Binnenschiffahrt |
| BinSchPatentV1998AbwV 2   | Zweite Verordnung zur vorübergehenden Abweichung von der Binnenschifferpatentverordnung |
| BinSchSiV                 | Verordnung zur Sicherstellung des Binnenschiffsverkehrs |
| BinSch-SportbootVermV     | Verordnung über die gewerbsmäßige Vermietung von Sportbooten sowie deren Benutzung auf den Binnenschifffahrtsstraßen |
| BinSchSprFunkV            | Verordnung über den Betrieb von Sprechfunkanlagen auf Ultrakurzwellen in der Binnenschifffahrt und den Erwerb des UKW-Sprechfunkzeugnisses für den Binnenschifffahrtsfunk |
| BinSchStrEV               | Verordnung zur Einführung der Binnenschifffahrtsstraßen-Ordnung |
| BinSchStrO                | Binnenschifffahrtsstraßen-Ordnung |
| BinSchÜbertragungsV       | Verordnung zur Übertragung von Befugnissen zum Erlassen von Rechtsverordnungen im Bereich der Binnenschifffahrt |
| BinSchUO                  | Verordnung über die Schiffssicherheit in der Binnenschifffahrt |
| BinSchUOEV                | Verordnung zur Einführung der Verordnung über die Schiffssicherheit in der Binnenschifffahrt |
| BinSchZV                  | Binnenschiffsgüter-Berufszugangsverordnung (Artikel 1 der Verordnung über den Zugang zum Beruf des Unternehmers im innerstaatlichen und grenzüberschreitenden Binnenschiffsgüterverkehr) |
| BioAbfV                   | Verordnung über die Verwertung von Bioabfällen auf landwirtschaftlich, forstwirtschaftlich und gärtnerisch genutzten Böden |
| Biokraft-NachV            | Verordnung über Anforderungen an eine nachhaltige Herstellung von Biokraftstoffen |
| BiomasseV                 | Verordnung über die Erzeugung von Strom aus Biomasse |
| BioMatHintV               | Verordnung über die Hinterlegung von biologischem Material in Patent- und Gebrauchsmusterverfahren |
| BioNachGebV               | Verordnung über Gebühren für Amtshandlungen der Bundesanstalt für Landwirtschaft und Ernährung nach der Biomassestrom-Nachhaltigkeitsverordnung und der Biokraftstoff-Nachhaltigkeitsverordnung |
| BioSt-NachV               | Verordnung über Anforderungen an eine nachhaltige Herstellung von flüssiger Biomasse zur Stromerzeugung |
| BioStoffV                 | Verordnung über Sicherheit und Gesundheitsschutz bei Tätigkeiten mit Biologischen Arbeitsstoffen |
| BITV 2.0                  | Verordnung zur Schaffung barrierefreier Informationstechnik nach dem Behindertengleichstellungsgesetz |
| BKADV                     | Verordnung über die Art der Daten, die nach den §§ 8 und 9 des Bundeskriminalamtgesetzes gespeichert werden dürfen |
| BKatV                     | Verordnung über die Erteilung einer Verwarnung, Regelsätze für Geldbußen und die Anordnung eines Fahrverbotes wegen Ordnungswidrigkeiten im Straßenverkehr |
| BKostV-MPG                | Gebührenverordnung zum Medizinproduktegesetz und den zu seiner Ausführung ergangenen Rechtsverordnungen |
| BKV                       | Berufskrankheiten-Verordnung |
| BKV                       | Verordnung über die Berufsausbildung zum Berufskraftfahrer/zur Berufskraftfahrerin |
| BKWid/VtrBRKGuaAnO        | Anordnung zur Übertragung von Zuständigkeiten für den Erlass von Widerspruchsbescheiden und die Vertretung des Bundes bei Klagen von Beschäftigten des Bundeskanzleramtes in Angelegenheiten nach dem Bundesreisekostengesetz und der Auslandsreisekostenverordnung einschließlich der hierzu ergangenen Verwaltungsvorschriften                                                                                                  |
| BlauSchimmelV 1978        | Verordnung zur Bekämpfung der Blauschimmelkrankheit des Tabaks |
| BlauzungenV               | Verordnung zum Schutz gegen die Blauzungenkrankheit |
| BLBV                      | Verordnung des Bundes über leistungsbezogene Besoldungsinstrumente |
| BLEÖLGKostV               | Verordnung über Kosten für Amtshandlungen der Bundesanstalt für Landwirtschaft und Ernährung nach § 2 Abs. 2 des Öko-Landbaugesetzes |
| BLESV                     | Verordnung über die Satzung der Bundesanstalt für Landwirtschaft und Ernährung |
| BlindKennzV               | Verordnung über die Kennzeichnung von Arzneimitteln in Blindenschrift bei Kleinstmengen |
| BlutArmV 2010             | Verordnung zum Schutz gegen die Ansteckende Blutarmut der Einhufer |
| BlutZV                    | Verordnung zur Ausdehnung der Vorschriften über die staatliche Chargenprüfung auf Blutzubereitungen (Artikel 1 der Verordnung über die Einführung der staatlichen Chargenprüfung bei Blutzubereitungen) |
| BLV                       | Verordnung über die Laufbahnen der Bundesbeamtinnen und Bundesbeamten |
| BMASZustAnO               | Anordnung zur Übertragung von Zuständigkeiten für den Erlass von Widerspruchsbescheiden und die Vertretung des Bundes bei Klagen von Beschäftigten des Bundesministeriums für Arbeit und Soziales in Angelegenheiten von Besoldung, von Amtsbezügen und nach dem Bundesreisekostengesetz, dem Bundesumzugskostengesetz einschließlich der hierzu ergangenen Verordnungen und nach den Beihilfevorschriften des Bundes             |
| BmAusV                    | Verordnung über die Berufsausbildung zum Bogenmacher und zur Bogenmacherin |
| BMeldDAV                  | Verordnung zu Voraussetzungen von automatisierten Meldedatenabrufen durch Behörden oder sonstige öffentliche Stellen des Bundes und der Länder |
| BMI-ArbSchGAnwV           | Verordnung über die modifizierte Anwendung von Vorschriften des Arbeitsschutzgesetzes für bestimmte Tätigkeiten im öffentlichen Dienst des Bundes im Geschäftsbereich des Bundesministeriums des Innern |
| BMinBF/BIBBWidAnO         | Anordnung zur Übertragung von Zuständigkeiten für den Erlass von Widerspruchsbescheiden und die Vertretung des Dienstherrn bei Klagen von Beschäftigten des Bundesministeriums für Bildung und Forschung und des Bundesinstituts für Berufsbildung in Angelegenheiten nach dem Bundesumzugskostengesetz einschließlich der hierzu ergangenen Trennungsgeldverordnung in Verbindung mit dem Dienstrechtlichen Begleitgesetz        |
| BMinGSZustAnO             | Anordnung zur Übertragung von Zuständigkeiten für den Erlass von Widerspruchsbescheiden und die Vertretung des Dienstherrn bei Klagen von Beschäftigten des Bundesministeriums für Gesundheit und Soziale Sicherung in Angelegenheiten nach dem Bundesreisekostengesetz, dem Bundesumzugskostengesetz einschließlich der hierzu ergangenen Trennungsgeldverordnung und nach den Beihilfevorschriften des Bundes                   |
| BMinUWidAnO 2002          | Anordnung zur Übertragung von Zuständigkeiten für die Bearbeitung, für den Erlass von Widerspruchsbescheiden und die Vertretung des Dienstherrn bei Klagen aus dem Beamtenverhältnis im Bundesministerium für Umwelt, Naturschutz und Reaktorsicherheit in Angelegenheiten nach dem Bundesumzugskostengesetz und den hierzu ergangenen Verordnungen                                                                               |
| BMinUWidAnO 2007          | Anordnung zur Übertragung von Zuständigkeiten für den Erlass von Widerspruchsbescheiden und die Vertretung des Dienstherrn bei Klagen aus dem Beamtenverhältnis im Umweltbundesamt im Geschäftsbereich des Bundesministeriums für Umwelt, Naturschutz und Reaktorsicherheit in Angelegenheiten nach dem Bundesreisekostengesetz, der Trennungsgeldverordnung, dem Bundesumzugskostengesetz und den hierzu ergangenen Verordnungen |
| BMinUWidAnO               | Anordnung zur Übertragung von Zuständigkeiten für den Erlass von Widerspruchsbescheiden und die Vertretung des Dienstherrn bei Klagen von Beschäftigten des Bundesministeriums für Umwelt, Naturschutz und Reaktorsicherheit in Angelegenheiten nach dem Bundesumzugskostengesetz einschließlich der hierzu ergangenen Trennungsgeldverordnung in Verbindung mit dem Dienstrechtlichen Begleitgesetz                              |
| BMMAusbV                  | Verordnung über die Berufsausbildung zum Biologiemodellmacher und zur Biologiemodellmacherin |
| BmTierSSchV               | Verordnung über das innergemeinschaftliche Verbringen sowie die Einfuhr und Durchfuhr von Tieren und Waren |
| BMVBSBNichtrSchGZustV     | Verordnung zur Verfolgung und Ahndung von Ordnungswidrigkeiten nach dem Bundesnichtraucherschutzgesetz im Geschäftsbereich des Bundesministeriums für Verkehr und digitale Infrastruktur |
| BMVergV                   | Verordnung über die Gewährung von Mehrarbeitsvergütung für Beamtinnen und Beamte des Bundes |
| BMVg-ArbSchGAnwV          | Verordnung über die modifizierte Anwendung von Vorschriften des Arbeitsschutzgesetzes für bestimmte Tätigkeiten im öffentlichen Dienst des Bundes im Geschäftsbereich des Bundesministeriums der Verteidigung |
| BMWiTWidAnO 2010          | Anordnung zur Übertragung von Zuständigkeiten für den Erlass von Widerspruchsbescheiden und die Vertretung des Dienstherrn bei Klagen von Beschäftigten des Bundeskartellamtes in Angelegenheiten nach dem Bundesumzugskostengesetz und der Trennungsgeldverordnung |
| BMZWidAnO                 | Anordnung zur Übertragung von Zuständigkeiten für den Erlass von Widerspruchsbescheiden und die Vertretung des Dienstherrn bei Klagen in Angelegenheiten nach dem Bundesumzugskostengesetz einschließlich der hierzu ergangenen Trennungsgeldverordnung von Beschäftigten des Bundesministeriums für wirtschaftliche Zusammenarbeit und Entwicklung                                                                               |
| BNV                       | Verordnung über die Nebentätigkeit der Bundesbeamten, Berufssoldaten und Soldaten auf Zeit |
| BNotO                     | Bundesnotarordnung |
| BodenlAusbV               | Verordnung über die Berufsausbildung zum Bodenleger/zur Bodenlegerin |
| BodVerkFKrV               | Verordnung über den anerkannten Umschulungsabschluss Geprüfte Fachkraft Bodenverkehrsdienst im Luftverkehr |
| BogMstrV                  | Verordnung über das Berufsbild und über die Prüfungsanforderungen im praktischen und im fachtheoretischen Teil der Meisterprüfung für das Bogenmacher-Handwerk |
| BOKraft                   | Verordnung über den Betrieb von Kraftfahrunternehmen im Personenverkehr |
| BootsbAusbV 2011          | Verordnung über die Berufsausbildung zum Bootsbauer und zur Bootsbauerin |
| BootsbMstrV               | Verordnung über die Meisterprüfung in den Teilen I und II im Boots- und Schiffbauer-Handwerk |
| BorkumHfO 1991            | Verordnung für den Schutz-, Sicherheits- und Bauhafen Borkum |
| BörsZulV                  | Verordnung über die Zulassung von Wertpapieren zum regulierten Markt einer Wertpapierbörse |
| BOStrab                   | Verordnung über den Bau und Betrieb der Straßenbahnen |
| BöttchAusbV               | Verordnung über die Berufsausbildung zum Böttcher und zur Böttcherin |
| BPädFortbV                | Verordnung über die Prüfung zum anerkannten Fortbildungsabschluss Geprüfter Berufspädagoge/Geprüfte Berufspädagogin |
| BPflV                     | Verordnung zur Regelung der Krankenhauspflegesätze |
| BPolBG§1Abs1V 2003        | Verordnung zu § 1 Abs. 1 des Bundespolizeibeamtengesetzes |
| BPolHfV                   | Verordnung über die Gewährung von Heilfürsorge für Polizeivollzugsbeamtinnen und Polizeivollzugsbeamte in der Bundespolizei |
| BPolLV                    | Verordnung über die Laufbahnen des Polizeivollzugsdienstes in der Bundespolizei |
| BPolZollV                 | Verordnung über die Übertragung von Bundespolizeiaufgaben auf die Zollverwaltung |
| BPolZV                    | Verordnung über die Zuständigkeit der Bundespolizeibehörden |
| Brau/MälzAusbV 2007       | Verordnung über die Berufsausbildung zum Brauer und Mälzer/zur Brauerin und Mälzerin |
| BrauMMstrV                | Verordnung über das Berufsbild und über die Prüfungsanforderungen im praktischen und im fachtheoretischen Teil der Meisterprüfung für das Brauer- und Mälzer-Handwerk |
| BrbMstrV                  | Verordnung über das Meisterprüfungsberufsbild und über die Prüfungsanforderungen in den Teilen I und II der Meisterprüfung im Brunnenbauer-Handwerk |
| BrennAusbV                | Verordnung über die Berufsausbildung zum Brenner/zur Brennerin |
| BrennMstrPrV              | Verordnung über die Anforderungen in der Meisterprüfung für den Beruf Brenner/Brennerin im landwirtschaftlichen Bereich |
| BrillVerfMAusbV           | Verordnung über die Berufsausbildung zum Verfahrensmechaniker für Brillenoptik/zur Verfahrensmechanikerin für Brillenoptik |
| BRiNV                     | Verordnung über die Nebentätigkeit der Richter im Bundesdienst |
| BrucelloseV               | Verordnung zum Schutz gegen die Brucellose der Rinder, Schweine, Schafe und Ziegen |
| BruteiKennzV              | Verordnung über Vermarktungsnormen für Bruteier und Küken von Hausgeflügel |
| BSAVfV                    | Verordnung über Verfahren vor dem Bundessortenamt |
| BSAVfVÄndV                | Verordnung zur Änderung der Verordnung über Verfahren vor dem Bundessortenamt |
| BSchuWV                   | Verordnung zur Übertragung von Aufgaben nach dem Bundesschuldenwesengesetz |
| BsGaV                     | Verordnung zur Anwendung des Fremdvergleichsgrundsatzes auf Betriebsstätten nach § 1 Absatz 5 des Außensteuergesetzes |
| BSHG§47V                  | Verordnung nach § 60 des Zwölften Buches Sozialgesetzbuch |
| BSHGebV                   | Gebührenverordnung für Amtshandlungen des Bundesamtes für Seeschifffahrt und Hydrographie |
| BSI-KostV                 | Kostenverordnung für Amtshandlungen des Bundesamtes für Sicherheit in der Informationstechnik |
| BSI-KritisV               | Verordnung zur Bestimmung Kritischer Infrastrukturen nach dem BSI-Gesetz |
| BSIZertV                  | Verordnung über das Verfahren der Erteilung von Sicherheitszertifikaten und Anerkennungen durch das Bundesamt für Sicherheit in der Informationstechnik |
| BStrMautErhebV            | Verordnung zur Anordnung des Beginns der Mauterhebung auf Abschnitten von Bundesstraßen |
| BStrMKnotV                | Verordnung zur Regelung der Maut-Knotenpunkte für bestimmte Abschnitte von Bundesstraßen |
| BSV 1994                  | Verordnung zur Bestimmung der Beitragssätze in der gesetzlichen Rentenversicherung für 1994, zur Siebten Anpassung der Renten in dem in Artikel 3 des Einigungsvertrages genannten Gebiet und über maßgebende Rechengrößen der Sozialversicherung für 1994 |
| BSV 1995                  | Verordnung zur Bestimmung der Beitragssätze in der gesetzlichen Rentenversicherung für 1995 |
| BSV 1996                  | Verordnung zur Bestimmung der Beitragssätze in der gesetzlichen Rentenversicherung für 1996 und zur Bestimmung weiterer Rechengrößen der Sozialversicherung für 1996 |
| BSV 1997                  | Verordnung zur Bestimmung der Beitragssätze in der gesetzlichen Rentenversicherung für 1997 und zur Bestimmung weiterer Rechengrößen der Sozialversicherung für 1997 |
| BSV 1998                  | Verordnung zur Bestimmung der Beitragssätze in der gesetzlichen Rentenversicherung für 1998 und zur Bestimmung weiterer Rechengrößen der Sozialversicherung für 1998 |
| BSV 1999                  | Verordnung zur Bestimmung der Beitragssätze in der gesetzlichen Rentenversicherung für 1999 und zur Bestimmung weiterer Rechengrößen der Sozialversicherung für 1999 |
| BSV 2001                  | Verordnung zur Bestimmung der Beitragssätze in der gesetzlichen Rentenversicherung, der Beitragszahlung des Bundes für Kindererziehungszeiten und weiterer Rechengrößen der Sozialversicherung für 2001 |
| BSV 2012                  | Verordnung zur Bestimmung der Beitragssätze in der gesetzlichen Rentenversicherung für das Jahr 2012 |
| BSV 2015                  | Verordnung zur Bestimmung der Beitragssätze in der gesetzlichen Rentenversicherung für das Jahr 2015 |
| BSV 2018                  | Verordnung zur Bestimmung der Beitragssätze in der gesetzlichen Rentenversicherung für das Jahr 2018 |
| BTÄO                      | Bundes-Tierärzteordnung |
| BtMAHV                    | Betäubungsmittel-Außenhandelsverordnung |
| BtMBinHV                  | Betäubungsmittel-Binnenhandelsverordnung |
| BtMKostV                  | Betäubungsmittel-Kostenverordnung |
| BtMVV                     | Verordnung über das Verschreiben, die Abgabe und den Nachweis des Verbleibs von Betäubungsmitteln |
| BuchbAusbV                | Verordnung über die Berufsausbildung zum Buchbinder und zur Buchbinderin |
| BuchBIndMstrV             | Verordnung über die Prüfung zum anerkannten Abschluß Geprüfter Industriemeister/Geprüfte Industriemeisterin - Fachrichtung Buchbinderei |
| BuchBMstrV                | Verordnung über das Meisterprüfungsberufsbild und über die Prüfungsanforderungen in den Teilen I und II der Meisterprüfung im Buchbinder-Handwerk |
| BuchhdlAusbV 2011         | Verordnung über die Berufsausbildung zum Buchhändler und zur Buchhändlerin |
| BüchsenmAusbV             | Verordnung über die Berufsausbildung zum Büchsenmacher und zur Büchsenmacherin |
| BüchsMstrV                | Verordnung über das Berufsbild und über die Prüfungsanforderungen im praktischen und im fachtheoretischen Teil der Meisterprüfung für das Büchsenmacher-Handwerk |
| BühnenM/PlastAusbV        | Verordnung über die Berufsausbildung zum Bühnenmaler und -plastiker/zur Bühnenmalerin und -plastikerin |
| BundFamkV                 | Verordnung zur Einrichtung einer Bundesfamilienkasse |
| BüPinAusbV                | Verordnung über die Berufsausbildung zum Bürsten- und Pinselmacher und zur Bürsten- und Pinselmacherin |
| BüroMKfAusbV              | Verordnung über die Berufsausbildung zum Kaufmann für Büromanagement und zur Kauffrau für Büromanagement |
| BüroMKfAusbVErprV         | Verordnung über die Erprobung abweichender Ausbildungs- und Prüfungsbestimmungen in der Büromanagementkaufleute-Ausbildungsverordnung |
| BürstPiMstrV              | Verordnung über das Berufsbild und über die Prüfungsanforderungen im praktischen und im fachtheoretischen Teil der Meisterprüfung für das Bürsten- und Pinselmacher-Handwerk |
| Butt/KäseuaPrV            | Verordnung über Preisnotierung, Preisermittlung und Preiserhebung für Milcherzeugnisse |
| ButtV 1997                | Verordnung über Butter und andere Milchstreichfette |
| BUZAV                     | Verordnung über die Bestätigung der Umstellungsrechnung und das Verfahren der Zuteilung und des Erwerbs von Ausgleichsforderungen |
| BVABundFamkV              | Verordnung zur Einrichtung einer Bundesfamilienkasse beim Bundesverwaltungsamt |
| BVAZustAnO                | Anordnung zur Übertragung von Zuständigkeiten für den Erlass von Widerspruchsbescheiden und die Vertretung des Dienstherrn bei Klagen von Beschäftigten des Bundesversicherungsamtes in Angelegenheiten nach dem Bundesreisekostengesetz, dem Bundesumzugskostengesetz einschließlich der hierzu ergangenen Trennungsgeldverordnung                                                                                               |
| BVDVV                     | Verordnung zum Schutz der Rinder vor einer Infektion mit dem Bovinen Virusdiarrhoe-Virus |
| BVLAÜV                    | Verordnung zur Übertragung von Aufgaben an das Bundesamt für Verbraucherschutz und Lebensmittelsicherheit |
| BVLÜV                     | Verordnung zur Übertragung von Befugnissen auf das Bundesamt für Verbraucherschutz und Lebensmittelsicherheit |
| BVollzVergV               | Bundesvollziehungsvergütungsverordnung |
| BVV                       | Verordnung über die Berechnung, Zahlung, Weiterleitung, Abrechnung und Prüfung des Gesamtsozialversicherungsbeitrages |
| BWahlGV                   | Verordnung über den Einsatz von Wahlgeräten bei Wahlen zum Deutschen Bundestag und der Abgeordneten des Europäischen Parlaments aus der Bundesrepublik Deutschland |
| BwBDSGOWiZustV            | Verordnung über die Zuständigkeit für die Verfolgung und Ahndung von Ordnungswidrigkeiten nach dem Bundesdatenschutzgesetz im Bereich der Bundeswehr |
| BWFSPrV                   | Verordnung über die Abschlussprüfungen an Bundeswehrfachschulen |
| BwHFV                     | Bundeswehr-Heilfürsorgeverordnung |
| BwHFVBer                  | Berichtigung der Bundeswehr-Heilfürsorgeverordnung |
| BWildSchV                 | Verordnung über den Schutz von Wild |
| BWO                       | Bundeswahlordnung |
| BwVollzO                  | Verordnung über den Vollzug von Freiheitsstrafe, Strafarrest, Jugendarrest und Disziplinararrest durch Behörden der Bundeswehr |
| BZgAZustAnO               | Anordnung zur Übertragung von Zuständigkeiten für den Erlass von Widerspruchsbescheiden und die Vertretung des Dienstherrn bei Klagen von Beschäftigten der Bundeszentrale für gesundheitliche Aufklärung in Angelegenheiten nach dem Bundesreisekostengesetz und dem Bundesumzugskostengesetz einschließlich der hierzu ergangenen Trennungsgeldverordnung                                                                       |
| BZollVÜV                  | Verordnung über die Übertragung von Hoheitsaufgaben der Bundeszollverwaltung auf die Eisenbahnen des Bundes |

| C                      | |
| CanBV                  | Verordnung über die Begleiterhebung nach § 31 Absatz 6 des Fünften Buches Sozialgesetzbuch                                                                                            |
| ChemBioLackAusbErprobV | Verordnung über die Erprobung einer neuen Ausbildungsform für die Berufsausbildung im Laborbereich Chemie, Biologie und Lack                                                          |
| ChemBioLackAusbV 2009  | Verordnung über die Berufsausbildung im Laborbereich Chemie, Biologie und Lack |
| ChemBiozidMeldeV       | Verordnung über die Meldung von Biozid-Produkten nach dem Chemikaliengesetz |
| ChemBiozidZulV         | Verordnung über die Zulassung von Biozid-Produkten und sonstige chemikalienrechtliche Verfahren zu Biozid-Produkten und Biozid-Wirkstoffen                                            |
| ChemFachAusbV          | Verordnung über die Berufsausbildung zur Produktionsfachkraft Chemie |
| ChemGiftInfoV          | Verordnung über die Mitteilungspflichten nach § 16e des Chemikaliengesetzes zur Vorbeugung und Information bei Vergiftungen                                                           |
| ChemikAusbErprobV      | Verordnung über die Erprobung einer neuen Ausbildungsform für die Berufsausbildung zum Chemikanten/zur Chemikantin                                                                    |
| ChemikAusbV 2009       | Verordnung über die Berufsausbildung zum Chemikanten/zur Chemikantin |
| ChemIndMeistPrV 2004   | Verordnung über die Prüfung zum anerkannten Abschluss Geprüfter Industriemeister/Geprüfte Industriemeisterin - Fachrichtung Chemie                                                    |
| ChemKlimaschutzV       | Verordnung zum Schutz des Klimas vor Veränderungen durch den Eintrag bestimmter fluorierter Treibhausgase                                                                             |
| ChemKostV              | Verordnung über Kosten für Amtshandlungen der Bundesbehörden nach dem Chemikaliengesetz                                                                                               |
| ChemOzonSchichtV       | Verordnung über Stoffe, die die Ozonschicht schädigen |
| ChemSanktionsV         | Verordnung zur Sanktionsbewehrung gemeinschafts- oder unionsrechtlicher Verordnungen auf dem Gebiet der Chemikaliensicherheit                                                         |
| ChemVerbotsV           | Verordnung über Verbote und Beschränkungen des Inverkehrbringens und über die Abgabe bestimmter Stoffe, Gemische und Erzeugnisse nach dem Chemikaliengesetz                           |
| ChemVOCFarbV           | Chemikalienrechtliche Verordnung zur Begrenzung der Emissionen flüchtiger organischer Verbindungen (VOC) durch Beschränkung des Inverkehrbringens lösemittelhaltiger Farben und Lacke |
| ChirMechMstrV          | Verordnung über das Meisterprüfungsberufsbild und über die Prüfungsanforderungen in den Teilen I und II der Meisterprüfung im Chirurgiemechaniker-Handwerk                            |
| ChirurgMAusbV          | Verordnung über die Berufsausbildung zum Chirurgiemechaniker/zur Chirurgiemechanikerin                                                                                                |
| ContrPrV               | Verordnung über die Prüfung zum anerkannten Abschluss Geprüfter Controller/Geprüfte Controllerin                                                                                      |
| CSCGKostOÄndV          | Verordnung zum Container-Sicherheits-Zulassungsschild und zur Änderung der Kostenordnung                                                                                              |
| CWÜV                   | Ausführungsverordnung zum Chemiewaffenübereinkommen |

| D                      | |
| DachAusbV              | Verordnung über die Berufsausbildung zum Dachdecker und zur Dachdeckerin |
| DachdArbbV9            | Neunte Verordnung über zwingende Arbeitsbedingungen für das Dachdeckerhandwerk |
| DachdMstrV             | Verordnung über das Meisterprüfungsberufsbild und über die Prüfungsanforderungen in den Teilen I und II der Meisterprüfung im Dachdecker-Handwerk |
| DaHeSchnMstrV          | Verordnung über das Meisterprüfungsberufsbild und über die Prüfungsanforderungen in den Teilen I und II der Meisterprüfung im Damen- und Herrenschneider-Handwerk |
| DarlehensV             | Verordnung über die Einziehung der nach dem Bundesausbildungsförderungsgesetz geleisteten Darlehen |
| DaTraGebV              | Verordnung zur Erhebung von Gebühren und Auslagen für die Bereitstellung von Daten nach den Regelungen der Datentransparenzverordnung |
| DaTraV                 | Verordnung zur Umsetzung der Vorschriften über die Datentransparenz |
| DBAGZustV              | Verordnung über die Zuständigkeit der Deutsche Bahn Aktiengesellschaft für Entscheidungen in Angelegenheiten der zugewiesenen Beamten des Bundeseisenbahnvermögens |
| DBSchichtZulErhV       | Verordnung über die Erhöhung der Schichtzulagen für Beamte des Bundeseisenbahnvermögens, die der Deutschen Bahn AG oder einer ihrer Tochtergesellschaften zugewiesen sind |
| DeckRegV               | Verordnung über die Form und den Inhalt der Deckungsregister nach dem Pfandbriefgesetz und die Aufzeichnung der Eintragungen |
| DeckRV                 | Verordnung über Rechnungsgrundlagen für die Deckungsrückstellungen |
| De-Mail-KostV          | Kostenverordnung für Amtshandlungen nach dem De-Mail-Gesetz |
| DepV                   | Verordnung über Deponien und Langzeitlager |
| DerivateV              | Verordnung über Risikomanagement und Risikomessung beim Einsatz von Derivaten, Wertpapier-Darlehen und Pensionsgeschäften in Investmentvermögen nach dem Kapitalanlagegesetzbuch |
| DesignV                | Verordnung zur Ausführung des Designgesetzes |
| DestAusbV              | Verordnung über die Berufsausbildung zum Destillateur/zur Destillateurin |
| DetergKostV            | Verordnung über Kosten für Amtshandlungen des Umweltbundesamtes nach der Verordnung (EG) Nr. 648/2004 vom 31. März 2004 über Detergenzien |
| DeuFöV                 | Verordnung über die berufsbezogene Deutschsprachförderung |
| DEÜV                   | Verordnung über die Erfassung und Übermittlung von Daten für die Träger der Sozialversicherung |
| DEV 2012               | Verordnung über die Erhebung von Daten zur Aufstellung des nationalen Zuteilungsplans für die Zuteilungsperiode 2008 bis 2012 |
| DEV 2020               | Verordnung über die Erhebung von Daten zur Einbeziehung des Luftverkehrs sowie weiterer Tätigkeiten in den Emissionshandel |
| DialogmKfAusbV         | Verordnung über die Berufsausbildung zum Kaufmann für Dialogmarketing/zur Kauffrau für Dialogmarketing |
| DialogmServAusbV       | Verordnung über die Berufsausbildung zur Servicefachkraft für Dialogmarketing |
| DiamantAusbV           | Verordnung über die Berufsausbildung zum Diamantschleifer/zur Diamantschleiferin |
| DiätAss-APrV           | Ausbildungs- und Prüfungsverordnung für Diätassistentinnen und Diätassistenten |
| DiätV                  | Verordnung über diätetische Lebensmittel |
| Dig/PrintMedAusbV 2013 | Verordnung über die Berufsausbildung zum Mediengestalter Digital und Print und zur Mediengestalterin Digital und Print |
| DIMDI-AMV              | Verordnung über das datenbankgestützte Informationssystem über Arzneimittel des Deutschen Instituts für Medizinische Dokumentation und Information |
| DIMDIV                 | Verordnung über das datenbankgestützte Informationssystem über Medizinprodukte des Deutschen Instituts für Medizinische Dokumentation und Information |
| DIMDIZustAnO           | Anordnung zur Übertragung von Zuständigkeiten für den Erlass von Widerspruchsbescheiden und die Vertretung des Dienstherrn bei Klagen von Beschäftigten des Deutschen Instituts für Medizinische Dokumentation und Information in Angelegenheiten nach dem Bundesreisekostengesetz und dem Bundesumzugskostengesetz einschließlich der hierzu ergangenen Trennungsgeldverordnung |
| DJubV                  | Verordnung über die Gewährung von Dienstjubiläumszuwendungen |
| DL-InfoV               | Verordnung über Informationspflichten für Dienstleistungserbringer |
| DmMV                   | Verordnung zur Festlegung der nicht geringen Menge von Dopingmitteln |
| DonauSchPV             | Donauschiffahrtspolizeiverordnung |
| DPMAV                  | Verordnung über das Deutsche Patent- und Markenamt |
| DPMAVwKostV            | Verordnung über Verwaltungskosten beim Deutschen Patent- und Markenamt |
| DrechsHolzspielMstrV   | Verordnung über das Meisterprüfungsberufsbild und über die Prüfungsanforderungen in den Teilen I und II der Meisterprüfung im Drechsler-(Elfenbeinschnitzer-) und Holzspielzeugmacher-Handwerk |
| DrechslAusbV           | Verordnung über die Berufsausbildung zum Drechsler (Elfenbeinschnitzer)/zur Drechslerin (Elfenbeinschnitzerin) |
| DrogistAusbV           | Verordnung über die Berufsausbildung zum Drogist/zur Drogistin |
| DruckerAusbV           | Verordnung über die Berufsausbildung zum Medientechnologen Druck und zur Medientechnologin Druck |
| DruckLV                | Verordnung über Arbeiten in Druckluft |
| DruckMstrV             | Verordnung über das Berufsbild und über die Prüfungsanforderungen im praktischen und im fachtheoretischen Teil der Meisterprüfung für das Drucker-(Buchdrucker-)Handwerk |
| DruckverarbAusbV       | Verordnung über die Berufsausbildung zum Medientechnologen Druckverarbeitung und zur Medientechnologin Druckverarbeitung |
| DSPV                   | Verordnung zur Berechnung der durchschnittlichen Strompreise für die Besondere Ausgleichsregelung nach dem Erneuerbare-Energien-Gesetz |
| DtFrJWStBefrV          | Verordnung über die Gewährung von Steuerbefreiungen an das Deutsch-Französische Jugendwerk |
| DtFrJWVorRV            | Verordnung über die Gewährung von Vorrechten und Immunitäten an das Deutsch-Französische Jugendwerk |
| DtPlJWAbkV             | Verordnung zu dem Abkommen vom 17. Juni 1991 zwischen der Regierung der Bundesrepublik Deutschland und der Regierung der Republik Polen über das Deutsch-Polnische Jugendwerk |
| DüBV                   | Verordnung über die Errichtung eines Wissenschaftlichen Beirats für Düngungsfragen |
| DüMV                   | Verordnung über das Inverkehrbringen von Düngemitteln, Bodenhilfsstoffen, Kultursubstraten und Pflanzenhilfsmitteln |
| DünenSchV              | Bekanntmachung der Verordnung über den Schutz der Randdünen auf der Nordseeinsel Wangerooge |
| DüngMProbV             | Verordnung über Probenahmeverfahren und Analysemethoden für die amtliche Düngemittelüberwachung |
| DüV                    | Verordnung über die Anwendung von Düngemitteln, Bodenhilfsstoffen, Kultursubstraten und Pflanzenhilfsmitteln nach den Grundsätzen der guten fachlichen Praxis beim Düngen |
| DW-SVV                 | Verordnung über den Zeitpunkt der Verlegung des Sitzes der Rundfunkanstalt des Bundesrechts Deutsche Welle von Köln nach Bonn |

| E                         | |
| EAKAV                     | Verordnung zum elektronischen Anzeigeverfahren für inländische Investmentvermögen und EU-Investmentvermögen nach dem Kapitalanlagegesetzbuch |
| EAPatV                    | Verordnung über die elektronische Aktenführung bei dem Patentamt, dem Patentgericht und dem Bundesgerichtshof |
| EAZV                      | Verordnung zur Regelung der Arbeitszeit der den Gesellschaften des Deutsche-Bahn-Konzerns zugewiesenen Beamtinnen und Beamten des Bundeseisenbahnvermögens |
| EBAnzV                    | Verordnung über die Übertragung der Führung des Unternehmensregisters |
| EBArbSchV                 | Verordnung über die Übertragung von Zuständigkeiten im Bereich des technischen Arbeitsschutzes bei Eisenbahnen des Bundes |
| EBBAusbV 2004             | Verordnung über die Berufsausbildung zum Eisenbahner im Betriebsdienst/zur Eisenbahnerin im Betriebsdienst |
| EBIZustV                  | Verordnung über die Zuständigkeit für die Verfolgung und Ahndung von Ordnungswidrigkeiten nach § 5 des Gesetzes zur Europäischen Bürgerinitiative |
| EBO                       | Eisenbahn-Bau- und Betriebsordnung |
| EBPV                      | Verordnung über die Prüfung zum Betriebsleiter für Eisenbahnen |
| EBV                       | Verordnung über die Bestellung und Bestätigung sowie die Aufgaben und Befugnisse von Betriebsleitern für Eisenbahnen |
| EBV                       | Verordnung zur Erstellung einer Entgeltbescheinigung nach § 108 Absatz 3 Satz 1 der Gewerbeordnung |
| ECER 44                   | ECE-Regelung Nr. 44 (Anlageband zur Verordnung über die Inkraftsetzung der Regelung Nr. 44 über Rückhalteeinrichtungen für Kinder in Kraftfahrzeugen nach dem Übereinkommen vom 20. März 1958 über die Annahme einheitlicher Bedingungen für die Genehmigung der Ausrüstungsgegenstände und Teile von Kraftfahrzeugen und über die gegenseitige Anerkennung der Genehmigung)                                                                                     |
| ECER 54                   | ECE-Regelung Nr. 54 (Anlageband der Verordnung über die Inkraftsetzung der ECE-Regelung Nr. 54) über einheitliche Bedingungen für die Genehmigung der Luftreifen für Nutzfahrzeuge und ihre Anhänger |
| ECER 69                   | ECE-Regelung Nr. 69 (Anlageband zur Verordnung über die Inkraftsetzung der ECE-Regelung Nr. 69) über einheitliche Bedingungen für die Genehmigung von Tafeln zur hinteren Kennzeichnung von bauartbedingt langsamfahrenden Kraftfahrzeugen und ihrer Anhänger |
| ECER 70                   | ECE-Regelung Nr. 70 (Anlageband zur Verordnung über die Inkraftsetzung der ECE-Regelung Nr. 70) über einheitliche Bedingungen für die Genehmigung von Tafeln zur hinteren Kennzeichnung schwerer und langer Fahrzeuge |
| ECER 75                   | ECE-Regelung Nr. 75 (Anlageband zur Verordnung über die Inkraftsetzung der ECE-Regelung Nr. 75) über einheitliche Bedingungen für die Genehmigung der Luftreifen für Krafträder |
| ECER30Rev 1               | Revision 1 der ECE-Regelung Nr. 30 (Anlageband zur Verordnung zur Revision 1 der ECE-Regelung Nr. 30) über einheitliche Bedingungen für die Genehmigung der Luftreifen für Kraftfahrzeuge und Anhänger |
| EdelstGrMstrV             | Verordnung über das Berufsbild und über die Prüfungsanforderungen im praktischen und im fachtheoretischen Teil der Meisterprüfung für das Edelsteingraveur-Handwerk |
| EdlStFAusbV               | Verordnung über die Berufsausbildung zum Edelsteinfasser/zur Edelsteinfasserin |
| EdlStGrAusbV              | Verordnung über die Berufsausbildung zum Edelsteingraveur/zur Edelsteingraveurin |
| EdlStSchlAusbV            | Verordnung über die Berufsausbildung zum Edelsteinschleifer/zur Edelsteinschleiferin |
| EdWBeitrV                 | Verordnung über die Beiträge zu der Entschädigungseinrichtung der Wertpapierhandelsunternehmen bei der Kreditanstalt für Wiederaufbau |
| EEAV                      | Verordnung zur Ausführung der Erneuerbare-Energien-Verordnung |
| EEMD-ZV                   | Verordnung über die Zulassung von Anbietern mautdienstbezogener Leistungen für das EETS-Gebiet Bundesfernstraßenmautgesetz |
| EfbV                      | Verordnung über Entsorgungsfachbetriebe, technische Überwachungsorganisationen und Entsorgergemeinschaften |
| EFPV                      | Verordnung über die Einsatzbedingungen des fahrenden Personals im interoperablen grenzüberschreitenden Eisenbahnverkehr |
| EF-VO                     | Verordnung über die Einfuhrabgabenfreiheit von Waren im persönlichen Gepäck von Reisenden |
| EG-FGV                    | Verordnung über die EG-Genehmigung für Kraftfahrzeuge und ihre Anhänger sowie für Systeme, Bauteile und selbstständige technische Einheiten für diese Fahrzeuge |
| EGMR-KEV                  | Verordnung über die Erstattungsbeträge für Kosten und Auslagen im Rahmen der Kostenhilfe für Drittbetroffene in Verfahren vor dem Europäischen Gerichtshof für Menschenrechte |
| EG-ObstGemüseV            | Verordnung über EU-Normen für Obst und Gemüse |
| EG-PKHVV                  | Verordnung zur Einführung eines Vordrucks für die Erklärung über die persönlichen und wirtschaftlichen Verhältnisse bei Prozesskostenhilfe sowie eines Vordrucks für die Übermittlung der Anträge auf Bewilligung von Prozesskostenhilfe im grenzüberschreitenden Verkehr |
| EGRechtÜblV               | Verordnung zur Überleitung des Rechts der Europäischen Gemeinschaften auf das in Artikel 3 des Einigungsvertrages genannte Gebiet |
| EGTSEAusnV                | Verordnung über Ausnahmen von der Verordnung (EG) Nr. 999/2001 des Europäischen Parlaments und des Rates vom 22. Mai 2001 mit Vorschriften zur Verhütung, Kontrolle und Tilgung bestimmter spongiformer Enzephalopathien |
| EGTSEBußgeldV             | Verordnung zur Durchsetzung der Verordnung (EG) Nr. 999/2001 des Europäischen Parlaments und des Rates vom 22. Mai 2001 mit Vorschriften zur Verhütung, Kontrolle und Tilgung bestimmter transmissibler spongiformer Enzephalopathien |
| EGV1333/2008Bek           | Bekanntmachung über anzuwendende Strafvorschriften bei Verstößen gegen die Verordnung Nr. 1333/2008 über Lebensmittelzusatzstoffe |
| EGV1334/2008Bek           | Bekanntmachung über anzuwendende Strafvorschriften bei Verstößen gegen die Verordnung (EG) Nr. 1334/2008 über Aromen und bestimmte Lebensmittelzutaten mit Aromaeigenschaften |
| EHKostV 2007              | Kostenverordnung zum Treibhausgas-Emissionshandelsgesetz und zum Zuteilungsgesetz 2007 |
| EhrBetätV                 | Verordnung über die ehrenamtliche Betätigung von Arbeitslosen |
| EHVV 2012                 | Verordnung über die Versteigerung von Emissionsberechtigungen nach dem Zuteilungsgesetz 2012 |
| EigenVerbV                | Verordnung über das Verfahren zur Ermittlung des Wertes der von Eigenerzeugern selbst verbrauchten Elektrizität |
| EiMarktV                  | Verordnung über Vermarktungsnormen für Eier |
| EinbTestV                 | Verordnung zu Einbürgerungstest und Einbürgerungskurs |
| EinglMindV                | Verordnung über die Mindestanforderungen an die Vereinbarungen über Leistungen der Eingliederung nach dem Zweiten Buch Sozialgesetzbuch |
| EinglMV 2018              | Verordnung über andere und ergänzende Maßstäbe für die Verteilung der Mittel für Leistungen zur Eingliederung in Arbeit und der Verwaltungskosten der Grundsicherung für Arbeitsuchende im Jahr 2018 |
| EinhV                     | Ausführungsverordnung zum Gesetz über die Einheiten im Messwesen und die Zeitbestimmung |
| EinkFachwPrV              | Verordnung über die Prüfung zum anerkannten Fortbildungsabschluss Geprüfter Fachwirt für Einkauf und Geprüfte Fachwirtin für Einkauf |
| EinsatzUV                 | Verordnung über die Vermutung der Verursachung einer psychischen Störung durch einen Einsatzunfall |
| EinwirkungsBergV          | Bergverordnung über Einwirkungsbereiche |
| EisAusbV                  | Verordnung über die Berufsausbildung zur Fachkraft für Speiseeis |
| EJKoV                     | Verordnung über die Koordinierung der Zusammenarbeit mit Eurojust |
| EJTAnV                    | Verordnung über die Benennung und Einrichtung der nationalen Eurojust-Anlaufstelle für Terrorismusfragen |
| Elbe-LV                   | Verordnung über die Verwaltung und Ordnung des Seelotsreviers Elbe |
| ElbVwGrHmbV               | Verordnung über die Verwaltung der Elbe im Gebiet Groß-Hamburg |
| ElbVwHHmbV                | Verordnung über die Verwaltung der Elbe und anderer Reichswasserstraßen durch die Hansestadt Hamburg |
| ElekAnlAusbV              | Verordnung über die Berufsausbildung zum Elektroanlagenmonteur/zur Elektroanlagenmonteurin |
| ElekMeistPrV 2004         | Verordnung über die Prüfung zum anerkannten Abschluss Geprüfter Industriemeister/Geprüfte Industriemeisterin - Fachrichtung Elektrotechnik |
| ElektroGGebV              | Gebührenverordnung zum Elektro- und Elektronikgerätegesetz |
| ElektroMbMstrV            | Verordnung über das Meisterprüfungsberufsbild und über die Prüfungsanforderungen in den Teilen I und II der Meisterprüfung im Elektromaschinenbauer-Handwerk |
| ElektronAusbV 2008        | Verordnung über die Berufsausbildung zum Elektroniker und zur Elektronikerin |
| ElektroStoffV             | Verordnung zur Beschränkung der Verwendung gefährlicher Stoffe in Elektro- und Elektronikgeräten , |
| ElektroTechMstrV          | Verordnung über das Meisterprüfungsberufsbild und über die Prüfungsanforderungen in den Teilen I und II der Meisterprüfung im Elektrotechniker-Handwerk |
| ElekZeugnV                | Verordnung zur Gleichstellung von Prüfungszeugnissen der Berufsfachschule für Elektrotechnik in Bremen mit den Zeugnissen über das Bestehen der Abschlußprüfung in Ausbildungsberufen |
| ElmV                      | Verordnung über die Verwendung von Extraktionslösungsmitteln bei der Herstellung von Lebensmitteln |
| EltLastV                  | Verordnung über die Sicherstellung der Elektrizitätsversorgung |
| EltSV                     | Verordnung zur Sicherung der Elektrizitätsversorgung in einer Versorgungskrise |
| EltZSoldV                 | Verordnung über die Elternzeit für Soldatinnen und Soldaten |
| ELV                       | Verordnung über die Laufbahnen der Beamtinnen und Beamten beim Bundeseisenbahnvermögen |
| EMASPrivilegV             | Verordnung über immissionsschutz- und abfallrechtliche Überwachungserleichterungen für nach der Verordnung (EG) Nr. 761/2001 registrierte Standorte und Organisationen |
| EMFV                      | Verordnung zum Schutz der Beschäftigten vor Gefährdungen durch elektromagnetische Felder |
| Ems LV                    | Verordnung über die Verwaltung und Ordnung des Seelotsreviers Ems |
| EmsSchEV                  | Verordnung zur Einführung der Schiffahrtsordnung Emsmündung |
| EmsSchOAbkErgAbkV         | Verordnung zu dem Abkommen vom 22. Dezember 1986 zwischen der Regierung der Bundesrepublik Deutschland und der Regierung des Königreichs der Niederlande über die Schifffahrtsordnung in der Emsmündung und dem Abkommen vom 5. April 2001 zur Änderung und Ergänzung des Abkommens vom 22. Dezember 1986 |
| EMVBeitrV                 | Verordnung über Beiträge nach dem Gesetz über die elektromagnetische Verträglichkeit von Geräten für die Jahre 1999, 2000, 2001 und 2002 |
| EMV-FTEKostV              | Verordnung über Gebühren und Auslagen für Amtshandlungen nach dem Gesetz über die elektromagnetische Verträglichkeit von Betriebsmitteln und nach dem Gesetz über Funkanlagen und Telekommunikationsendeinrichtungen |
| EMVG-FuAG-BGebV           | Besondere Gebührenverordnung des Bundesministeriums für Wirtschaft und Energie für den Bereich des Elektromagnetische-Verträglichkeit-Gesetzes und des Funkanlagengesetzes |
| EndlagerVlV               | Verordnung über Vorausleistungen für die Einrichtung von Anlagen des Bundes zur Sicherstellung und zur Endlagerung radioaktiver Abfälle |
| EnEV                      | Verordnung über energiesparenden Wärmeschutz und energiesparende Anlagentechnik bei Gebäuden |
| EnSiGEntschV              | Verordnung über das Verfahren zur Festsetzung von Entschädigung und Härteausgleich nach dem Energiesicherungsgesetz |
| EnSTransV                 | Verordnung zur Umsetzung unionsrechtlicher Veröffentlichungs-, Informations- und Transparenzpflichten im Energiesteuer- und im Stromsteuergesetz |
| EntschBVöffBankV          | Verordnung über die Zuweisung von Aufgaben und Befugnissen einer Entschädigungseinrichtung an die Entschädigungseinrichtung des Bundesverbandes Öffentlicher Banken Deutschlands GmbH |
| EntschdtBankV             | Verordnung über die Zuweisung von Aufgaben und Befugnissen einer Entschädigungseinrichtung an die Entschädigungseinrichtung deutscher Banken GmbH |
| EntschFinV                | Verordnung über die Finanzierung der Entschädigungseinrichtung deutscher Banken GmbH und der Entschädigungseinrichtung des Bundesverbandes Öffentlicher Banken Deutschlands GmbH |
| EntsorgFondsGZVereinnV    | Verordnung über die Vereinnahmung von Zahlungen nach dem Entsorgungsfondsgesetz |
| EnVKV                     | Verordnung zur Kennzeichnung von energieverbrauchsrelevanten Produkten mit Angaben über den Verbrauch an Energie und an anderen wichtigen Ressourcen |
| EnWGKostV                 | Verordnung über die Gebühren und Auslagen für Amtshandlungen der Bundesnetzagentur nach dem Energiewirtschaftsgesetz |
| EnWPrV                    | Verordnung über die Prüfung zum anerkannten Fortbildungsabschluss Geprüfter Fachwirt für Energiewirtschaft und Geprüfte Fachwirtin für Energiewirtschaft |
| ErdölBevVbdStiRV          | Verordnung über das Stimmrecht der Mitglieder des Erdölbevorratungsverbandes |
| ErgAnzV                   | Verordnung über die Ergänzungsanzeige von Finanzdienstleistungsinstituten und Wertpapierhandelsbanken nach dem Gesetz über das Kreditwesen |
| ErgThAPrV                 | Ausbildungs- und Prüfungsverordnung für Ergotherapeutinnen und Ergotherapeuten |
| ErhaltungsV               | Verordnung über die Zulassung von Erhaltungssorten und das Inverkehrbringen von Saat- und Pflanzgut von Erhaltungssorten |
| ErMiV                     | Verordnung über das Inverkehrbringen von Saatgut von Erhaltungsmischungen |
| ErrV                      | Verordnung über die Errichtung von Truppendienstgerichten |
| ErstAnzV                  | Verordnung über die Erstanzeige von Finanzdienstleistungsinstituten und Wertpapierhandelsbanken nach dem Gesetz über das Kreditwesen |
| ERVBußBehBMELÜV           | Verordnung für eine Übergangsregelung zur Eröffnung des elektronischen Rechtsverkehrs mit Bußgeldbehörden im Zuständigkeitsbereich des Bundesministeriums für Ernährung und Landwirtschaft |
| ERVBußBehBMFSFJÜV         | Verordnung für eine Übergangsregelung zur Eröffnung des elektronischen Rechtsverkehrs mit Bußgeldbehörden im Bereich des Bundesministeriums für Familie, Senioren, Frauen und Jugend |
| ERVBußBehBMFÜV            | Verordnung für eine Übergangsregelung zur Eröffnung des elektronischen Rechtsverkehrs mit Bußgeldbehörden im Bereich des Bundesministeriums der Finanzen |
| ERVBußBehBMGÜV            | Verordnung für eine Übergangsregelung zur Eröffnung des elektronischen Rechtsverkehrs mit Bußgeldbehörden im Zuständigkeitsbereich des Bundesministeriums für Gesundheit |
| ERVBußBehBMIÜV            | Verordnung für eine Übergangsregelung zur Eröffnung des elektronischen Rechtsverkehrs mit Bußgeldbehörden im Bereich des Bundesministeriums des Innern |
| ERVBußBehBMUBÜV           | Verordnung für eine Übergangsregelung zur Eröffnung des elektronischen Rechtsverkehrs mit Bußgeldbehörden im Zuständigkeitsbereich des Bundesministeriums für Umwelt, Naturschutz, Bau und Reaktorsicherheit |
| ERVBußBehBMVgÜV           | Verordnung für eine Übergangsregelung zur Eröffnung des elektronischen Rechtsverkehrs mit Bußgeldbehörden im Zuständigkeitsbereich des Bundesministeriums der Verteidigung |
| ERVBußBehBMVIÜV           | Verordnung für eine Übergangsregelung zur Eröffnung des elektronischen Rechtsverkehrs mit Bußgeldbehörden im Zuständigkeitsbereich des Bundesministeriums für Verkehr und digitale Infrastruktur |
| ERVBußSubV                | Verordnung zur Übertragung der Verordnungsermächtigung zur Eröffnung des elektronischen Rechtsverkehrs mit Bußgeldbehörden |
| ERVDPMAV                  | Verordnung über den elektronischen Rechtsverkehr beim Deutschen Patent- und Markenamt |
| ERVV                      | Verordnung über die technischen Rahmenbedingungen des elektronischen Rechtsverkehrs und über das besondere elektronische Behördenpostfach |
| ESanMV                    | Verordnung zur Bestimmung von Mindestanforderungen für energetische Maßnahmen bei zu eigenen Wohnzwecken genutzten Gebäuden nach § 35c des Einkommensteuergesetzes |
| ESBO                      | Eisenbahn-Bau- und Betriebsordnung für Schmalspurbahnen |
| ESGV                      | Verordnung zur Bemessung von Einstiegsgeld |
| ESiV                      | Verordnung über die Sicherheit des Eisenbahnsystems |
| ESO 1959                  | Eisenbahn-Signalordnung 1959 |
| EssigV                    | Verordnung über den Verkehr mit Essig und Essigessenz |
| EstrMstrV                 | Verordnung über das Berufsbild und über die Prüfungsanforderungen im praktischen und im fachtheoretischen Teil der Meisterprüfung für das Estrichleger-Handwerk |
| EStSchlEV                 | Verordnung über die Ermittlung der Schlüsselzahlen für die Aufteilung des Gemeindeanteils an der Einkommensteuer für die Jahre 2018, 2019 und 2020 |
| EStZustV                  | Einkommensteuer-Zuständigkeitsverordnung |
| EthylenoxidV              | Verordnung über ein Verbot der Verwendung von Ethylenoxid bei Arzneimitteln |
| ETWStBefrV                | Verordnung über die Gewährung von Steuerbefreiungen für die European Transsonic Windtunnel GmbH |
| EU/EWRHwV                 | Verordnung über die für Staatsangehörige eines Mitgliedstaates der Europäischen Union oder eines anderen Vertragsstaates des Abkommens über den Europäischen Wirtschaftsraum oder der Schweiz geltenden Voraussetzungen für die Ausübung eines zulassungspflichtigen Handwerks |
| EuAstroOrgVorRProtV       | Verordnung zu dem Protokoll vom 12. Juli 1974 über die Vorrechte und Immunitäten der Europäischen Organisation für Astronomische Forschung in der Südlichen Hemisphäre |
| EuAuswKomVorRV            | Verordnung über die Gewährung von Vorrechten und Befreiungen an das Zwischenstaatliche Komitee für Europäische Auswanderung |
| EU-FahrgRBusV             | Verordnung zur Durchsetzung von Fahrgastrechten der Europäischen Union im Kraftomnibusverkehr |
| EU-FahrgRSchGebV          | Verordnung über die Gebühren und Auslagen für Amtshandlungen zur Durchsetzung der EU-Fahrgastrechte-Schifffahrt |
| EU-FahrgRSchV             | Verordnung zur Durchsetzung von Fahrgastrechten der Europäischen Union in der Schifffahrt |
| EÜGV                      | Verordnung zum Eignungsübungsgesetz |
| EuLabMolBioVorRV          | Verordnung über die Gewährung von Vorrechten und Befreiungen an das Europäische Laboratorium für Molekularbiologie |
| EUMETSATV                 | Verordnung über die Vorrechte und Immunitäten der Europäischen Organisation für die Nutzung von meteorologischen Satelliten (EUMETSAT) |
| EURHGAusnahmV             | Verordnung über Ausnahmen hinsichtlich des Inverkehrbringens und der Verfütterung von bestimmten Erzeugnissen mit Pestizidrückständen |
| EUrlV DDR                 | Verordnung über den Erholungsurlaub |
| EUrlV                     | Verordnung über den Erholungsurlaub der Beamtinnen, Beamten und Richterinnen und Richter des Bundes |
| EUROCONTROLVorRV 2        | Zweite Verordnung über die Gewährung von Vorrechten und Befreiungen an die Europäische Organisation zur Sicherung der Luftfahrt „EUROCONTROL“ |
| EUROCONTROLVorRV 3        | Dritte Verordnung über die Gewährung von Vorrechten und Befreiungen an die Europäische Organisation zur Sicherung der Luftfahrt „EUROCONTROL“ |
| EUROCONTROLVorRV          | Verordnung über die Gewährung von Vorrechten und Befreiungen an die Europäische Organisation zur Sicherung der Luftfahrt „EUROCONTROL“ in Brüssel |
| EurojustV                 | Verordnung über die Rechtspersönlichkeit von Eurojust sowie die Vorrechte und Immunitäten der Bediensteten |
| Europol-AbfrageV          | Verordnung zur innerstaatlichen Bestimmung der zuständigen Behörden für die Abfrage des Europol-Informationssystems |
| EuSchulAuslVorRV          | Verordnung über die Gewährung von Vorrechten und Befreiungen an die Direktoren und Lehrer bei den Europäischen Schulen im Ausland |
| EuSchulVorRV 1985         | Verordnung über die Gewährung von Vorrechten und Befreiungen an die Europäischen Schulen in Karlsruhe und München |
| EUStBV 1993               | Einfuhrumsatzsteuer-Befreiungsverordnung |
| EUTELSATVorRProtV         | Verordnung zu dem Protokoll vom 13. Februar 1987 über die Vorrechte und Immunitäten der Europäischen Fernmeldesatellitenorganisation EUTELSAT |
| EUV 1407/2013             | Verordnung (EU) Nr. 1407/2013 der Kommission über die Anwendung der Artikel 107 und 108 des Vertrags über die Arbeitsweise der Europäischen Union auf De-minimis-Beihilfen |
| EUV 2016/2250             | Delegierte Verordnung (EU) 2016/2250 der Kommission zur Erstellung eines Rückwurfplans für bestimmte Fischereien auf Grundfischarten in der Nordsee und in den Unionsgewässern der ICES-Division IIa |
| EUV 651/2014              | Verordnung (EU) Nr. 651/2014 der Kommission zur Feststellung der Vereinbarkeit bestimmter Gruppen von Beihilfen mit dem Binnenmarkt in Anwendung der Artikel 107 und 108 des Vertrags über die Arbeitsweise der Europäischen Union |
| EUV                       | Verordnung über die Untersuchung gefährlicher Ereignisse im Eisenbahnbetrieb |
| EUV347/2013ZustBek        | Bekanntmachung über die zuständige Behörde nach Artikel 8 Absatz 1 der Verordnung (EU) Nr. 347/2013 |
| EuWO                      | Europawahlordnung |
| EVerbrStBV                | Einfuhr-Verbrauchsteuerbefreiungsverordnung |
| EVerkSiV                  | Verordnung zur Sicherstellung des Eisenbahnverkehrs |
| EVO                       | Eisenbahn-Verkehrsordnung |
| EWGBauartGenV             | Verordnung über EWG-Bauartgenehmigungen für Kontrollgeräte und Schaublätter |
| EWGLizV                   | Verordnung über Lizenzen für landwirtschaftliche Erzeugnisse |
| EWGSichV                  | Verordnung über Sicherheiten für landwirtschaftliche Erzeugnisse |
| EWRAbkAV                  | Verordnung zur Ausführung des Abkommens vom 2. Mai 1992 über den Europäischen Wirtschaftsraum für die Anwendung von Vorschriften des Gesetzes über das Kreditwesen |
| EZBPersAbk/EIBVersorgAbkV | Verordnung zu dem Abkommen vom 24. August 2007 zwischen der Regierung der Bundesrepublik Deutschland und der Europäischen Zentralbank über die Durchführung des Abschnitts 16 des Anhangs III der Beschäftigungsbedingungen für das Personal der Europäischen Zentralbank und zu dem Abkommen vom 23. August 2007 zwischen der Regierung der Bundesrepublik Deutschland und der Europäischen Investitionsbank über die Übertragung von Versorgungsanwartschaften |
| EzHdlFachwPrV             | Verordnung über die Prüfung zum anerkannten Fortbildungsabschluss Geprüfter Fachwirt für Vertrieb im Einzelhandel und Geprüfte Fachwirtin für Vertrieb im Einzelhandel |
| EZulV                     | Verordnung über die Gewährung von Erschwerniszulagen |

| F                     | |
| FachbauTischlPrV      | Verordnung über die Prüfung zum anerkannten Abschluss Geprüfter Fachbauleiter/Geprüfte Fachbauleiterin im Tischlerhandwerk |
| FachbPrV              | Verordnung über die Prüfung zum anerkannten Abschluss Geprüfter Fachberater im Vertrieb/Geprüfte Fachberaterin im Vertrieb |
| FachHwirtPrV          | Verordnung über die Prüfung zum anerkannten Abschluß Geprüfte Fachhauswirtschafterin/Geprüfter Fachhauswirtschafter |
| FachkBüroPrV 2012     | Verordnung über die Prüfung zum anerkannten Fortbildungsabschluss Geprüfter Fachwirt für Büro- und Projektorganisation und Geprüfte Fachwirtin für Büro- und Projektorganisation |
| FachkLogSystPrV       | Verordnung über die Prüfung zum anerkannten Fortbildungsabschluss Geprüfter Fachwirt für Logistiksysteme und Geprüfte Fachwirtin für Logistiksysteme |
| FAgrPrV               | Verordnung über die Prüfung zum anerkannten Abschluß Geprüfter Fachagrarwirt/Geprüfte Fachagrarwirtin - Baumpflege und Baumsanierung |
| FahrlAusbV            | Fahrlehrer-Ausbildungsverordnung |
| FahrlPrüfV            | Fahrlehrer-Prüfungsverordnung |
| FahrmAusbV            | Verordnung über die Berufsausbildung zum Fahrradmonteur/zur Fahrradmonteurin |
| FahrschAusbO 2012     | Fahrschüler-Ausbildungsordnung |
| FahrzIAAusbV          | Verordnung über die Berufsausbildung zum Fahrzeuginnenausstatter/zur Fahrzeuginnenausstatterin |
| FamNamV BR 3          | Dritte Verordnung zum Gesetz über die Änderung von Familiennamen und Vornamen (Löschung und Änderung von jüdischen Zwangsnamen) |
| FamNamV BY 3          | Dritte Verordnung zum Gesetz über die Änderung von Familiennamen und Vornamen (Löschung und Änderung von jüdischen Zwangsnamen) |
| FamNamV HE 3          | Dritte Verordnung zum Gesetz über die Änderung von Familiennamen und Vornamen (Löschung und Änderung von jüdischen Zwangsnamen) |
| FamNamV WB 3          | Dritte Verordnung zum Gesetz über die Änderung von Familiennamen und Vornamen (Löschung und Änderung von jüdischen Zwangsnamen) |
| FATCA-USA-UmsV        | Verordnung zur Umsetzung der Verpflichtungen aus dem Abkommen zwischen der Bundesrepublik Deutschland und den Vereinigten Staaten von Amerika zur Förderung der Steuerehrlichkeit bei internationalen Sachverhalten und hinsichtlich der als Gesetz über die Steuerehrlichkeit bezüglich Auslandskonten bekannten US-amerikanischen Informations- und Meldebestimmungen |
| FäV                   | Verordnung über den Betrieb der Fähren auf Bundeswasserstraßen |
| FAVO                  | Verordnung zur Anpassung von Arzneimittel-Festbeträgen |
| FBeitrV               | Frequenznutzungsbeitragsverordnung |
| FDNormV               | Verordnung zur Anwendung von Normen für voll digitale Fernsehdienste |
| FeiertEV              | Verordnung über die Einführung gesetzlicher Feiertage |
| FeinOAusbV            | Verordnung über die Berufsausbildung zum Feinoptiker/zur Feinoptikerin |
| FeinwAusbV            | Verordnung über die Berufsausbildung zum Feinwerkmechaniker und zur Feinwerkmechanikerin |
| FeinwerkMechMstrV     | Verordnung über das Meisterprüfungsberufsbild und über die Prüfungsanforderungen in den Teilen I und II der Meisterprüfung im Feinwerkmechaniker-Handwerk |
| FerReiseV 1985        | Verordnung zur Erleichterung des Ferienreiseverkehrs auf der Straße |
| FertigPackV 1981      | Verordnung über Fertigpackungen |
| FertigPlTischlPrV     | Verordnung über die Prüfung zum anerkannten Abschluss Geprüfter Fertigungsplaner/Geprüfte Fertigungsplanerin im Tischlerhandwerk |
| FertigungsMechAusbV   | Verordnung über die Berufsausbildung zum Fertigungsmechaniker und zur Fertigungsmechanikerin |
| FestLSockelOWiZustV   | Verordnung über die Zuständigkeit für die Verfolgung und Ahndung von Ordnungswidrigkeiten im Bereich des Festlandsockels |
| FeuerbrandV 1985      | Verordnung zur Bekämpfung der Feuerbrandkrankheit |
| FeuerzeugV            | Verordnung über die Bereitstellung kindergesicherter Feuerzeuge auf dem Markt |
| FeV                   | Verordnung über die Zulassung von Personen zum Straßenverkehr |
| FeV2010AusnV 2        | Zweite Verordnung über Ausnahmen von den Vorschriften der Fahrerlaubnis-Verordnung |
| FeV2010AusnV 3        | Dritte Verordnung über Ausnahmen von den Vorschriften der Fahrerlaubnis-Verordnung |
| FeV2010AusnV 4        | Vierte Verordnung über Ausnahmen von den Vorschriften der Fahrerlaubnis-Verordnung |
| FeV2010AusnV3ÄndV 1   | Erste Verordnung zur Änderung der Dritten Verordnung über Ausnahmen von den Vorschriften der Fahrerlaubnis-Verordnung |
| FFGV 1993             | Verordnung zum Filmförderungsgesetz |
| FGebV                 | Frequenzgebührenverordnung |
| FGNV                  | Verordnung zur Neubestimmung von Arzneimittel-Festbetragsgruppen |
| FHBLeistBV            | Verordnung über Leistungsbezüge und Zulagen an der Fachhochschule des Bundes für öffentliche Verwaltung |
| FHKBeauftrV           | Verordnung zur Beauftragung des Flughafenkoordinators |
| FHKV                  | Verordnung über die Durchführung der Flughafenkoordinierung |
| FIDEVerzV             | Verordnung zum Verzeichnis der Zuwiderhandlungen, die in das Aktennachweissystem für Zollzwecke aufgenommen werden sollen |
| FilmDigitV            | Verordnung über die Förderung der erstmaligen technischen Umstellung von Filmtheatern auf digitales Filmabspiel |
| FilmFöFRAV            | Verordnung zur verstärkten Förderung deutsch-französischer Filmvorhaben |
| FinaRisikoV           | Verordnung zur Einreichung von Finanz- und Risikotragfähigkeitsinformationen nach dem Kreditwesengesetz |
| FinDAGebV             | Besondere Gebührenverordnung des Bundesministeriums der Finanzen zur Finanzdienstleistungsaufsicht |
| FinDAGKostV           | Verordnung über die Erhebung von Gebühren und die Umlegung von Kosten nach dem Finanzdienstleistungsaufsichtsgesetz |
| FinDASaV              | Verordnung über die Satzung der Bundesanstalt für Finanzdienstleistungsaufsicht |
| FinDPrV               | Verordnung über die Prüfung zu anerkannten Fortbildungsabschlüssen in der Finanzdienstleistungswirtschaft |
| FinRVV                | Verordnung über Finanzrückversicherungsverträge und Verträge ohne hinreichenden Risikotransfer |
| FinSV                 | Verordnung über die Verbraucherschlichtungsstellen im Finanzbereich nach § 14 des Unterlassungsklagengesetzes und ihr Verfahren |
| FinVermV              | Verordnung über die Finanzanlagenvermittlung |
| FischBeihV            | Verordnung über die Gewährung von Beihilfen für die private Lagerhaltung bestimmter Fischereierzeugnisse |
| FischRDV 1998         | Verordnung zur Durchsetzung des Fischereirechts der Europäischen Union |
| FischSeuchV 2008      | Fischseuchenverordnung |
| FischVergünstV        | Verordnung über die Gewährung von Vergünstigungen im Rahmen der gemeinsamen Marktorganisation für Fischereierzeugnisse |
| FischVermNV 1993      | Verordnung über Vermarktungsnormen für Fischereierzeugnisse (Artikel 1 der Verordnung über Vermarktungsnormen für Fischereierzeugnisse und zur Änderung der Wein-Verordnung) |
| FischwAusbStEignV     | Verordnung über die Eignung der Ausbildungsstätte für die Berufsausbildung zum Fischwirt und zur Fischwirtin |
| FischwAusbV           | Verordnung über die Berufsausbildung zum Fischwirt und zur Fischwirtin |
| FischWiMeistPrV       | Verordnung über die Anforderungen in der Meisterprüfung für den Beruf Fischwirt |
| FKeramAusbV           | Verordnung über die Berufsausbildung zum Figurenkeramformer/zur Figurenkeramformerin |
| FKrFBAusbV            | Verordnung über die Berufsausbildung zur Fachkraft im Fahrbetrieb |
| FlBeihV               | Verordnung über die Gewährung von Beihilfen für die private Lagerhaltung von Fleisch und Fleischerzeugnissen von Schweinen, Rindern und Schafen |
| FlechtwAusbV          | Verordnung über die Berufsausbildung zum Flechtwerkgestalter/zur Flechtwerkgestalterin |
| FleiAusbV 2005        | Verordnung über die Berufsausbildung zum Fleischer/zur Fleischerin |
| FleiMstrV             | Verordnung über die Meisterprüfung in den Teilen I und II im Fleischer-Handwerk |
| FlErwV                | Verordnung über den Erwerb land- und forstwirtschaftlicher Flächen und das Verfahren nach dem Ausgleichsleistungsgesetz |
| FlexMstrV             | Verordnung über das Berufsbild und über die Prüfungsanforderungen im praktischen und im fachtheoretischen Teil der Meisterprüfung für das Flexografen-Handwerk |
| FlGGebV               | Verordnung über Gebühren für Amtshandlungen der Bundesanstalt für Landwirtschaft und Ernährung nach dem Fleischgesetz |
| FlGlasMAusbV          | Verordnung über die Berufsausbildung zum Flachglasmechaniker/zur Flachglasmechanikerin |
| FloristAusbV          | Verordnung über die Berufsausbildung zum Floristen/zur Floristin |
| FloristMPrV           | Verordnung über die Prüfung zum anerkannten Abschluss Geprüfter Floristmeister/Geprüfte Floristmeisterin |
| FlRV                  | Flaggenrechtsverordnung |
| FlsBergV              | Bergverordnung für den Festlandsockel |
| FlugBelWertV          | Verordnung über die Ermittlung der Beleihungswerte von Flugzeugen nach § 26d Absatz 1 und 2 des Pfandbriefgesetzes |
| FlugElekAusbV 2013    | Verordnung über die Berufsausbildung zum Fluggerätelektroniker und zur Fluggerätelektronikerin |
| FlugfunkV             | Verordnung über Flugfunkzeugnisse |
| FlugMechAusbV 2013    | Verordnung über die Berufsausbildung zum Fluggerätmechaniker und zur Fluggerätmechanikerin |
| FluLärmAhlhV          | Verordnung über die Festsetzung des Lärmschutzbereichs für den militärischen Flugplatz Ahlhorn |
| FluLärmBerl-TegelV BE | Verordnung über die Festsetzung des Lärmschutzbereichs für den Flughafen Berlin-Tegel |
| FluLärmBüchV          | Verordnung über die Festsetzung des Lärmschutzbereichs für den militärischen Flugplatz Büchel |
| FluLärmHahnV          | Verordnung über die Festsetzung des Lärmschutzbereichs für den militärischen Flugplatz Hahn |
| FluLärmHohnV          | Verordnung über die Festsetzung des Lärmschutzbereichs für den militärischen Flugplatz Hohn |
| FluLärmHopstV         | Verordnung über die Festsetzung des Lärmschutzbereichs für den militärischen Flugplatz Hopsten |
| FluLärmJeverV         | Verordnung über die Festsetzung des Lärmschutzbereichs für den militärischen Flugplatz Jever |
| FluLärmLechfV         | Verordnung über die Festsetzung des Lärmschutzbereichs für den militärischen Flugplatz Lechfeld |
| FluLärmMüV 1996       | Verordnung über die Festsetzung des Lärmschutzbereichs für den Verkehrsflughafen München |
| FluLärmNordholzV      | Verordnung über die Festsetzung des Lärmschutzbereichs für den militärischen Flugplatz Nordholz |
| FluLärmNordhV         | Verordnung über die Festsetzung des Lärmschutzbereichs für den Luft/Boden-Schießplatz Nordhorn |
| FluLärmRamstV         | Verordnung über die Festsetzung des Lärmschutzbereichs für den militärischen Flugplatz Ramstein |
| FluLärmSpangV         | Verordnung über die Festsetzung des Lärmschutzbereichs für den militärischen Flugplatz Spangdahlem |
| FlUStatV              | Verordnung über die Durchführung einer Statistik über die Schlachttier- und Fleischuntersuchung |
| FMontAusbV            | Verordnung über die Berufsausbildung zum Fassadenmonteur/zur Fassadenmonteurin |
| FMSAKostV             | Verordnung über die Erstattung und Umlage von Kosten der Bundesanstalt für Finanzmarktstabilisierung |
| FMSASatzV             | Verordnung über die Satzung der Bundesanstalt für Finanzmarktstabilisierung |
| FoMaFüPrV             | Verordnung über die Anforderungen in der Prüfung zum anerkannten Abschluss Geprüfter Forstmaschinenführer/Geprüfte Forstmaschinenführerin |
| ForstWiAusbStV 2002   | Verordnung über die Eignung der Ausbildungsstätte für die Berufsausbildung zum Forstwirt/zur Forstwirtin |
| ForstWiAusbV 1998     | Verordnung über die Berufsausbildung zum Forstwirt/zur Forstwirtin |
| ForstWiMeistPrV       | Verordnung über die Anforderungen in der Meisterprüfung für den Beruf Forstwirt/Forstwirtin |
| ForUmV                | Verordnung über Erhebungen zum forstlichen Umweltmonitoring |
| FotoAusbV             | Verordnung über die Berufsausbildung zum Fotografen und zur Fotografin |
| FotografMstrV         | Verordnung über das Meisterprüfungsberufsbild und über die Prüfungsanforderungen in den Teilen I und II der Meisterprüfung im Fotografen-Handwerk |
| FotoMedFachAusbV      | Verordnung über die Berufsausbildung zum Fotomedienfachmann/zur Fotomedienfachfrau |
| FoVHgV                | Verordnung über Herkunftsgebiete für forstliches Vermehrungsgut |
| FoVZV                 | Forstvermehrungsgut-Zulassungsverordnung |
| FPMMstrV              | Verordnung über das Meisterprüfungsberufsbild und über die Prüfungsanforderungen in den Teilen I und II der Meisterprüfung im Fliesen-, Platten- und Mosaikleger-Handwerk |
| FremdSprPrV           | Verordnung über die Prüfung zum anerkannten Abschluss Geprüfter Fremdsprachenkorrespondent/Geprüfte Fremdsprachenkorrespondentin |
| FreqV                 | Frequenzverordnung |
| FRG§15V               | Verordnung über die Anerkennung von Systemen und Einrichtungen der sozialen Sicherheit als gesetzliche Rentenversicherungen |
| FRG§15VÄndV 3         | Dritte Verordnung zur Änderung der Verordnung über die Anerkennung von Systemen und Einrichtungen der sozialen Sicherheit als gesetzliche Rentenversicherungen |
| FRG§15VÄndV 4         | Vierte Verordnung zur Änderung der Verordnung über die Anerkennung von Systemen und Einrichtungen der sozialen Sicherheit als gesetzliche Rentenversicherungen |
| FrHfBremhGrV 2001     | Verordnung über die Grenze des Freihafens Bremerhaven |
| FrHfCuxGrV 2001       | Verordnung über die Grenze des Freihafens Cuxhaven |
| FrHfGrDEGV 1          | Erste Verordnung zur Änderung der Grenze des Freihafens Deggendorf |
| FrHfGrDEGV 2          | Zweite Verordnung zur Änderung der Grenze des Freihafens Deggendorf |
| FrischZV              | Verordnung über das Verbot der Verwendung bestimmter Stoffe zur Herstellung von Arzneimitteln |
| FriseurAusbV 2008     | Verordnung über die Berufsausbildung zum Friseur/zur Friseurin |
| Friseur-MstrV         | Verordnung über das Meisterprüfungsberufsbild und über die Prüfungsanforderungen in den Teilen I und II der Meisterprüfung im Friseur-Handwerk |
| FrSaftAusbV           | Verordnung über die Berufsausbildung zur Fachkraft für Fruchtsafttechnik |
| FrSaftErfrischGetrV   | Verordnung über Fruchtsaft, einige ähnliche Erzeugnisse, Fruchtnektar und koffeinhaltige Erfrischungsgetränke |
| FrStllgV              | Verordnung über die Befreiung bestimmter Beförderungsfälle von den Vorschriften des Personenbeförderungsgesetzes |
| FrühV                 | Verordnung zur Früherkennung und Frühförderung behinderter und von Behinderung bedrohter Kinder |
| FrUmrV 4              | Vierte Verordnung über den Umrechnungssatz für französische Franken bei Anwendung des Ersten Abkommens zur Vereinheitlichung des Luftprivatrechts |
| FSAAKV                | Verordnung über die Erhebung von Kosten für die Inanspruchnahme von Diensten und Einrichtungen der Flugsicherung beim An- und Abflug |
| FS-AuftragsV          | Verordnung zur Beauftragung eines Flugsicherungsunternehmens |
| FSAV                  | Verordnung über die Flugsicherungsausrüstung der Luftfahrzeuge |
| FSBeitrV              | Verordnung über Beiträge zum Schutz einer störungsfreien Frequenznutzung |
| FSDurchführungsV      | Verordnung über die Durchführung der Flugsicherung |
| FSMusterzulV          | Verordnung über Art, Umfang, Beschaffenheit, Zulassung, Kennzeichnung und Betrieb von Anlagen und Geräten für die Flugsicherung |
| FSPersAV              | Verordnung über das erlaubnispflichtige Personal der Flugsicherung und seine Ausbildung |
| FSStrKV               | Verordnung über die Erhebung von Kosten für die Inanspruchnahme von Streckennavigations-Diensten und Streckennavigations-Einrichtungen der Flugsicherung |
| FStatAusnV            | Verordnung über Ausnahmen bei filmstatistischen Erhebungen |
| FStrKrV               | Verordnung über Kreuzungsanlagen im Zuge von Bundesfernstraßen |
| FStrPrivFinBestV      | Verordnung zur Bestimmung von privatfinanzierten Abschnitten von Bundesfernstraßen |
| FSV                   | Verordnung über die Voraussetzungen für die Stillegung von Flächen bei Bezug einer Rente aus der Alterssicherung der Landwirte oder einer Produktionsaufgaberente |
| FuttMKontrV           | Verordnung über die fachlichen Anforderungen an die in der Futtermittelüberwachung tätigen Kontrolleure |
| FuttMV 1981           | Futtermittelverordnung |
| FVerkWBV              | Fernverkehrswegebestimmungsverordnung |
| FVerlV                | Verordnung zur Anwendung des Fremdvergleichsgrundsatzes nach § 1 Abs. 1 des Außensteuergesetzes in Fällen grenzüberschreitender Funktionsverlagerungen |
| FVG1971§5Abs7S4StVV   | Verordnung zur Verteilung des Steueraufkommens aus dem Steuerabzugs- und Veranlagungsverfahren nach § 5 Absatz 7 Satz 4 des Finanzverwaltungsgesetzes |
| FWiStatV              | Verordnung zur Aussetzung der statistischen Erhebungen im Bereich der Filmwirtschaft |
| FzgLackAusbV          | Verordnung über die Berufsausbildung zum Fahrzeuglackierer/zur Fahrzeuglackiererin |
| FzgLiefgMeldV         | Fahrzeuglieferungs-Meldepflichtverordnung |
| FzMechAusbV           | Verordnung über die Berufsausbildung zum Karosserie- und Fahrzeugbaumechaniker und zur Karosserie- und Fahrzeugbaumechanikerin |
| FzTV                  | Verordnung über die Prüfung und Genehmigung der Bauart von Fahrzeugteilen sowie deren Kennzeichnung |
| FZulBV                | Verordnung zur Durchführung von § 14 Absatz 1 des Forschungszulagengesetzes |
| FZV                   | Verordnung über die Zulassung von Fahrzeugen zum Straßenverkehr |

| G                      | |
| GalvMstrV              | Verordnung über die Meisterprüfung in den Teilen I und II im Galvaniseur-Handwerk |
| GArchDVDV              | Verordnung über den Vorbereitungsdienst für den gehobenen Archivdienst des Bundes |
| GartAusbStEignV        | Verordnung über die Eignung der Ausbildungsstätte für die Berufsausbildung zum Gärtner/zur Gärtnerin |
| GartenKundenBerPrV     | Verordnung über die Prüfung zum anerkannten Abschluß Geprüfter Kundenberater/Geprüfte Kundenberaterin - Gartenbau |
| GartMstrV              | Verordnung über die Anforderungen in der Meisterprüfung für den Beruf Gärtner/Gärtnerin |
| GärtnAusbV             | Verordnung über die Berufsausbildung zum Gärtner/zur Gärtnerin |
| GasGKErstV             | Verordnung zu Kostenerstattungsansprüchen für Gasgeräte |
| GasGVV                 | Verordnung über Allgemeine Bedingungen für die Grundversorgung von Haushaltskunden und die Ersatzversorgung mit Gas aus dem Niederdrucknetz |
| GasHDrLtgV             | Verordnung über Gashochdruckleitungen |
| GasLastV               | Verordnung über die Sicherstellung der Gasversorgung |
| GasNEV                 | Verordnung über die Entgelte für den Zugang zu Gasversorgungsnetzen |
| GasNZV                 | Verordnung über den Zugang zu Gasversorgungsnetzen |
| GasSV                  | Verordnung zur Sicherung der Gasversorgung in einer Versorgungskrise |
| GastgewAusbV 1998      | Verordnung über die Berufsausbildung im Gastgewerbe |
| GASV                   | Verordnung zur Bestimmung von weiteren grundlegenden Anforderungen an Geräte sowie zur Bestimmung von Äquivalenzen nationaler Schnittstellen und Geräteklassenkennungen auf dem Gebiet der Funkanlagen und Telekommunikationsendeinrichtungen |
| GAufzV                 | Verordnung zu Art, Inhalt und Umfang von Aufzeichnungen im Sinne des § 90 Absatz 3 der Abgabenordnung |
| GBankDVDV              | Verordnung über den Vorbereitungsdienst für den gehobenen Bankdienst der Deutschen Bundesbank |
| GbAusV                 | Verordnung über die Berufsausbildung zum Geigenbauer und zur Geigenbauerin |
| GBBStatÄndV            | Verordnung zur Änderung des Statuts der Genossenschaftsbank Berlin und zu deren Umwandlung |
| GBBStatÄndVAnl         | Statut der GBB Genossenschafts-Holding Berlin (Anlage zur Verordnung zur Änderung des Statuts der Genossenschaftsbank Berlin und zu deren Umwandlung) |
| GBPolVDAufstV          | Verordnung über die Ausbildung und Prüfung für den verkürzten Aufstieg in den gehobenen Polizeivollzugsdienst in der Bundespolizei |
| GBPolVDVDV             | Verordnung über den Vorbereitungsdienst für den gehobenen Polizeivollzugsdienst in der Bundespolizei |
| GbV                    | Verordnung über die Bestellung von Gefahrgutbeauftragten in Unternehmen |
| GBWiederhV             | Verordnung über die Wiederherstellung zerstörter oder abhanden gekommener Grundbücher und Urkunden |
| GBZugV                 | Berufszugangsverordnung für den Güterkraftverkehr |
| GCP-V                  | Verordnung über die Anwendung der Guten Klinischen Praxis bei der Durchführung von klinischen Prüfungen mit Arzneimitteln zur Anwendung am Menschen |
| GebäudeArbbV7          | Siebte Verordnung über zwingende Arbeitsbedingungen in der Gebäudereinigung |
| GebO-BPjM              | Verordnung über die Erhebung von Gebühren durch die Bundesprüfstelle für jugendgefährdende Medien |
| GebReinigAusbV 1999    | Verordnung über die Berufsausbildung zum Gebäudereiniger/zur Gebäudereinigerin |
| GebrMstrV              | Verordnung über das Berufsbild und über die Prüfungsanforderungen im praktischen und im fachtheoretischen Teil der Meisterprüfung für das Gebäudereiniger-Handwerk |
| GebrMV                 | Verordnung zur Ausführung des Gebrauchsmustergesetzes |
| GEEV                   | Verordnung zur grenzüberschreitenden Ausschreibung für Strom aus erneuerbaren Energien |
| GefBeitrV 1998         | Verordnung über die Pauschalberechnung der Beiträge zur Arbeitsförderung für Gefangene |
| GeflPestSchV           | Verordnung zum Schutz gegen die Geflügelpest |
| GefStoffV              | Verordnung zum Schutz vor Gefahrstoffen |
| GeigbMstrV             | Verordnung über das Berufsbild und über die Prüfungsanforderungen im praktischen und im fachtheoretischen Teil der Meisterprüfung für das Geigenbauer-Handwerk |
| GeldWertArbbV2         | Zweite Verordnung über zwingende Arbeitsbedingungen für Geld- und Wertdienste |
| GemAV                  | Verordnung zu den gemeinsamen Ausschreibungen für Windenergieanlagen an Land und Solaranlagen |
| GenDKKostV             | Kostenverordnung für die Stellungnahmen der Gendiagnostik-Kommission nach dem Gendiagnostikgesetz |
| GenRegV                | Verordnung über das Genossenschaftsregister |
| GenTAnhV               | Verordnung über Anhörungsverfahren nach dem Gentechnikgesetz |
| GenTAufzV              | Verordnung über Aufzeichnungen bei gentechnischen Arbeiten und bei Freisetzungen |
| GenTBetV               | Verordnung über die Beteiligung des Rates, der Kommission und der Behörden der Mitgliedstaaten der Europäischen Union und der anderen Vertragsstaaten des Abkommens über den Europäischen Wirtschaftsraum im Verfahren zur Genehmigung von Freisetzungen und Inverkehrbringen sowie im Verfahren bei nachträglichen Maßnahmen nach dem Gentechnikgesetz                                                                                |
| GenTNotfV              | Verordnung über die Erstellung von außerbetrieblichen Notfallplänen und über Informations-, Melde- und Unterrichtungspflichten |
| GenTPflEV              | Verordnung über die gute fachliche Praxis bei der Erzeugung gentechnisch veränderter Pflanzen |
| GenTSV                 | Verordnung über die Sicherheitsstufen und Sicherheitsmaßnahmen bei gentechnischen Arbeiten in gentechnischen Anlagen |
| GenTVfV                | Verordnung über Antrags- und Anmeldeunterlagen und über Genehmigungs- und Anmeldeverfahren nach dem Gentechnikgesetz |
| GeoITAusbV             | Verordnung über die Berufsausbildung in der Geoinformationstechnologie |
| GeoNutzV               | Verordnung zur Festlegung der Nutzungsbestimmungen für die Bereitstellung von Geodaten des Bundes |
| GerüstbAusbV 2000      | Verordnung über die Berufsausbildung zum Gerüstbauer/zur Gerüstbauerin |
| GerüstbMstrV           | Verordnung über das Meisterprüfungsberufsbild und über die Prüfungsanforderungen in den Teilen I und II der Meisterprüfung im Gerüstbauer-Handwerk |
| GerüstbPrV             | Verordnung über die Prüfung zum anerkannten Abschluß Geprüfter Gerüstbau-Kolonnenführer |
| GesamtBeitrV 1998      | Verordnung über den Gesamtbeitrag der Wehrdienstleistenden und der Zivildienstleistenden zur Arbeitsförderung |
| GesBergV               | Bergverordnung zum gesundheitlichen Schutz der Beschäftigten |
| GestRaumPrV            | Verordnung über die Prüfung zum anerkannten Abschluss Geprüfter Gestaltungsberater im Raumausstatter-Handwerk/Geprüfte Gestaltungsberaterin im Raumausstatter-Handwerk |
| GesundKostV            | Verordnung über Kosten für bestimmte Amtshandlungen von Gesundheitseinrichtungen des Bundes |
| GesWFachwPrV           | Verordnung über die Prüfung zum anerkannten Fortbildungsabschluss Geprüfter Fachwirt im Gesundheits- und Sozialwesen und Geprüfte Fachwirtin im Gesundheits- und Sozialwesen |
| GetrAuVÜV              | Verordnung über die Überwachung von Getreide aus Interventionsbeständen zur Ausfuhr oder zur Verarbeitung zu bestimmten Erzeugnissen |
| GewAbfV                | Verordnung über die Bewirtschaftung von gewerblichen Siedlungsabfällen und von bestimmten Bau- und Abbruchabfällen |
| GewAnzV                | Verordnung zur Ausgestaltung des Gewerbeanzeigeverfahrens |
| GewinnungsAbfV         | Verordnung zur Umsetzung der Richtlinie 2006/21/EG des Europäischen Parlaments und des Rates vom 15. März 2006 über die Bewirtschaftung von Abfällen aus der mineralgewinnenden Industrie und zur Änderung der Richtlinie 2004/35/EG |
| GewO§34cDVÄndV 3       | Dritte Verordnung zur Änderung der Makler- und Bauträgerverordnung |
| GewStUEZV 2018         | Verordnung zur Festsetzung der Erhöhungszahl für die Gewerbesteuerumlage nach § 6 Absatz 5 des Gemeindefinanzreformgesetzes im Jahr 2018 |
| GFABPrV                | Verordnung über die Prüfung zum anerkannten Fortbildungsabschluss Geprüfte Fachkraft zur Arbeits- und Berufsförderung |
| GFlFleischV            | Verordnung über Vermarktungsnormen für Geflügelfleisch |
| GflSalmoV              | Verordnung zum Schutz gegen bestimmte Salmonelleninfektionen beim Haushuhn und bei Puten |
| GFV                    | Verordnung über die Durchführung der Graduiertenförderung |
| GfwtDBwVDV             | Verordnung über den Vorbereitungsdienst für den gehobenen feuerwehrtechnischen Dienst in der Bundeswehr |
| GGAV 2002              | Verordnung über Ausnahmen von den Vorschriften über die Beförderung gefährlicher Güter |
| GGKontrollV            | Verordnung über die Kontrollen von Gefahrguttransporten auf der Straße und in den Unternehmen |
| GGKostV                | Kostenverordnung für Maßnahmen bei der Beförderung gefährlicher Güter |
| GGV                    | Verordnung über die Anlegung und Führung von Gebäudegrundbüchern |
| GGVSEB                 | Verordnung über die innerstaatliche und grenzüberschreitende Beförderung gefährlicher Güter auf der Straße, mit Eisenbahnen und auf Binnengewässern |
| GGVSee                 | Verordnung über die Beförderung gefährlicher Güter mit Seeschiffen |
| GießVerfMAusbV 1997    | Verordnung über die Berufsausbildung zum Verfahrensmechaniker/zur Verfahrensmechanikerin in der Hütten- und Halbzeugindustrie |
| GKrimDVDV              | Verordnung über den Vorbereitungsdienst für den gehobenen Kriminaldienst des Bundes |
| GlAppMstrV             | Verordnung über das Berufsbild und über die Prüfungsanforderungen im praktischen und im fachtheoretischen Teil der Meisterprüfung für das Glasapparatebauer-Handwerk |
| GlasappAusbV           | Verordnung über die Berufsausbildung zum Glasapparatebauer/zur Glasapparatebauerin |
| GlasblAusbV            | Verordnung über die Berufsausbildung zum Glasbläser/zur Glasbläserin |
| GlaserMstrV            | Verordnung über die Meisterprüfung in den Teilen I und II im Glaser-Handwerk |
| GlasIndMstrFortbV      | Verordnung über die Prüfung zum anerkannten Fortbildungsabschluss Geprüfter Industriemeister – Fachrichtung Glas und Geprüfte Industriemeisterin – Fachrichtung Glas |
| GlasmAusbV             | Verordnung über die Berufsausbildung zum Glasmacher/zur Glasmacherin |
| GlasVAusbV             | Verordnung über die Berufsausbildung zum Glasveredler/zur Glasveredlerin |
| GlasVMstrV             | Verordnung über das Berufsbild und über die Prüfungsanforderungen im praktischen und im fachtheoretischen Teil der Meisterprüfung für das Glasveredler-Handwerk |
| GlAusbV 2001           | Verordnung über die Berufsausbildung zum Glaser/zur Glaserin |
| GleibWV                | Verordnung über die Wahl der Gleichstellungsbeauftragten und ihrer Stellvertreterinnen in Dienststellen des Bundes |
| GleiStatV              | Verordnung über statistische Erhebungen zur Gleichstellung von Frauen und Männern in den Dienststellen und Gremien des Bundes |
| GlPrZBKnV              | Verordnung zur Gleichstellung der bei der Bundesknappschaft erworbenen Prüfungszeugnisse über das Bestehen der Prüfung nach dem Tarifvertrag über die Fortbildung von Angestellten mit Zeugnissen zur Sozialversicherungsfachwirtin oder zum Sozialversicherungsfachwirt – Fachrichtung knappschaftliche Sozialversicherung |
| GlPrZHerneV            | Verordnung zur Gleichstellung von Prüfungszeugnissen der staatlich anerkannten Hiberniaschule Herne mit den Zeugnissen über das Bestehen der Gesellenprüfung in handwerklichen Ausbildungsberufen |
| GlPrZKaiserslauternV   | Verordnung zur Gleichstellung von Prüfungszeugnissen der Berufsfachschule - Handwerksberufe - an der Berufsbildenden Schule des Bezirksverbandes Pfalz in Kaiserslautern mit den Zeugnissen über das Bestehen der Abschluss- und Gesellenprüfung in Ausbildungsberufen |
| GlPrZRheinbachV 2017   | Verordnung zur Gleichstellung von Prüfungszeugnissen des Staatlichen Berufskollegs Glas-Keramik-Gestaltung des Landes Nordrhein-Westfalen in Rheinbach mit den Zeugnissen über das Bestehen der Abschluss- und Gesellenprüfung in Ausbildungsberufen |
| GMAusbV                | Verordnung über die Berufsausbildung zum Gießereimechaniker und zur Gießereimechanikerin |
| GntDAIVVDV             | Verordnung über den Vorbereitungsdienst für den gehobenen nichttechnischen Dienst in der allgemeinen und inneren Verwaltung des Bundes |
| GntDSVVDV              | Verordnung über den Vorbereitungsdienst für den gehobenen nichttechnischen Dienst des Bundes in der Sozialversicherung |
| GntZollDVDV            | Verordnung über den Vorbereitungsdienst für den gehobenen nichttechnischen Zolldienst des Bundes |
| GoldSchmAusbV          | Verordnung über die Berufsausbildung zum Goldschmied/zur Goldschmiedin |
| GoldSilberschmiedMstrV | Verordnung über das Meisterprüfungsberufsbild und über die Prüfungsanforderungen in den Teilen I und II der Meisterprüfung im Gold- und Silberschmiede-Handwerk |
| GO-MEDASV              | Verordnung über die Geschäftsordnung des Ausschusses für medizinische Ausstattung in der Seeschifffahrt |
| GPrüfbV                | Verordnung über die Prüfung und Bescheinigung der Einhaltung bestimmter Pflichten auf Grund der Verordnung (EU) Nr. 648/2012 des Europäischen Parlaments und des Rates vom 4. Juli 2012 über OTC-Derivate, zentrale Gegenparteien und Transaktionsregister durch prüfpflichtige nichtfinanzielle Gegenparteien |
| GPV                    | Verordnung über die Zulassung privater Gegenprobensachverständiger und über Regelungen für amtliche Gegenproben |
| GrAbfAUTVbgV           | Verordnung zu der deutsch-österreichischen Vereinbarung vom 26. November 1993/10. Januar 1994 über die zeitweilige Grenzabfertigung an bestimmten Grenzübergängen auf deutschem und auf österreichischem Gebiet |
| GrAbfertVbgAUTV        | Verordnung zu der deutsch-österreichischen Vereinbarung vom 3. Juli 1996/18. Juli 1996 über die Errichtung vorgeschobener deutscher Grenzdienststellen auf österreichischem Gebiet und vorgeschobener österreichischer Grenzdienststellen auf deutschem Gebiet und die zeitweilige österreichische Grenzabfertigung auf deutschem Gebiet                                                                                               |
| GräbPauschV 2017/2018  | Verordnung über die Pauschalen für Anlegung, Instandsetzung und Pflege der Gräber, Verlegung und Identifizierung im Sinne des Gräbergesetzes für die Haushaltsjahre 2017 und 2018 |
| GrAusbV                | Verordnung über die Berufsausbildung zum Graveur und zur Graveurin |
| GravMstrV              | Verordnung über das Meisterprüfungsberufsbild und über die Prüfungsanforderungen in den Teilen I und II der Meisterprüfung im Graveur-Handwerk |
| GrBrückVbgFRAV         | Verordnung zu der Vereinbarung vom 20. März/25. April 2012 zwischen der Bundesrepublik Deutschland und der Französischen Republik über die Errichtung einer Grenzbrücke über den Rhein zwischen Kehl und Straßburg |
| GrenzAV 2014           | Verordnung über die Ausdehnung des grenznahen Raums und die der Grenzaufsicht unterworfenen Gebiete |
| GrenzgAbkNLDV 1        | Erste Verordnung zur Bestimmung eines Gebietes als grenzüberschreitendes Gewerbegebiet im Sinne des Artikels 2 Abs. 1 Nr. 6 des Abkommens vom 16. Juni 1959 zwischen der Bundesrepublik Deutschland und dem Königreich der Niederlande zur Vermeidung der Doppelbesteuerung auf dem Gebiete der Steuern vom Einkommen und vom Vermögen sowie verschiedener sonstiger Steuern und zur Regelung anderer Fragen auf steuerlichem Gebiete  |
| GrenzgAbkNLDV 2        | Zweite Verordnung zur Bestimmung eines Gebietes als grenzüberschreitendes Gewerbegebiet im Sinne des Artikels 2 Abs. 1 Nr. 6 des Abkommens vom 16. Juni 1959 zwischen der Bundesrepublik Deutschland und dem Königreich der Niederlande zur Vermeidung der Doppelbesteuerung auf dem Gebiete der Steuern vom Einkommen und vom Vermögen sowie verschiedener sonstiger Steuern und zur Regelung anderer Fragen auf steuerlichem Gebiete |
| GrHdlKfmAusbV 2006     | Verordnung über die Berufsausbildung zum Kaufmann im Groß- und Außenhandel/zur Kauffrau im Groß- und Außenhandel |
| GroMiKV                | Verordnung zur Ergänzung der Großkreditvorschriften nach der Verordnung (EU) Nr. 575/2013 des Europäischen Parlaments und des Rates vom 26. Juni 2013 über Aufsichtsanforderungen an Kreditinstitute und Wertpapierfirmen und zur Änderung der Verordnung (EU) Nr. 646/2012 und zur Ergänzung der Millionenkreditvorschriften nach dem Kreditwesengesetz                                                                               |
| GrPfREuroV             | Verordnung über Grundpfandrechte in ausländischer Währung und in Euro |
| GrSiDAV                | Verordnung über den automatisierten Datenabgleich bei Leistungen der Grundsicherung für Arbeitsuchende |
| GrwV                   | Verordnung zum Schutz des Grundwassers |
| GStDVDV                | Verordnung über den Vorbereitungsdienst für den gehobenen Steuerdienst des Bundes |
| GtDBahnVDV             | Verordnung über den Vorbereitungsdienst für den gehobenen technischen Dienst – Fachrichtung Bahnwesen – |
| GtDBWVAPrV             | Verordnung über die Ausbildung und Prüfung für den gehobenen technischen Dienst in der Bundeswehrverwaltung – Fachrichtung Wehrtechnik – |
| GtDWSVVDV              | Verordnung über den Vorbereitungsdienst für den gehobenen technischen Verwaltungsdienst in der Wasserstraßen- und Schifffahrtsverwaltung des Bundes |
| GÜGKostV               | Grundstoff-Kostenverordnung |
| GüKG§6aV               | Verordnung über die Anerkennung von Stadt- und Landkreisen nach § 6a des Güterkraftverkehrsgesetzes |
| GüKGrKabotageV         | Verordnung über den grenzüberschreitenden Güterkraftverkehr und den Kabotageverkehr |
| GüKKostV 1998          | Kostenverordnung für den Güterkraftverkehr |
| GüKVO                  | Verordnung über den Güterkraftverkehr |
| GüLogFachwPrV          | Verordnung über die Prüfung zum anerkannten Fortbildungsabschluss Geprüfter Fachwirt für Güterverkehr und Logistik und Geprüfte Fachwirtin für Güterverkehr und Logistik |
| GVFV                   | Verordnung über das Formular für den Vollstreckungsauftrag an den Gerichtsvollzieher |
| GVIDVDV                | Verordnung über den Vorbereitungsdienst für den gehobenen Verwaltungsinformatikdienst des Bundes |
| GVV                    | Verordnung über die Vorgaben für das EETS-Gebiet Bundesfernstraßenmautgesetz |
| GWDAPrV                | Verordnung über die Ausbildung und Prüfung für den gehobenen Wetterdienst des Bundes |
| GZKtgRindFlV 1989      | Verordnung über die Grundsätze für die Verteilung der deutschen Quote des Gemeinschaftszollkontingents 1989 für gefrorenes Rindfleisch |

| H                          | |
| HafenlogAusbV              | Verordnung über die Berufsausbildung zur Fachkraft für Hafenlogistik |
| HafenSchAusbV              | Verordnung über die Berufsausbildung zum Hafenschiffer/zur Hafenschifferin |
| HaGeWeMaSaatVerkV          | Verordnung über das Inverkehrbringen von Saatgut von Populationen der Arten Hafer, Gerste, Weizen und Mais |
| HalblSchV                  | Verordnung zur Ausführung des Halbleiterschutzgesetzes |
| HandwFWFortbPrV            | Verordnung über die Prüfung zum anerkannten Fortbildungsabschluss Geprüfter Kaufmännischer Fachwirt nach der Handwerksordnung und Geprüfte Kaufmännische Fachwirtin nach der Handwerksordnung                                                                      |
| HandzMstrV                 | Verordnung über das Berufsbild und über die Prüfungsanforderungen im praktischen und im fachtheoretischen Teil der Meisterprüfung für das Handzuginstrumentenmacher-Handwerk                                                                                       |
| HanfEinfV                  | Verordnung über die Einfuhr von Hanf aus Drittländern |
| HArchDVDV                  | Verordnung über den Vorbereitungsdienst für den höheren Archivdienst des Bundes |
| HärteV                     | Verordnung über Zusatzleistungen in Härtefällen nach dem Bundesausbildungsförderungsgesetz |
| HAV                        | Verordnung zur Abstimmung über die Aufnahme in die hüttenknappschaftliche Zusatzversicherung |
| HBankDVDV                  | Verordnung über den Vorbereitungsdienst für den höheren Bankdienst der Deutschen Bundesbank |
| HdBALBV                    | Verordnung über die Leistungsbezüge und Zulagen an der Hochschule der Bundesagentur für Arbeit |
| HdlFachwPrV                | Verordnung über die Prüfung zum anerkannten Fortbildungsabschluss Geprüfter Handelsfachwirt und Geprüfte Handelsfachwirtin |
| HdlKlSchafFlV 1993         | Verordnung über gesetzliche Handelsklassen für Schaffleisch |
| HebAPrV                    | Ausbildungs- und Prüfungsverordnung für Hebammen und Entbindungspfleger |
| HeimMindBauV               | Verordnung über bauliche Mindestanforderungen für Altenheime, Altenwohnheime und Pflegeheime für Volljährige |
| HeimmwV                    | Verordnung über die Mitwirkung der Bewohnerinnen und Bewohner in Angelegenheiten des Heimbetriebes |
| HeimPersV                  | Verordnung über personelle Anforderungen für Heime |
| HeimsicherungsV            | Verordnung über die Pflichten der Träger von Altenheimen, Altenwohnheimen und Pflegeheimen für Volljährige im Falle der Entgegennahme von Leistungen zum Zweck der Unterbringung eines Bewohners oder Bewerbers                                                    |
| HeizkostenV                | Verordnung über die verbrauchsabhängige Abrechnung der Heiz- und Warmwasserkosten |
| HeizölLBV                  | Verordnung über Lieferbeschränkungen für leichtes Heizöl in einer Versorgungskrise |
| HerrentunnelMautHV         | Verordnung über die Höhe der Maut für die Benutzung des Herrentunnels |
| HgFSNatSchV                | Verordnung über das Befahren des Naturschutzgebietes „Helgoländer Felssockel“ |
| HHG§3V                     | Verordnung über die Gleichstellung von Personen nach § 3 des Häftlingshilfegesetzes |
| HKrimDAPrV                 | Verordnung über die Ausbildung und Prüfung für den höheren Kriminaldienst des Bundes |
| HkRNGebV                   | Gebührenverordnung nach § 14 Absatz 2 der Erneuerbare-Energien-Verordnung |
| HKWAbfV                    | Verordnung über die Entsorgung gebrauchter halogenierter Lösemittel |
| HmbNSGBefV                 | Verordnung über das Befahren der Bundeswasserstraße Elbe in bestimmten Naturschutzgebieten der Freien und Hansestadt Hamburg |
| HOAI                       | Verordnung über die Honorare für Architekten- und Ingenieurleistungen |
| HoBaMstrV                  | Verordnung über die Meisterprüfung in den Teilen I und II im Holz- und Bautenschutzgewerbe |
| HöBetrV                    | Verordnung über die Höchstbeträge der steuerlich begünstigten Herstellungskosten von Schutzräumen im Sinne der §§ 7 und 12 Abs. 3 des Schutzbaugesetzes |
| HoblMstrV                  | Verordnung über das Berufsbild und über die Prüfungsanforderungen im praktischen und im fachtheoretischen Teil der Meisterprüfung für das Holzblasinstrumentenmacher-Handwerk                                                                                      |
| HofV                       | Verordnung über die grundbuchmäßige Behandlung von Anteilen an ungetrennten Hofräumen |
| HolzBauSchAusbV            | Verordnung über die Berufsausbildung im Holz- und Bautenschutzgewerbe |
| HolzbearbMechAusbV 2004-07 | Verordnung über die Berufsausbildung zum Holzbearbeitungsmechaniker/zur Holzbearbeitungsmechanikerin |
| HolzbhAusbV                | Verordnung über die Berufsausbildung zum Holzbildhauer/zur Holzbildhauerin |
| HolzbhMstrV                | Verordnung über das Berufsbild und über die Prüfungsanforderungen im praktischen und im fachtheoretischen Teil der Meisterprüfung für das Holzbildhauer-Handwerk                                                                                                   |
| HolzbInstrmMAusbV          | Verordnung über die Berufsausbildung zum Holzblasinstrumentenmacher/zur Holzblasinstrumentenmacherin |
| HolzmechAusbV              | Verordnung über die Berufsausbildung zum Holzmechaniker und zur Holzmechanikerin |
| HolzSpielzMAusbV 1996      | Verordnung über die Berufsausbildung zum Holzspielzeugmacher/zur Holzspielzeugmacherin |
| HonigV                     | Honigverordnung |
| HörAkAusbV                 | Verordnung über die Berufsausbildung zum Hörakustiker und zur Hörakustikerin |
| HörgAkMstrV                | Verordnung über das Berufsbild und über die Prüfungsanforderungen im praktischen und im fachtheoretischen Teil der Meisterprüfung für das Hörgeräteakustiker-Handwerk                                                                                              |
| HotelMeistPrV              | Verordnung über die Prüfung zum anerkannten Abschluss Geprüfter Hotelmeister/Geprüfte Hotelmeisterin |
| HPflEGRLDV                 | Verordnung über die Kraftfahrzeug-Haftpflichtversicherung ausländischer Kraftfahrzeuge und Kraftfahrzeuganhänger |
| HRegGebV                   | Verordnung über Gebühren in Handels-, Partnerschafts- und Genossenschaftsregistersachen |
| HRV                        | Verordnung über die Einrichtung und Führung des Handelsregisters |
| HtDBWVAPrV                 | Verordnung über die Ausbildung und Prüfung für den höheren technischen Dienst in der Bundeswehrverwaltung – Fachrichtung Wehrtechnik – |
| HufBeschl-AnerkennV        | Verordnung über die Gleichstellung von außerhalb des Anwendungsbereichs des Hufbeschlaggesetzes oder im Ausland erworbenen Prüfungszeugnissen mit den Prüfungszeugnissen nach der Hufbeschlagverordnung und deren Berücksichtigung bei der staatlichen Anerkennung |
| HufBeschlV                 | Verordnung über den Beschlag von Hufen und Klauen |
| HundVerbrEinfVO            | Verordnung über Ausnahmen zum Verbringungs- und Einfuhrverbot von gefährlichen Hunden in das Inland |
| HUrlV                      | Verordnung über den Heimaturlaub des Auswärtigen Dienstes |
| HWeizSaatV 2015            | Verordnung über besondere Anforderungen an Saatgut von Hartweizen im Rahmen der Saatgutanerkennung 2015 |
| HwirtAusbV 1999            | Verordnung über die Berufsausbildung zum Hauswirtschafter/zur Hauswirtschafterin |
| HWirtMeistPrV              | Verordnung über die Anforderungen in der Meisterprüfung für den Beruf Hauswirtschafter/Hauswirtschafterin |
| HwO§16V                    | Verordnung über das Schlichtungsverfahren nach § 16 der Handwerksordnung |
| HwO§5aAbs2V                | Verordnung über den automatisierten Datenabruf der Handwerkskammern nach § 5a Abs. 2 der Handwerksordnung |
| HwPGV                      | Verordnung über die Gründung, Tätigkeit und Umwandlung von Produktionsgenossenschaften des Handwerks |
| HwREintrV                  | Verordnung über die Anerkennung von Prüfungen für die Eintragung in die Handwerksrolle |
| HwVerwdtV                  | Verordnung über verwandte Handwerke |
| HypAblV                    | Verordnung über die Ablösung früherer Rechte und andere vermögensrechtliche Fragen |
| HZAZustV                   | Verordnung zur Übertragung von Zuständigkeiten auf Hauptzollämter für den Bereich mehrerer Hauptzollämter |
| HZInstrmMAusbV             | Verordnung über die Berufsausbildung zum Handzuginstrumentenmacher/zur Handzuginstrumentenmacherin |
| HZvV                       | Verordnung über die Versicherung von Arbeitnehmern in der hüttenknappschaftlichen Zusatzversicherung |
| HZvV 2                     | Zweite Verordnung über die Versicherung von Arbeitnehmern in der hüttenknappschaftlichen Zusatzversicherung |
| HZvV 3                     | Dritte Verordnung über die Versicherung von Arbeitnehmern in der hüttenknappschaftlichen Zusatzversicherung |
| HZvV 4                     | Vierte Verordnung über die Versicherung von Arbeitnehmern in der hüttenknappschaftlichen Zusatzversicherung |
| HZvV 5                     | Fünfte Verordnung über die Versicherung von Arbeitnehmern in der hüttenknappschaftlichen Zusatzversicherung |
| HZvV 6                     | Sechste Verordnung über die Versicherung von Arbeitnehmern in der hüttenknappschaftlichen Zusatzversicherung |
| HZvV 7                     | Siebte Verordnung über die Versicherung von Arbeitnehmern in der hüttenknappschaftlichen Zusatzversicherung |
| HZvV 8                     | Achte Verordnung über die Versicherung von Arbeitnehmern in der hüttenknappschaftlichen Zusatzversicherung |

| I                              | |
| IDÜV                           | Verordnung über die Übermittlung von Indexdaten der Landesjustizverwaltungen an das Transparenzregister |
| IFGGebV                        | Verordnung über die Gebühren und Auslagen nach dem Informationsfreiheitsgesetz |
| IfSGMeldAnpV                   | Verordnung zur Anpassung der Meldepflichten nach dem Infektionsschutzgesetz an die epidemische Lage |
| II. BV                         | Verordnung über wohnungswirtschaftliche Berechnungen nach dem Zweiten Wohnungsbaugesetz |
| IICVorRV                       | Verordnung über die Gewährung von Vorrechten und Befreiungen an das Internationale Baumwoll-Institut (International Institute for Cotton) |
| IMIS-ZustV                     | Verordnung über die Zuständigkeiten von Bundesbehörden im integrierten Mess- und Informationssystem für die Überwachung der Umweltradioaktivität nach dem Strahlenschutzgesetz |
| IMLebensmFPrV                  | Verordnung über die Prüfung zum anerkannten Fortbildungsabschluss Geprüfter Industriemeister – Fachrichtung Lebensmittel und Geprüfte Industriemeisterin – Fachrichtung Lebensmittel |
| ImmobKfmAusbV                  | Verordnung über die Berufsausbildung zum Immobilienkaufmann/zur Immobilienkauffrau |
| ImmoDarlSachkV                 | Verordnung über die Anforderungen an die Sachkunde der mit der Vergabe von Immobiliar-Verbraucherdarlehen befassten internen und externen Mitarbeiter |
| ImmoFachwPrV                   | Verordnung über die Prüfung zum anerkannten Abschluss Geprüfter Immobilienfachwirt/Geprüfte Immobilienfachwirtin |
| ImmoKWPLV                      | Verordnung zur Festlegung von Leitlinien zu den Kriterien und Methoden der Kreditwürdigkeitsprüfung bei Immobiliar-Verbraucherdarlehensverträgen |
| ImmoWertV                      | Verordnung über die Grundsätze für die Ermittlung der Verkehrswerte von Grundstücken |
| ImmVermV                       | Verordnung über Immobiliardarlehensvermittlung |
| IMSüßFPrV                      | Verordnung über die Prüfung zum anerkannten Fortbildungsabschluss Geprüfter Industriemeister – Fachrichtung Süßwaren und Geprüfte Industriemeisterin – Fachrichtung Süßwaren |
| IndElAusbV 2007                | Verordnung über die Berufsausbildung in den industriellen Elektroberufen |
| IndElekAusbV                   | Verordnung über die Berufsausbildung zum Industrieelektriker/zur Industrieelektrikerin |
| IndFachwirtPrV 2010            | Verordnung über die Prüfung zum anerkannten Fortbildungsabschluss Geprüfter Industriefachwirt und Geprüfte Industriefachwirtin |
| IndKfmAusbV 2002               | Verordnung über die Berufsausbildung zum Industriekaufmann/zur Industriekauffrau |
| IndMechaAusbV                  | Verordnung über die Prüfung zum anerkannten Abschluss Geprüfter Industriemeister/Geprüfte Industriemeisterin - Fachrichtung Mechatronik |
| IndMetAusbV 2007               | Verordnung über die Berufsausbildung in den industriellen Metallberufen |
| IndMetMeistV 1997              | Verordnung über die Prüfung zum anerkannten Abschluß Geprüfter Industriemeister/Geprüfte Industriemeisterin - Fachrichtung Metall |
| IndMIsoPrV                     | Verordnung über die Prüfung zum anerkannten Abschluß Geprüfter Industriemeister/Geprüfte Industriemeisterin - Fachrichtung Isolierung (Wärme-, Kälte-, Schall- und Brandschutz) |
| InfElekAusbV                   | Verordnung über die Berufsausbildung zum Informationselektroniker/zur Informationselektronikerin |
| InformationsTechMstrV          | Verordnung über das Meisterprüfungsberufsbild und über die Prüfungsanforderungen in den Teilen I und II der Meisterprüfung im Informationstechniker-Handwerk |
| INF-VtrNotWV                   | Verordnung zu dem Notenwechsel vom 4. Mai 1988 zwischen der Bundesrepublik Deutschland und der Union der Sozialistischen Sowjetrepubliken über Inspektionen in bezug auf den Vertrag vom 8. Dezember 1987 zwischen den Vereinigten Staaten von Amerika und der Union der Sozialistischen Sowjetrepubliken über die Beseitigung ihrer Flugkörper mittlerer und kürzerer Reichweite |
| InhKontrollV                   | Verordnung über die Anzeigen nach § 2c des Kreditwesengesetzes und § 104 des Versicherungsaufsichtsgesetzes |
| InsoBekV                       | Verordnung zu öffentlichen Bekanntmachungen in Insolvenzverfahren im Internet |
| InsoGeldEinzPV                 | Verordnung zur Höhe der Pauschale für die Kosten des Einzugs der Umlage für das Insolvenzgeld und der Prüfung der Arbeitgeber |
| InsoGeldFestV 2016             | Verordnung zur Festsetzung des Umlagesatzes für das Insolvenzgeld für das Kalenderjahr 2016 |
| InsoGeldFestV 2017             | Verordnung zur Festsetzung des Umlagesatzes für das Insolvenzgeld für das Kalenderjahr 2017 |
| InsoGeldFestV 2018             | Verordnung zur Festsetzung des Umlagesatzes für das Insolvenzgeld für das Kalenderjahr 2018 |
| InsoKostV                      | Verordnung über die Pauschalierung der sonstigen Kosten für die Erbringung von Insolvenzgeld |
| InstallateurHeizungsbauerMstrV | Verordnung über das Meisterprüfungsberufsbild und über die Prüfungsanforderungen in den Teilen I und II der Meisterprüfung im Installateur- und Heizungsbauer-Handwerk |
| InstitutsVergV                 | Verordnung über die aufsichtsrechtlichen Anforderungen an Vergütungssysteme von Instituten |
| InsVV                          | Insolvenzrechtliche Vergütungsverordnung |
| IntAtomOrgVorRV                | Verordnung über die Gewährung von Vorrechten und Befreiungen an die Internationale Atomenergie-Organisation |
| IntBMeßwVorRV                  | Verordnung über die Gewährung von Vorrechten und Befreiungen an das internationale Büro für das gesetzliche Meßwesen |
| INTELSATVorRProtV              | Verordnung zu dem Protokoll vom 19. Mai 1978 über Vorrechte, Befreiungen und Immunitäten der Internationalen Fernmeldesatellitenorganisation INTELSAT |
| IntMilPVorRV                   | Verordnung über die Gewährung von Vorrechten und Befreiungen an Militärpersonal der internationalen militärischen Hauptquartiere in der Bundesrepublik Deutschland |
| IntPatÜbkGArtII§2V             | Verordnung über die Übertragung der Ermächtigung nach Artikel II § 2 Abs. 2 des Gesetzes über internationale Patentübereinkommen |
| IntTestV                       | Verordnung über die Prüfungs- und Nachweismodalitäten für die Abschlusstests des Integrationskurses |
| IntV                           | Verordnung über die Durchführung von Integrationskursen für Ausländer und Spätaussiedler |
| IntWarenBezÜbkV                | Verordnung zu dem Internationalen Übereinkommen vom 14. Juni 1983 über das Harmonisierte System zur Bezeichnung und Codierung der Waren und zu dem Änderungsprotokoll vom 24. Juni 1986 |
| InVeKoSV                       | Verordnung über die Durchführung von Stützungsregelungen und des Integrierten Verwaltungs- und Kontrollsystems |
| InvestAusbV                    | Verordnung über die Berufsausbildung zum Investmentfondskaufmann/zur Investmentfondskauffrau |
| ISAusbV 1997                   | Verordnung über die Berufsausbildung in der Isolier-Industrie |
| IsolMstrV                      | Verordnung über das Berufsbild und über die Prüfungsanforderungen im praktischen und im fachtheoretischen Teil der Meisterprüfung für das Wärme-, Kälte- und Schallschutzisolierer-Handwerk |
| ItalKultInstVorRV              | Verordnung über die Gewährung von Vorrechten und Befreiungen an die italienischen Kulturinstitute |
| IT-FortbV                      | Verordnung über die berufliche Fortbildung im Bereich der Informations- und Telekommunikationstechnik |
| ITKTAusbV                      | Verordnung über die Berufsausbildung im Bereich der Informations- und Telekommunikationstechnik |
| IUCNVorV                       | Verordnung über die Gewährung von Vorrechten und Befreiungen an die Internationale Union für die Erhaltung der Natur und der natürlichen Hilfsquellen |
| IVD-AMG-V                      | Verordnung zur Ausdehnung der Vorschriften über die Zulassung und staatliche Chargenprüfung auf Tests zur In-vitro-Diagnostik nach dem Arzneimittelgesetz |
| IZÜV                           | Verordnung zur Regelung des Verfahrens bei Zulassung und Überwachung industrieller Abwasserbehandlungsanlagen und Gewässerbenutzungen |

| J                     | |
| JAbschlVUV            | Verordnung über die Gliederung des Jahresabschlusses von Verkehrsunternehmen                                                              |
| JAbschlWUV            | Verordnung über Formblätter für die Gliederung des Jahresabschlusses von Wohnungsunternehmen                                              |
| JagdzeitV 1977        | Verordnung über die Jagdzeiten |
| JArbSchSittV          | Verordnung über das Verbot der Beschäftigung von Personen unter 18 Jahren mit sittlich gefährdenden Tätigkeiten                           |
| JArbSchUV             | Verordnung über die ärztlichen Untersuchungen nach dem Jugendarbeitsschutzgesetz                                                          |
| JAVollzO              | Verordnung über den Vollzug des Jugendarrestes                                                                                            |
| JFAngAusbV            | Verordnung über die Berufsausbildung zum Justizfachangestellten/zur Justizfachangestellten                                                |
| JHiStruktV            | Verordnung über die Durchführung einer Statistik über die Struktur des Personals in der Jugendhilfe                                       |
| JubVAAnO 1963-11      | Ausführungsanordnung zur Verordnung über die Gewährung von Jubiläumszuwendungen an Beamte und Richter des Bundes                          |
| JubVAAnO1963-11ÄndAnO | Anordnung zur Änderung der Ausführungsordnung zur Verordnung über die Gewährung von Jubiläumszuwendungen an Beamte und Richter des Bundes |
| JubVÄndV 4            | Vierte Verordnung zur Änderung der Verordnung über die Gewährung von Jubiläumszuwendungen an Beamte und Richter des Bundes                |
| JubVAnO               | Ausführungsanordnung zur Verordnung über die Gewährung von Jubiläumszuwendungen an Beamte und Richter des Bundes                          |
| JurPrNotSkV           | Verordnung über eine Noten- und Punkteskala für die erste und zweite juristische Prüfung                                                  |

| K                      | |
| KaFbMstrV              | Verordnung über das Meisterprüfungsberufsbild und über die Prüfungsanforderungen in den Teilen I und II der Meisterprüfung im Karosserie- und Fahrzeugbauer-Handwerk                                                                                      |
| KaffeeRatVorRV         | Verordnung über die Gewährung von Vorrechten und Befreiungen an die Internationale Kaffee-Organisation nach der Entschließung Nr. 264 des Internationalen Kaffee-Rates vom 14. April 1973 zur Verlängerung des Internationalen Kaffee-Übereinkommens 1968 |
| KaffeeÜbk1983OrgVorRV  | Verordnung über die Gewährung von Vorrechten und Immunitäten an die Internationale Kaffee-Organisation gem. Art. 23 des Internationalen Kaffee-Übereinkommens von 1983 in der Fassung der Verlängerung vom 4. Juli 1989                                   |
| KaffeeV 2001           | Verordnung über Kaffee, Kaffee- und Zichorien-Extrakte |
| KakaoV 2003            | Verordnung über Kakao- und Schokoladenerzeugnisse |
| KälteanlMstrV          | Verordnung über die Meisterprüfung in den Teilen I und II im Kälteanlagenbauer-Handwerk |
| KälteMechaAusbV        | Verordnung über die Berufsausbildung zum Mechatroniker für Kältetechnik/zur Mechatronikerin für Kältetechnik |
| KanalStTO 2010         | Verordnung über die Entgelte der Kanalsteurer auf dem Nord-Ostsee-Kanal |
| KapAusstV              | Verordnung über die Kapitalausstattung von Versicherungsunternehmen |
| KAPrüfbV               | Verordnung über den Gegenstand der Prüfung und die Inhalte der Prüfungsberichte für externe Kapitalverwaltungsgesellschaften, Investmentaktiengesellschaften, Investmentkommanditgesellschaften und Sondervermögen                                        |
| KARBV                  | Verordnung über Inhalt, Umfang und Darstellung der Rechnungslegung von Sondervermögen, Investmentaktiengesellschaften und Investmentkommanditgesellschaften sowie über die Bewertung der zu dem Investmentvermögen gehörenden Vermögensgegenstände        |
| KartKostV              | Verordnung über die Kosten der Kartellbehörden |
| KartKrebs/KartZystV    | Verordnung zur Bekämpfung des Kartoffelkrebses und der Kartoffelzystennematoden |
| KartRingfV 2001        | Verordnung zur Bekämpfung der Bakteriellen Ringfäule und der Schleimkrankheit |
| KaseinV                | Verordnung über Kaseine und Kaseinate für die menschliche Ernährung |
| KäseV                  | Käseverordnung |
| KassenSichV            | Verordnung zur Bestimmung der technischen Anforderungen an elektronische Aufzeichnungs- und Sicherungssysteme im Geschäftsverkehr |
| KassNeuOV              | Verordnung zur Neuordnung der Kassenaufsicht über die Bundeskassen Halle/Saale, Kiel, Trier und Weiden |
| KAV                    | Verordnung über Konzessionsabgaben für Strom und Gas |
| KAVerOV                | Verordnung zur Konkretisierung der Verhaltensregeln und Organisationsregeln nach dem Kapitalanlagegesetzbuch |
| KBV                    | Kleinbetragsverordnung |
| KDAV                   | Verordnung über das automatisierte Verfahren zur Auskunft über Kundendaten nach § 112 des Telekommunikationsgesetzes |
| KDVErstattV            | Verordnung über die Erstattung von Auslagen, Verdienstausfall und Aufwendungen bei der Anhörung im Anerkennungsverfahren als Kriegsdienstverweigerin oder Kriegsdienstverweigerer                                                                         |
| KEPFachAusbV           | Verordnung über die Berufsausbildung zur Fachkraft für Kurier-, Express- und Postdienstleistungen |
| KEPKfmAusbV            | Verordnung über die Berufsausbildung zum Kaufmann für Kurier-, Express- und Postdienstleistungen/zur Kauffrau für Kurier-, Express- und Postdienstleistungen                                                                                              |
| KeramMstrV             | Verordnung über das Meisterprüfungsberufsbild und über die Prüfungsanforderungen in den Teilen I und II der Meisterprüfung im Keramiker-Handwerk |
| KerAusbV               | Verordnung über die Berufsausbildung zum Keramiker und zur Keramikerin |
| KerIndAusbV            | Verordnung über die Berufsausbildung in der keramischen Industrie |
| KflDiAusbV             | Verordnung über die Berufsausbildung für Kaufleute in den Dienstleistungsbereichen Gesundheitswesen sowie Veranstaltungswirtschaft |
| KFürsV                 | Verordnung zur Kriegsopferfürsorge |
| KF-VO                  | Verordnung über die Einfuhrabgabenfreiheit von Waren in Sendungen von Privatpersonen an Privatpersonen |
| KfWV                   | Verordnung zur Anwendung von bankaufsichtsrechtlichen Vorschriften auf die Kreditanstalt für Wiederaufbau sowie zur Zuweisung der Aufsicht über die Einhaltung dieser Vorschriften an die Bundesanstalt für Finanzdienstleistungsaufsicht                 |
| KfzHV                  | Verordnung über Kraftfahrzeughilfe zur beruflichen Rehabilitation |
| KfzMechaAusbV 2013     | Verordnung über die Berufsausbildung zum Kraftfahrzeugmechatroniker und zur Kraftfahrzeugmechatronikerin |
| KfzPflVV               | Verordnung über den Versicherungsschutz in der Kraftfahrzeug-Haftpflichtversicherung |
| KfzTechMstrV           | Verordnung über das Meisterprüfungsberufsbild und über die Prüfungsanforderungen in den Teilen I und II der Meisterprüfung im Kraftfahrzeugtechniker-Handwerk                                                                                             |
| KfzUnfEntschV          | Verordnung über den Entschädigungsfonds für Schäden aus Kraftfahrzeugunfällen |
| KHBV                   | Verordnung über die Rechnungs- und Buchführungspflichten von Krankenhäusern |
| KHSFV                  | Verordnung zur Verwaltung des Strukturfonds im Krankenhausbereich |
| KHStatV                | Verordnung über die Bundesstatistik für Krankenhäuser |
| KHV                    | Verordnung zur Verwendung von Gebärdensprache und anderen Kommunikationshilfen im Verwaltungsverfahren nach dem Behindertengleichstellungsgesetz |
| KhWbAusbV              | Verordnung über die Berufsausbildung zum Kerzenhersteller und Wachsbildner und zur Kerzenherstellerin und Wachsbildnerin |
| KiGAbV                 | Verordnung über den automatisierten Abruf von Kindergelddaten durch die Bezügestellen des öffentlichen Dienstes |
| KindArbSchV            | Verordnung über den Kinderarbeitsschutz |
| KindUFV                | Verordnung zur Einführung von Vordrucken für das vereinfachte Verfahren über den Unterhalt minderjähriger Kinder |
| KirchenberufeV         | Verordnung über die Ausbildungsförderung für den Besuch von Ausbildungsstätten für kirchliche Berufe |
| KIV                    | Verordnung zur Abgabe von kaliumiodidhaltigen Arzneimitteln zur Iodblockade der Schilddrüse bei radiologischen Ereignissen |
| KJPsychTh-APrV         | Ausbildungs- und Prüfungsverordnung für Kinder- und Jugendlichenpsychotherapeuten |
| KK-AltRückV            | Verordnung zur Bildung von Altersrückstellungen durch die gesetzlichen Krankenkassen und ihre Verbände |
| KKInsoV                | Verordnung zur Aufteilung und Geltendmachung der Haftungsbeträge durch den Spitzenverband Bund der Krankenkassen bei Insolvenz oder Schließung einer Krankenkasse                                                                                         |
| KlaCbMstrV             | Verordnung über das Berufsbild und über die Prüfungsanforderungen im praktischen und im fachtheoretischen Teil der Meisterprüfung für das Klavier- und Cembalobauer-Handwerk                                                                              |
| KlaCembAusbV           | Verordnung über die Berufsausbildung zum Klavier- und Cembalobauer und zur Klavier- und Cembalobauerin |
| KlagRegV               | Verordnung über das Klageregister nach dem Kapitalanleger-Musterverfahrensgesetz |
| KlärEV                 | Verordnung über den Klärschlamm-Entschädigungsfonds |
| KlauenPflPrV           | Verordnung über die Prüfungen zu den anerkannten Fortbildungsabschlüssen Geprüfter Klauenpfleger und Geprüfte Klauenpflegerin sowie Fachagrarwirt Klauenpflege und Fachagrarwirtin Klauenpflege                                                           |
| KlempnerAusbV          | Verordnung über die Berufsausbildung zum Klempner und zur Klempnerin |
| KlempnerMstrV          | Verordnung über das Meisterprüfungsberufsbild und über die Prüfungsanforderungen in den Teilen I und II der Meisterprüfung im Klempner-Handwerk |
| KlFzKV-BinSch          | Verordnung über die Kennzeichnung von auf Binnenschiffahrtsstraßen verkehrenden Kleinfahrzeugen |
| KlimaBergV             | Bergverordnung zum Schutz der Gesundheit gegen Klimaeinwirkungen |
| KmV                    | Verordnung zur Begrenzung von Kontaminanten in Lebensmitteln |
| KnVAusbauV             | Verordnung über den weiteren Ausbau der knappschaftlichen Versicherung |
| KNV-V                  | Verordnung über den Vergleich von Kosten und Nutzen der Kraft-Wärme-Kopplung und der Rückführung industrieller Abwärme bei der Wärme- und Kälteversorgung                                                                                                 |
| KochAusbV 1998         | Verordnung über die Berufsausbildung zum Koch/zur Köchin |
| KOFV 1919              | Verordnung über die soziale Kriegsbeschädigten- und Kriegshinterbliebenenfürsorge |
| KohleUGrV              | Verordnung über die Maßstäbe für die Ermittlung der optimalen Unternehmensgrößen im Steinkohlenbergbau |
| KomtrZV                | Verordnung zur Zulassung von kommunalen Trägern als Träger der Grundsicherung für Arbeitsuchende |
| KonBefrV               | Verordnung über befreiende Konzernabschlüsse und Konzernlageberichte von Mutterunternehmen mit Sitz in einem Drittstaat |
| KondAusbV 2003         | Verordnung über die Berufsausbildung zum Konditor/zur Konditorin |
| KondMstrV              | Verordnung über das Meisterprüfungsberufsbild und über die Prüfungsanforderungen in den Teilen I und II der Meisterprüfung im Konditoren-Handwerk |
| KonfV                  | Verordnung über Konfitüren und einige ähnliche Erzeugnisse |
| KonjAusglRFrV 2        | Zweite Verordnung über die Freigabe von Mitteln aus den Konjunkturausgleichsrücklagen der Haushaltsjahre 1969 und 1970 |
| KonjAusglRFrV          | Verordnung über die Freigabe von Mitteln aus den Konjunkturausgleichsrücklagen der Haushaltsjahre 1969 und 1970 |
| KonjAusglRV 1969       | Verordnung über die Bildung von Konjunkturausgleichsrücklagen durch Bund und Länder im Haushaltsjahr 1969 |
| KonjAusglRV 1970       | Verordnung über die Bildung von Konjunkturausgleichsrücklagen durch Bund und Länder im Haushaltsjahr 1970 |
| KonjV 1                | Erste Verordnung über steuerliche Konjunkturmaßnahmen |
| KonjV 2                | Zweite Verordnung über steuerliche Konjunkturmaßnahmen |
| KonjV 3                | Dritte Verordnung über steuerliche Konjunkturmaßnahmen |
| KonstPrV               | Verordnung über die Prüfung zum anerkannten Abschluß Geprüfter Konstrukteur/Geprüfte Konstrukteurin |
| KonsVerAUTV            | Verordnung zur Umsetzung von Konsultationsvereinbarungen zwischen der Bundesrepublik Deutschland und der Republik Österreich |
| KonsVerBELV            | Verordnung zur Umsetzung von Konsultationsvereinbarungen zwischen der Bundesrepublik Deutschland und dem Königreich Belgien |
| KonsVerCHEV            | Verordnung zur Umsetzung von Konsultationsvereinbarungen zwischen der Bundesrepublik Deutschland und der Schweizerischen Eidgenossenschaft |
| KonsVerFRAV            | Verordnung zur Umsetzung von Konsultationsvereinbarungen zwischen der Bundesrepublik Deutschland und der Französischen Republik |
| KonsVerGBRV            | Verordnung zur Umsetzung von Konsultationsvereinbarungen zwischen der Bundesrepublik Deutschland und dem Vereinigten Königreich Großbritannien und Nordirland                                                                                             |
| KonsVerLUXV            | Verordnung zur Umsetzung von Konsultationsvereinbarungen zwischen der Bundesrepublik Deutschland und dem Großherzogtum Luxemburg |
| KonsVerNLDV            | Verordnung zur Umsetzung von Konsultationsvereinbarungen zwischen der Bundesrepublik Deutschland und dem Königreich der Niederlande |
| KonsVerUSAV            | Verordnung zur Umsetzung von Konsultationsvereinbarungen zwischen der Bundesrepublik Deutschland und den Vereinigten Staaten von Amerika |
| KonzVgV                | Verordnung über die Vergabe von Konzessionen |
| KorbmMstrV             | Verordnung über das Berufsbild und über die Prüfungsanforderungen im praktischen und im fachtheoretischen Teil der Meisterprüfung für das Korbmacher-Handwerk                                                                                             |
| KosmAusbV              | Verordnung über die Berufsausbildung zum Kosmetiker/zur Kosmetikerin |
| KosmetikerMstrV        | Verordnung über die Meisterprüfung in den Teilen I und II im Kosmetiker-Gewerbe |
| KosmetikV 2014         | Verordnung über kosmetische Mittel |
| KostenbeitragsV        | Verordnung zur Festsetzung der Kostenbeiträge für Leistungen und vorläufige Maßnahmen in der Kinder- und Jugendhilfe |
| KoStrukStatRflgV       | Verordnung zur Abänderung der Reihenfolge der Kostenstrukturerhebungen |
| KOV                    | Verordnung über die vom Bund zu tragenden Aufwendungen für die Heil- und Krankenbehandlung Versorgungsberechtigter in Versorgungskrankenanstalten der Länder                                                                                              |
| KOVZustV               | Verordnung über die sachliche Zuständigkeit in der Kriegsopferversorgung |
| KPBV                   | Verordnung über das Verfahren zur Zusammenarbeit der Bundesoberbehörden und der registrierten Ethik-Kommissionen bei der Bewertung von Anträgen auf Genehmigung von klinischen Prüfungen mit Humanarzneimitteln                                           |
| KraftNAV               | Verordnung zur Regelung des Netzanschlusses von Anlagen zur Erzeugung von elektrischer Energie |
| KraftStCHEV            | Verordnung über die kraftfahrzeugsteuerliche Behandlung von schweizerischen Straßenfahrzeugen im grenzüberschreitenden Verkehr |
| KraftstoffLBV          | Verordnung über Lieferbeschränkungen für Kraftstoff in einer Versorgungskrise |
| KraftwPrV              | Verordnung über die Prüfung zum anerkannten Abschluss Geprüfter Kraftwerker/Geprüfte Kraftwerkerin |
| KredAnstWiAÜV          | Verordnung zur Übertragung des Vermögens der Staatsbank Berlin auf die Kreditanstalt für Wiederaufbau |
| KredAufnBegrV 1971     | Verordnung über die Begrenzung der Kreditaufnahme durch Bund und Länder im Haushaltsjahr 1971 |
| KredAufnBegrV 1973     | Verordnung über die Begrenzung der Kreditaufnahme durch Bund, Länder, Gemeinden und Gemeindeverbände im Haushaltsjahr 1973 |
| KredInstAufwV 2003     | Verordnung über den Ersatz von Aufwendungen der Kreditinstitute |
| KredWGAUSFreistV       | Verordnung über die Freistellung der Zweigstellen von Kreditinstituten mit Sitz in Australien von Vorschriften des Gesetzes über das Kreditwesen |
| KredWGJPNFreistV       | Verordnung über die Freistellung der Zweigstellen von Kreditinstituten mit Sitz in Japan von Vorschriften des Gesetzes über das Kreditwesen |
| KredWGUSAFreistV       | Verordnung über die Freistellung der Zweigstellen von Kreditinstituten mit Sitz in den Vereinigten Staaten von Amerika von Vorschriften des Gesetzes über das Kreditwesen                                                                                 |
| KrimLV                 | Verordnung über die Laufbahnen im kriminalpolizeilichen Vollzugsdienst des Bundes |
| KrPflAPrV              | Ausbildungs- und Prüfungsverordnung für die Berufe in der Krankenpflege |
| KrW/AbfMeistPrV        | Verordnung über die Prüfung zum anerkannten Abschluss Geprüfter Meister/Geprüfte Meisterin für Kreislauf- und Abfallwirtschaft und Städtereinigung |
| KrWaffGenV 2           | Zweite Verordnung über eine Allgemeine Genehmigung nach dem Gesetz über die Kontrolle von Kriegswaffen |
| KrWaffGenV             | Verordnung über Allgemeine Genehmigungen nach dem Gesetz über die Kontrolle von Kriegswaffen |
| KrWaffUmgV             | Verordnung über den Umgang mit unbrauchbar gemachten Kriegswaffen |
| KSAbg2017V             | Künstlersozialabgabe-Verordnung 2017 |
| KSAbg2018V             | Künstlersozialabgabe-Verordnung 2018 |
| KSKSaV                 | Verordnung über den Beirat und die Ausschüsse bei der Künstlersozialkasse |
| KStoffIndMeistPrV 2014 | Verordnung über die Prüfung zum anerkannten Fortbildungsabschluss Geprüfter Industriemeister – Fachrichtung Kunststoff und Kautschuk und Geprüfte Industriemeisterin – Fachrichtung Kunststoff und Kautschuk                                              |
| KStoffVerfMAusbV 2012  | Verordnung über die Berufsausbildung zum Verfahrensmechaniker für Kunststoff- und Kautschuktechnik und zur Verfahrensmechanikerin für Kunststoff- und Kautschuktechnik                                                                                    |
| KSVEntgV               | Künstlersozialversicherungs-Entgeltverordnung |
| KSVGBeitrÜV            | Verordnung über die Überwachung der Entrichtung der Beitragsanteile und der Künstlersozialabgabe nach dem Künstlersozialversicherungsgesetz |
| KtEfV                  | Verordnung über das Verfahren zur Feststellung der Eignung als zugelassener kommunaler Träger der Grundsicherung für Arbeitsuchende |
| KtgWV                  | Verordnung über die zollfreie Einfuhr von Kontingentswaren aus Frankreich in das Saarland (KtgWV) |
| KuArbGeldFristV 2012   | Verordnung über die Bezugsdauer für das Kurzarbeitergeld |
| KüchMeistPrV           | Verordnung über die Prüfung zum anerkannten Abschluss Geprüfter Küchenmeister/Geprüfte Küchenmeisterin |
| KultErhStudZVorRV      | Verordnung über die Gewährung von Vorrechten und Befreiungen an die „Internationale Studienzentrale für die Erhaltung und Restaurierung von Kulturgut“ in Rom                                                                                             |
| KundenbTischlPrV       | Verordnung über die Prüfung zum anerkannten Abschluss Geprüfter Kundenberater/Geprüfte Kundenberaterin im Tischlerhandwerk |
| KÜO                    | Verordnung über die Kehrung und Überprüfung von Anlagen |
| KürMstrV               | Verordnung über das Berufsbild und über die Prüfungsanforderungen im praktischen und im fachtheoretischen Teil der Meisterprüfung für das Kürschner-Handwerk                                                                                              |
| KürschAusbV            | Verordnung über die Berufsausbildung zum Kürschner/zur Kürschnerin in Industrie und Handwerk |
| KüSchV                 | Verordnung über die Küstenschifffahrt |
| KuStGrVorRV            | Verordnung über die Gewährung von Vorrechten und Immunitäten an die Internationale Kupferstudiengruppe |
| KV/PVPauschBeitrV      | Verordnung über die pauschale Berechnung und die Zahlung der Beiträge zur gesetzlichen Krankenversicherung und zur sozialen Pflegeversicherung für die Dauer einer fortbestehenden Mitgliedschaft bei Wehrdienst oder Zivildienst                         |
| KVAV                   | Verordnung betreffend die Aufsicht über die Geschäftstätigkeit in der privaten Krankenversicherung |
| KVBEVO                 | Verordnung zur tarifbezogenen Ermittlung der steuerlich berücksichtigungsfähigen Beiträge zum Erwerb eines Krankenversicherungsschutzes im Sinne des § 10 Absatz 1 Nummer 3 Buchstabe a des Einkommensteuergesetzes                                       |
| KVHilfsmV              | Verordnung über Hilfsmittel von geringem therapeutischen Nutzen oder geringem Abgabepreis in der gesetzlichen Krankenversicherung |
| KVMeistPrV             | Verordnung über die Prüfung zum anerkannten Fortbildungsabschluss Geprüfter Meister für Kraftverkehr und Geprüfte Meisterin für Kraftverkehr |
| KVR                    | Internationale Regeln von 1972 zur Verhütung von Zusammenstößen auf See (Anlage zu § 1 der Verordnung zu den Internationalen Regeln von 1972 zur Verhütung von Zusammenstößen auf See)                                                                    |
| KVStGleichstV          | Verordnung über die kapitalverkehrsteuerliche Gleichstellung der Europäischen Gemeinschaft für Kohle und Stahl, der Europäischen Atomgemeinschaft und der Europäischen Investitionsbank mit dem Bund                                                      |
| KWGVermV               | Verordnung über die vertraglich gebundenen Vermittler und das öffentliche Register nach § 2 Abs. 10 Satz 5 des Kreditwesengesetzes |
| KWKAusV                | Verordnung zur Einführung von Ausschreibungen zur Ermittlung der Höhe der Zuschlagszahlungen für KWK-Anlagen und für innovative KWK-Systeme |
| KWKGGebV               | Verordnung über Gebühren und Auslagen des Bundesamtes für Wirtschaft und Ausfuhrkontrolle bei der Durchführung des Kraft-Wärme-Kopplungsgesetzes und der KWK-Ausschreibungsverordnung                                                                     |
| KWMV                   | Verordnung über Meldepflichten für bestimmte Kriegswaffen |

| L                      | |
| LA-EinfDV-Saar         | Verordnung zur Einführung von Rechtsverordnungen zum Lastenausgleichsrecht im Saarland |
| LagerstGDV             | Verordnung zur Ausführung des Gesetzes über die Durchforschung des Reichsgebietes nach nutzbaren Lagerstätten |
| LandBauMTAusbV 2008    | Verordnung über die Berufsausbildung zum Land- und Baumaschinenmechatroniker und zur Land- und Baumaschinenmechatronikerin |
| LandmMechMstrV         | Verordnung über das Meisterprüfungsberufsbild und über die Prüfungsanforderungen in den Teilen I und II der Meisterprüfung im Landmaschinenmechaniker-Handwerk |
| LAnzV                  | Verordnung zur Konkretisierung von Art, Umfang und Form der Mitteilungen und Benachrichtigungen gemäß Artikel 17 Absatz 5, 6, 9 und 10 der Verordnung (EU) Nr. 236/2012 |
| LAP-gbautDV            | Verordnung über die Laufbahn, Ausbildung und Prüfung für den gehobenen bautechnischen Verwaltungsdienst des Bundes |
| LAP-gDBNDV             | Verordnung über die Laufbahn, Ausbildung und Prüfung für den gehobenen Dienst im Bundesnachrichtendienst |
| LAP-gDFm/EloAufklBundV | Verordnung über die Laufbahn, Ausbildung und Prüfung für den gehobenen Dienst der Fernmelde- und Elektronischen Aufklärung des Bundes |
| LAP-gDVerfSchV         | Verordnung über die Laufbahn, Ausbildung und Prüfung für den gehobenen Dienst im Verfassungsschutz des Bundes |
| LAP-gehDAAV 2004       | Verordnung über die Laufbahn, Ausbildung und Prüfung für den gehobenen Auswärtigen Dienst |
| LAP-gehDEUKV           | Verordnung über die Laufbahn, Ausbildung und Prüfung für den gehobenen technischen Dienst bei der Eisenbahn-Unfallkasse |
| LAP-gntDBWVV           | Verordnung über die Laufbahn, Ausbildung und Prüfung für den gehobenen nichttechnischen Verwaltungsdienst in der Bundeswehrverwaltung |
| LAP-hADV 2004          | Verordnung über die Laufbahn, Ausbildung und Prüfung für den höheren Auswärtigen Dienst |
| LAP-hDBiblV            | Verordnung über die Laufbahn, Ausbildung und Prüfung für den höheren Dienst an wissenschaftlichen Bibliotheken des Bundes |
| LAP-hDEUKV             | Verordnung über die Laufbahn, Ausbildung und Prüfung für den höheren technischen Dienst bei der Eisenbahn-Unfallkasse |
| LAP-htVerwDV           | Verordnung über die Laufbahn, Ausbildung und Prüfung für den höheren technischen Verwaltungsdienst des Bundes |
| LAP-mDAAV 2004         | Verordnung über die Laufbahn, Ausbildung und Prüfung für den mittleren Auswärtigen Dienst |
| LAP-mDBNDV             | Verordnung über die Laufbahn, Ausbildung und Prüfung für den mittleren Dienst im Bundesnachrichtendienst |
| LAP-mDFm/EloAufklBundV | Verordnung über die Laufbahn, Ausbildung und Prüfung für den mittleren Dienst der Fernmelde- und Elektronischen Aufklärung des Bundes |
| LAP-mDVerfSchV         | Verordnung über die Laufbahn, Ausbildung und Prüfung für den mittleren Dienst im Verfassungsschutz des Bundes |
| LAP-mftDBwV            | Verordnung über die Laufbahn, Ausbildung und Prüfung für den mittleren feuerwehrtechnischen Dienst in der Bundeswehr |
| LAP-mntDBWVV           | Verordnung über die Laufbahn, Ausbildung und Prüfung für den mittleren nichttechnischen Verwaltungsdienst in der Bundeswehrverwaltung |
| LAP-mtDBWVV            | Verordnung über die Laufbahn, Ausbildung und Prüfung für den mittleren technischen Dienst in der Bundeswehrverwaltung - Fachrichtung Wehrtechnik - |
| LArbWoV                | Verordnung über Steuervergünstigungen zur Förderung des Baues von Landarbeiterwohnungen |
| LärmschutzV            | Landeplatz-Lärmschutz-Verordnung |
| LärmVibrationsArbSchV  | Verordnung zum Schutz der Beschäftigten vor Gefährdungen durch Lärm und Vibrationen |
| LasthandhabV           | Verordnung über Sicherheit und Gesundheitsschutz bei der manuellen Handhabung von Lasten bei der Arbeit |
| LBAV                   | Verordnung über die Anerkennung europäischer Berufsqualifikationen als Laufbahnbefähigung |
| LbPrZGleichstV         | Verordnung zur Gleichstellung von Zeugnissen über die Laufbahnprüfung für die Laufbahnen des mittleren Postbankdienstes und des mittleren Fernmeldedienstes bei der Deutschen Bundespost mit den Zeugnissen über das Bestehen der Abschlußprüfung im Ausbildungsberuf Verwaltungsfachangestellter/Verwaltungsfachangestellte |
| LeasFachwirtPrV        | Verordnung über die Prüfung zum anerkannten Abschluß Geprüfter Leasingfachwirt/Geprüfte Leasingfachwirtin |
| LebensMAusbV           | Verordnung über die Berufsausbildung zum Fachverkäufer im Lebensmittelhandwerk/zur Fachverkäuferin im Lebensmittelhandwerk |
| LederGerbAusbV         | Verordnung über die Berufsausbildung zur Fachkraft für Lederherstellung und Gerbereitechnik |
| LederVAusbV            | Verordnung über die Berufsausbildung zur Fachkraft für Lederverarbeitung |
| LeichtflBAusbV         | Verordnung über die Berufsausbildung zum Leichtflugzeugbauer/zur Leichtflugzeugbauerin |
| LeistBeschV            | Rechtsverordnung über die Beteiligung sachverständiger Stellen der gewerblichen Wirtschaft an dem Verfahren der Erteilung von Leistungsbescheiden |
| LeuchtrAusbV           | Verordnung über die Berufsausbildung zum Leuchtröhrenglasbläser/zur Leuchtröhrenglasbläserin |
| LeukoseV 1976          | Verordnung zum Schutz gegen die Leukose der Rinder |
| LHauswAusbStV          | Verordnung über die Eignung der Ausbildungsstätte in der ländlichen Hauswirtschaft |
| LiqV                   | Verordnung über die Liquidität der Institute |
| LKonV                  | Verordnung über die fachlichen Anforderungen gemäß § 42 Abs. 1 Satz 2 Nr. 3 Buchstabe b des Lebensmittel- und Futtermittelgesetzbuches an die in der Überwachung tätigen Lebensmittelkontrolleure |
| LKV                    | Los-Kennzeichnungs-Verordnung |
| LKW-MautV              | Verordnung zur Erhebung, zum Nachweis der ordnungsgemäßen Entrichtung und zur Erstattung der Maut |
| LKWÜberlStVAusnV       | Verordnung über Ausnahmen von straßenverkehrsrechtlichen Vorschriften für Fahrzeuge und Fahrzeugkombinationen mit Überlänge |
| LMBestrV               | Verordnung über die Behandlung von Lebensmitteln mit Elektronen-, Gamma- und Röntgenstrahlen, Neutronen oder ultravioletten Strahlen |
| LMEV                   | Verordnung über die Durchführung der veterinärrechtlichen Kontrollen bei der Einfuhr und Durchfuhr von Lebensmitteln tierischen Ursprungs aus Drittländern sowie über die Einfuhr sonstiger Lebensmittel aus Drittländern |
| LmhFortbPrüfV          | Verordnung über die Prüfung zum anerkannten Fortbildungsabschluss Geprüfter Verkaufsleiter im Lebensmittelhandwerk und Geprüfte Verkaufsleiterin im Lebensmittelhandwerk |
| LMHV                   | Verordnung über Anforderungen an die Hygiene beim Herstellen, Behandeln und Inverkehrbringen von Lebensmitteln |
| LMRStV 2006            | Verordnung zur Durchsetzung lebensmittelrechtlicher Rechtsakte der Europäischen Gemeinschaft |
| LMTAusbV 2000          | Verordnung über die Berufsausbildung zur Fachkraft für Lebensmitteltechnik |
| LMvitV                 | Verordnung über vitaminisierte Lebensmittel |
| LogMstrV               | Verordnung über die Prüfung zum anerkannten Fortbildungsabschluss Geprüfter Logistikmeister/Geprüfte Logistikmeisterin |
| LohnUGAÜV 3            | Dritte Verordnung über eine Lohnuntergrenze in der Arbeitnehmerüberlassung |
| LottStVereinfV         | Verordnung zur Vereinfachung der Steuererhebung bei der Lotteriesteuer |
| LSV                    | Verordnung über technische Mindestanforderungen an den sicheren und interoperablen Aufbau und Betrieb von öffentlich zugänglichen Ladepunkten für Elektromobile |
| LTV                    | Verordnung über die Tarifordnung für die Seelotsreviere |
| LuftBO                 | Betriebsordnung für Luftfahrtgerät |
| LuftEBV                | Verordnung zur Regelung des Betriebs von nicht als Luftfahrtgerät zugelassenen elektronischen Geräten in Luftfahrzeugen |
| LuftGerPV              | Verordnung zur Prüfung von Luftfahrtgerät |
| LuftkostV              | Kostenverordnung der Luftfahrtverwaltung |
| LuftPersV              | Verordnung über Luftfahrtpersonal |
| LuftRÄndV 2001         | Verordnung zur Änderung luftrechtlicher Vorschriften über den Transport gefährlicher Güter und die Zulassung von Luftsportgeräten und Flugmodellen |
| LuftRegV               | Verordnung über die Einrichtung und die Führung des Registers für Pfandrechte an Luftfahrzeugen |
| LuftSchlichtV          | Verordnung nach § 57c des Luftverkehrsgesetzes zur Schlichtung im Luftverkehr |
| LuftSiGebV             | Luftsicherheitsgebührenverordnung |
| LuftSiSchulV           | Luftsicherheits-Schulungsverordnung |
| LuftSiZÜV              | Luftsicherheits-Zuverlässigkeitsüberprüfungsverordnung |
| LuftSpZustV            | Verordnung über die Zuständigkeit des Luftfahrt-Bundesamtes für die Verfolgung und Ahndung von Ordnungswidrigkeiten im Luftsportwesen |
| LuftVerkSiV            | Verordnung zur Sicherstellung des Luftverkehrs |
| LuftvKflAusbV          | Verordnung über die Berufsausbildung zum Luftverkehrskaufmann und zur Luftverkehrskauffrau |
| LuftVO                 | Luftverkehrs-Ordnung |
| LuftVStAbsenkV 2012    | Verordnung zur Absenkung der Steuersätze nach § 11 Absatz 2 des Luftverkehrsteuergesetzes im Jahr 2012 |
| LuftVStAbsenkV 2017    | Verordnung zur Absenkung der Steuersätze im Jahr 2017 nach § 11 Absatz 2 des Luftverkehrsteuergesetzes |
| LuftVStAbsenkV 2018    | Verordnung zur Absenkung der Steuersätze im Jahr 2018 nach § 11 Absatz 2 des Luftverkehrsteuergesetzes |
| LuftVStFestV 2014      | Verordnung zur Festlegung der Steuersätze im Jahr 2014 nach § 11 Absatz 2 des Luftverkehrsteuergesetzes |
| LuftVStFestV 2015      | Verordnung zur Festlegung der Steuersätze im Jahr 2015 nach § 11 Absatz 2 des Luftverkehrsteuergesetzes |
| LuftVStFestV 2016      | Verordnung zur Festlegung der Steuersätze im Jahr 2016 nach § 11 Absatz 2 des Luftverkehrsteuergesetzes |
| LuftVZO                | Luftverkehrs-Zulassungs-Ordnung |
| LwAusbStEignV          | Verordnung über die Eignung der Ausbildungsstätte für die Berufsausbildung zum Landwirt/zur Landwirtin |
| LwAusbV 1995           | Verordnung über die Berufsausbildung zum Landwirt/zur Landwirtin |
| LwAusglAbgV 1971       | Verordnung über die Erhebung einer Ausgleichsabgabe zur Sicherung der deutschen Landwirtschaft |
| LwGenV                 | Verordnung über die Zugehörigkeit von Zusammenschlüssen landwirtschaftlicher Genossenschaften zu den Industrie- und Handelskammern |
| LwHwPrüfAnerkV         | Verordnung über die Anforderung an die fachliche Eignung und die Anerkennung von Prüfungen zum Nachweis der fachlichen Eignung für die Berufsausbildung in den Berufen der Landwirtschaft und der Hauswirtschaft |
| LWLogAusbV             | Verordnung über die Berufsausbildung im Lagerbereich in den Ausbildungsberufen Fachlagerist/Fachlageristin und Fachkraft für Lagerlogistik |
| LwMstrPrV              | Verordnung über die Anforderungen in der Meisterprüfung für den Beruf Landwirt/Landwirtin |

| M                       | |
| MaATElektronAusbV 2008  | Verordnung über die Berufsausbildung zum Elektroniker für Maschinen und Antriebstechnik und zur Elektronikerin für Maschinen und Antriebstechnik |
| MaBV                    | Verordnung über die Pflichten der Makler, Darlehensvermittler, Bauträger und Baubetreuer |
| MahnVordrV              | Verordnung zur Einführung von Vordrucken für das Mahnverfahren |
| MaisPflSchMV            | Verordnung über das Inverkehrbringen und die Aussaat von mit bestimmten Pflanzenschutzmitteln behandeltem Maissaatgut |
| MalerLackAusbV          | Verordnung über die Berufsausbildung im Maler- und Lackierergewerbe |
| MargMFV                 | Verordnung über Margarine- und Mischfetterzeugnisse |
| MariMedV                | Verordnung über maritime medizinische Anforderungen auf Kauffahrteischiffen |
| MarkenV                 | Verordnung zur Ausführung des Markengesetzes |
| MarketFachwPrV          | Verordnung über die Prüfung zum anerkannten Fortbildungsabschluss Geprüfter Fachwirt für Marketing und Geprüfte Fachwirtin für Marketing |
| MarketGestAusbV         | Verordnung über die Berufsausbildung zum Gestalter für visuelles Marketing/zur Gestalterin für visuelles Marketing |
| MarketKfmAusbV          | Verordnung über die Berufsausbildung zum Kaufmann für Marketingkommunikation/zur Kauffrau für Marketingkommunikation |
| MarkschBergV            | Verordnung über markscheiderische Arbeiten und Beobachtungen der Oberfläche |
| MarktAngV               | Verordnung über die erforderlichen Angaben und vorzulegenden Unterlagen bei einem Erlaubnisantrag nach § 102 des Wertpapierhandelsgesetzes |
| MarktFoFAngAusbV        | Verordnung über die Berufsausbildung zum Fachangestellten für Markt- und Sozialforschung/zur Fachangestellten für Markt- und Sozialforschung |
| MarktOWMeldV            | Verordnung über Meldepflichten über Marktordnungswaren |
| MaschFüAusbV            | Verordnung über die Berufsausbildung zum Maschinen- und Anlagenführer/zur Maschinen- und Anlagenführerin |
| MaschMahnVordrV         | Verordnung zur Einführung von Vordrucken für das Mahnverfahren bei Gerichten, die das Verfahren maschinell bearbeiten |
| MaskAusbV               | Verordnung über die Berufsausbildung zum Maskenbildner/zur Maskenbildnerin |
| MaStRV                  | Verordnung über das zentrale elektronische Verzeichnis energiewirtschaftlicher Daten |
| MauerV                  | Verordnung nach § 6 des Mauergrundstücksgesetzes |
| MaurerBetonbMstrV       | Verordnung über das Meisterprüfungsberufsbild und über die Prüfungsanforderungen in den Teilen I und II der Meisterprüfung im Maurer- und Betonbauer-Handwerk |
| MautRegV                | Verordnung über die Führung des Mautdienstregisters |
| MautStrAusdehnV         | Verordnung zur Ausdehnung der Mautpflicht auf bestimmte Abschnitte von Bundesstraßen |
| MautVvfV                | Verordnung zur Regelung des Vermittlungsverfahrens nach dem Mautsystemgesetz |
| MBankDVDV               | Verordnung über den Vorbereitungsdienst für den mittleren Bankdienst der Deutschen Bundesbank |
| MB-APrV                 | Ausbildungs- und Prüfungsverordnung für Masseure und medizinische Bademeister (Artikel 1 der Verordnung über die Ausbildung und Prüfung von Masseuren und medizinischen Bademeistern und zur Änderung verschiedener Ausbildungs- und Prüfungsverordnungen betreffend andere Heilberufe) |
| MbauMstrV               | Verordnung über die Meisterprüfung in den Teilen I und II im Modellbauer-Handwerk |
| MbBO                    | Verordnung über den Bau und Betrieb der Magnetschwebebahnen |
| MBergKostV              | Meeresbodenbergbau-Kostenverordnung |
| MechatronikerAusbV      | Verordnung über die Berufsausbildung zum Mechatroniker und zur Mechatronikerin |
| MedaillenV              | Verordnung über die Herstellung und den Vertrieb von Medaillen und Münzstücken zum Schutz deutscher Euro-Gedenkmünzen |
| MedFAngAusbV            | Verordnung über die Berufsausbildung zum Medizinischen Fachangestellten/zur Medizinischen Fachangestellten |
| MedienBTMstrPrV         | Verordnung über die Prüfung zum anerkannten Fortbildungsabschluss Geprüfter Meister Medienproduktion Bild und Ton und Geprüfte Meisterin Medienproduktion Bild und Ton |
| MedienFortbV            | Verordnung über die Prüfung zu anerkannten Fortbildungsabschlüssen in der Medienwirtschaft |
| MediengestAusbV 2006    | Verordnung über die Berufsausbildung zum Mediengestalter Bild und Ton/zur Mediengestalterin Bild und Ton |
| MedienKfmAusbV          | Verordnung über die Berufsausbildung zum Medienkaufmann Digital und Print/zur Medienkauffrau Digital und Print |
| MedInfoFAngAusbV        | Verordnung über die Berufsausbildung zum Fachangestellten für Medien- und Informationsdienste/zur Fachangestellten für Medien- und Informations/dienste |
| MedizinalfachberufeV    | Verordnung über die Ausbildungsförderung für Medizinalfachberufe |
| MeistPrFRGlV            | Verordnung zur Gleichstellung französischer Meisterprüfungszeugnisse mit Meisterprüfungszeugnissen im Handwerk |
| MeistPrÖGlV             | Verordnung zur Gleichstellung österreichischer Meisterprüfungszeugnisse mit Meisterprüfungszeugnissen im Handwerk |
| MeistVoEigAnerkV        | Verordnung über die Anerkennung von Ausbildungsabschlüssen von Meistern der volkseigenen Industrie als Voraussetzung für die Eintragung in die Handwerksrolle |
| MeMBV                   | Verordnung über die Voraussetzungen für die Bewertung neuer Untersuchungs- und Behandlungsmethoden mit Medizinprodukten hoher Risikoklasse nach § 137h des Fünften Buches Sozialgesetzbuch                                                                                              |
| MessEGebV               | Gebührenverordnung zum Mess- und Eichwesen |
| MessEV                  | Verordnung über das Inverkehrbringen und die Bereitstellung von Messgeräten auf dem Markt sowie über ihre Verwendung und Eichung |
| Met/GlockAusbV          | Verordnung über die Berufsausbildung zum Metall- und Glockengießer/zur Metall- und Glockengießerin |
| MetallbAusbV 2008       | Verordnung über die Berufsausbildung zum Metallbauer und zur Metallbauerin |
| MetallbAusbVO           | Verordnung über die Berufsausbildung zum Metallbildner und zur Metallbildnerin |
| MetallbildMstrV         | Verordnung über das Meisterprüfungsberufsbild und über die Prüfungsanforderungen in den Teilen I und II der Meisterprüfung im Metallbildner-Handwerk |
| MetallbInstrmMAusbV     | Verordnung über die Berufsausbildung zum Metallblasinstrumentenmacher/zur Metallblasinstrumentenmacherin |
| MetallbMstrV            | Verordnung über das Meisterprüfungsberufsbild und über die Prüfungsanforderungen in den Teilen I und II der Meisterprüfung im Metallbauer-Handwerk |
| MetTechAusbV            | Verordnung über die Berufsausbildung zur Fachkraft für Metalltechnik |
| MighEV                  | Verordnung zur Erhebung der Merkmale des Migrationshintergrundes |
| MikrotAusbV             | Verordnung über die Berufsausbildung zum Mikrotechnologen/zur Mikrotechnologin |
| MilchErzV               | Verordnung über Milcherzeugnisse |
| MilchGüV                | Verordnung über die Güteprüfung und Bezahlung der Anlieferungsmilch |
| MilchKennzV             | Verordnung über die Kennzeichnung wärmebehandelter Konsummilch |
| MilchLAusbStEignV       | Verordnung über die Eignung der Ausbildungsstätte für die Berufsausbildung zum Milchwirtschaftlichen Laboranten und zur Milchwirtschaftlichen Laborantin |
| MilchLAusbV             | Verordnung über die Berufsausbildung zum Milchwirtschaftlichen Laboranten und zur Milchwirtschaftlichen Laborantin |
| MilchLMstrV             | Verordnung über die Anforderungen in der Meisterprüfung für den Beruf Milchwirtschaftlicher Laborant/Milchwirtschaftliche Laborantin |
| MilchQBALMZustV         | Verordnung über die Zuständigkeit der Bundesanstalt für Landwirtschaft und Ernährung bei Maßnahmen zur Verbesserung der Milchqualität |
| MilchSachkV             | Verordnung über die Sachkunde zum Betrieb eines Unternehmens der Be- oder Verarbeitung von Milch und eines Milchhandelsunternehmens |
| MilchtAusbStEignV       | Verordnung über die Eignung der Ausbildungsstätte für die Berufsausbildung zum Milchtechnologen und zur Milchtechnologin |
| MilchTAusbV             | Verordnung über die Berufsausbildung zum Milchtechnologen/zur Milchtechnologin |
| MiLoAufzV               | Verordnung zur Abwandlung der Pflicht zur Arbeitszeitaufzeichnung nach dem Mindestlohngesetz und dem Arbeitnehmer-Entsendegesetz |
| MiLoDokV                | Verordnung zu den Dokumentationspflichten nach den §§ 16 und 17 des Mindestlohngesetzes und den §§ 18 und 19 des Arbeitnehmer-Entsendegesetzes in Bezug auf bestimmte Arbeitnehmergruppen                                                                                               |
| MiLoGMeldStellV         | Verordnung zur Bestimmung der zuständigen Behörde nach § 16 Absatz 6 des Mindestlohngesetzes |
| MiLoMeldV               | Verordnung über Meldepflichten nach dem Mindestlohngesetz, dem Arbeitnehmer-Entsendegesetz und dem Arbeitnehmerüberlassungsgesetz |
| MiLoV                   | Verordnung zur Anpassung der Höhe des Mindestlohns |
| MilzbRbV                | Verordnung zum Schutz gegen den Milzbrand und den Rauschbrand |
| Min/TafelWV             | Verordnung über natürliches Mineralwasser, Quellwasser und Tafelwasser |
| MindVersSHBek 2013      | Bekanntmachung über die Höhe der Mindestversicherungssummen gemäß § 9 Absatz 2 der Versicherungsvermittlungsverordnung und gemäß § 9 Absatz 2 der Finanzanlagenvermittlungsverordnung                                                                                                   |
| MindVersSHBek 2018      | Bekanntmachung über die Höhe der Mindestversicherungssummen gemäß § 9 Absatz 2 und § 12 Absatz 4 der Versicherungsvermittlungsverordnung sowie § 9 Absatz 2 der Finanzanlagenvermittlungsverordnung                                                                                     |
| MindZV                  | Verordnung über die Mindestbeitragsrückerstattung in der Lebensversicherung |
| MinNettoV 2004          | Verordnung über die Mindestnettobeträge nach dem Altersteilzeitgesetz für das Jahr 2004 |
| MinNettoV 2008          | Verordnung über die Mindestnettobeträge nach dem Altersteilzeitgesetz |
| MinÖlAV                 | Verordnung über einen Mineralölausgleich in einer Versorgungskrise |
| MinÖlBewV               | Mineralölbewirtschaftungs-Verordnung |
| MinUhV                  | Verordnung zur Festlegung des Mindestunterhalts minderjähriger Kinder nach § 1612a Absatz 1 des Bürgerlichen Gesetzbuchs |
| MitÜbermitV             | Verordnung zu Mitteilungs- und Übermittlungspflichten zu gesundheitlich nicht erwünschten Stoffen |
| MKSeuchV 2005           | Verordnung zum Schutz gegen die Maul- und Klauenseuche |
| MKUServAusbV            | Verordnung über die Berufsausbildung zur Fachkraft für Möbel-, Küchen- und Umzugsservice |
| ML/ElbeSKanalSchlBetrZV | Verordnung über die Festsetzung der Schleusenbetriebszeiten am Mittellandkanal und Elbe-Seitenkanal |
| MMilchPulvAbsV          | Verordnung über den Absatz von Magermilchpulver aus öffentlicher Lagerhaltung zur Denaturierung, zur Verarbeitung zu Mischfutter und zur Ausfuhr sowie über die Lieferung von Magermilchpulver im Rahmen der Nahrungsmittelhilfe                                                        |
| MNrVAL                  | Verordnung über Vergabe und Zusammensetzung der Mitgliedsnummer in der Alterssicherung der Landwirte |
| MntDAIVAPrV             | Verordnung über die Ausbildung und Prüfung für den mittleren nichttechnischen Dienst in der allgemeinen und inneren Verwaltung des Bundes |
| MntZollDVDV             | Verordnung über den Vorbereitungsdienst für den mittleren nichttechnischen Zolldienst des Bundes |
| MobHV                   | Verordnung über die Teilnahme elektronischer Mobilitätshilfen am Verkehr |
| ModellBTechAusbV        | Verordnung über die Berufsausbildung zum Technischen Modellbauer/zur Technischen Modellbauerin |
| ModistAusbV             | Verordnung über die Berufsausbildung zum Modisten/zur Modistin |
| ModMstrV                | Verordnung über das Berufsbild und über die Prüfungsanforderungen im praktischen und im fachtheoretischen Teil der Meisterprüfung für das Modisten-Handwerk |
| MolkMeistPrV            | Verordnung über die Anforderungen in der Meisterprüfung für den Beruf Molkereifachmann/Molkereifachfrau |
| MORVAufhV               | Verordnung zur Aufhebung marktordnungsrechtlicher Vorschriften im Bereich Zucker |
| MORVorschrÄndG          | Verordnung zur Änderung und Aufhebung marktordnungsrechtlicher Vorschriften |
| MoselSchPEV             | Verordnung zur Einführung der Moselschiffahrtspolizeiverordnung |
| MoselSchPV              | Moselschiffahrtspolizeiverordnung |
| MPAHSBundV              | Verordnung über den Aufstieg in den höheren nichttechnischen Verwaltungsdienst des Bundes über das Studium „Master of Public Administration“ an der Hochschule des Bundes für öffentliche Verwaltung                                                                                    |
| MPAV                    | Verordnung zur Regelung der Abgabe von Medizinprodukten |
| MPBetreibV              | Verordnung über das Errichten, Betreiben und Anwenden von Medizinprodukten |
| MPKPV                   | Verordnung über klinische Prüfungen von Medizinprodukten |
| MPorzMAusbV             | Verordnung über die Berufsausbildung zum Manufakturporzellanmaler/zur Manufakturporzellanmalerin |
| MPSV                    | Verordnung über die Erfassung, Bewertung und Abwehr von Risiken bei Medizinprodukten |
| MPV                     | Verordnung über Medizinprodukte |
| MPVerfVO                | Verordnung über das Zulassungs- und allgemeine Prüfungsverfahren für die Meisterprüfung im Handwerk und in handwerksähnlichen Gewerben |
| MRAV                    | Verordnung über die Abgabe der Einwilligung gegenüber der Auskunft verlangenden Person oder Stelle bei Melderegisterauskünften für Zwecke der Werbung oder des Adresshandels |
| MRegV                   | Verordnung zur Registrierung von Anbietern mautdienstbezogener Leistungen |
| MsbLärmSchV             | Magnetschwebebahn-Lärmschutzverordnung |
| MSchnAusbV 2004         | Verordnung über die Berufsausbildung zum Maßschneider/zur Maßschneiderin |
| MStDVDV                 | Verordnung über den Vorbereitungsdienst für den mittleren Steuerdienst des Bundes |
| MTA-APrV                | Ausbildungs- und Prüfungsverordnung für technische Assistenten in der Medizin |
| MTSKraftV               | Verordnung zur Markttransparenzstelle für Kraftstoffe |
| MühGetreiWiTechAusbV    | Verordnung über die Berufsausbildung zum Verfahrenstechnologen Mühlen- und Getreidewirtschaft und zur Verfahrenstechnologin Mühlen- und Getreidewirtschaft |
| MulMstrV                | Verordnung über das Meisterprüfungsberufsbild und über die Prüfungsanforderungen in den Teilen I und II der Meisterprüfung im Maler- und Lackierer-Handwerk |
| MüMstrV                 | Verordnung über die Meisterprüfung in den Teilen I und II im Müller-Handwerk |
| MündelPfandBrV          | Verordnung über die Mündelsicherheit der Pfandbriefe und verwandten Schuldverschreibungen |
| MuSchEltZV              | Verordnung über den Mutterschutz für Beamtinnen des Bundes und die Elternzeit für Beamtinnen und Beamte des Bundes |
| MuSchSoldV              | Verordnung über den Mutterschutz für Soldatinnen |
| MusikfachhAusbV         | Verordnung über die Berufsausbildung zum Musikfachhändler/zur Musikfachhändlerin |
| MusikfachhPrErprV       | Verordnung über die Erprobung der Durchführung der Abschlussprüfung in zwei zeitlich auseinanderfallenden Teilen in der Berufsausbildung zum Musikfachhändler/zur Musikfachhändlerin |
| MV                      | Verordnung über Mitteilungen an die Finanzbehörden durch andere Behörden und öffentlich-rechtliche Rundfunkanstalten |
| MWDVDV                  | Verordnung über den Vorbereitungsdienst für den mittleren Wetterdienst des Bundes |

| N                       | |
| NachwV                  | Verordnung über die Nachweisführung bei der Entsorgung von Abfällen |
| NatKautschOrgVorRV 1989 | Verordnung über die Gewährung von Vorrechten und Immunitäten an die Internationale Naturkautschukorganisation |
| NatKautschOrgVorRV      | Verordnung über die Gewährung von Vorrechten und Immunitäten an die Internationale Naturkautschukorganisation |
| NATOVorRV 1962          | Verordnung über die Gewährung von Vorrechten und Befreiungen an internationale Bedienstete der Nordatlantikvertrags-Organisation                                                                                   |
| NATOVorRV               | Verordnung über die Gewährung von Vorrechten und Befreiungen an die Nordatlantikvertrags-Organisation, die nationalen Vertreter, das internationale Personal und die für die Organisation tätigen Sachverständigen |
| NatPDrömlV              | Verordnung über die Festsetzung von Naturschutzgebieten und einem Landschaftsschutzgebiet von zentraler Bedeutung als Naturpark „Drömling“                                                                         |
| NatPHHarzV              | Verordnung über die Festsetzung des Nationalparks Hochharz |
| NatPJasmundV            | Verordnung über die Festsetzung des Nationalparks Jasmund |
| NatPMSchweizV           | Verordnung über die Festsetzung von Naturschutzgebieten und einem Landschaftsschutzgebiet von zentraler Bedeutung als Naturpark „Märkische Schweiz“                                                                |
| NatPMüritzV             | Verordnung über die Festsetzung des Nationalparkes „Müritz-Nationalpark“ |
| NatPSchaalseeV          | Verordnung über die Festsetzung von Naturschutzgebieten und einem Landschaftsschutzgebiet von zentraler Bedeutung mit der Gesamtbezeichnung „Naturpark Schaalsee“                                                  |
| NatPsSchweizV           | Verordnung über die Festsetzung des Nationalparks Sächsische Schweiz |
| NatPVorpBlV             | Verordnung über die Festsetzung des Nationalparkes Vorpommersche Boddenlandschaft |
| NatSGmElbeV             | Verordnung über die Festsetzung von Naturschutzgebieten und einem Landschaftsschutzgebiet von zentraler Bedeutung „Biosphärenreservat Mittlere Elbe“                                                               |
| NatSGRhönV              | Verordnung über die Festsetzung von Naturschutzgebieten und einem Landschaftsschutzgebiet von zentraler Bedeutung mit der Gesamtbezeichnung „Biosphärenreservat Rhön“                                              |
| NatSGSchorfhV           | Verordnung über die Festsetzung von Naturschutzgebieten und einem Landschaftsschutzgebiet von zentraler Bedeutung mit der Gesamtbezeichnung „Biosphärenreservat Schorfheide-Chorin“                                |
| NatSGSORügenV           | Verordnung über die Festsetzung von Naturschutzgebieten und einem Landschaftsschutzgebiet von zentraler Bedeutung mit der Gesamtbezeichnung „Biosphärenreservat Südost-Rügen“                                      |
| NatSGSpreewV            | Verordnung über die Festsetzung von Naturschutzgebieten und einem Landschaftsschutzgebiet von zentraler Bedeutung mit der Gesamtbezeichnung „Biosphärenreservat Spreewald“                                         |
| NatSGVessertalV         | Verordnung über die Festsetzung von Naturschutzgebieten und einem Landschaftsschutzgebiet von zentraler Bedeutung mit der Gesamtbezeichnung „Biosphärenreservat Vessertal“                                         |
| Natur/LandschaftsPflPrV | Verordnung über die Prüfung zum anerkannten Abschluß Geprüfter Natur- und Landschaftspfleger/Geprüfte Natur- und Landschaftspflegerin                                                                              |
| NaturwMechAusbV 2003    | Verordnung über die Berufsausbildung zum Naturwerksteinmechaniker/zur Naturwerksteinmechanikerin |
| NAV                     | Verordnung über Allgemeine Bedingungen für den Netzanschluss und dessen Nutzung für die Elektrizitätsversorgung in Niederspannung                                                                                  |
| NDAV                    | Verordnung über Allgemeine Bedingungen für den Netzanschluss und dessen Nutzung für die Gasversorgung in Niederdruck                                                                                               |
| NDÜV                    | Verordnung über die Übermittlung von Auskünften an die Nachrichtendienste des Bundes |
| NELEV                   | Verordnung zum Nachweis von elektrotechnischen Eigenschaften von Energieanlagen |
| NelkenwV                | Verordnung zur Bekämpfung von Nelkenwicklern |
| NemV                    | Verordnung über Nahrungsergänzungsmittel |
| NetzResV                | Verordnung zur Regelung der Beschaffung und Vorhaltung von Anlagen in der Netzreserve |
| NeustädterBuchtFzgV     | Verordnung über das Verbot des Befahrens der Neustädter Bucht mit bestimmten Fahrzeugen |
| NLPosV                  | Verordnung zur Konkretisierung der Mitteilungs- und Veröffentlichungspflichten für Netto-Leerverkaufspositionen |
| NMV 1970                | Verordnung über die Ermittlung der zulässigen Miete für preisgebundene Wohnungen |
| NOKBefAbgV              | Verordnung über die Befahrungsabgaben auf dem Nord-Ostsee-Kanal |
| NOK-LV                  | Verordnung über die Verwaltung und Ordnung der Seelotsreviere Nord-Ostsee-Kanal I und Nord-Ostsee-Kanal II/Kieler Förde/Trave/Flensburger Förde                                                                    |
| NordBinSchHfV           | Verordnung über die Schutz- und Sicherheitshäfen der Bundesrepublik Deutschland an Binnenschiffahrtsstraßen im Bereich der Wasser- und Schiffahrtsdirektion Nord                                                   |
| NotFV                   | Verordnung über die notarielle Fachprüfung |
| NotrufV                 | Verordnung über Notrufverbindungen |
| NotSan-APrV             | Ausbildungs- und Prüfungsverordnung für Notfallsanitäterinnen und Notfallsanitäter |
| NotV 3                  | Dritte Verordnung des Reichspräsidenten zur Sicherung von Wirtschaft und Finanzen und zur Bekämpfung politischer Ausschreitungen                                                                                   |
| NPBefVMVK               | Verordnung über das Befahren der Bundeswasserstraßen in Nationalparken und Naturschutzgebieten im Bereich der Küste von Mecklenburg-Vorpommern                                                                     |
| NPNordSBefV             | Verordnung über das Befahren der Bundeswasserstraßen in Nationalparken im Bereich der Nordsee |
| NSGBefV                 | Verordnung über das Befahren der Bundeswasserstraßen in bestimmten Naturschutzgebieten |
| NSGBRgV                 | Verordnung über die Festsetzung des Naturschutzgebietes „Borkum Riffgrund“ |
| NSGDgbV                 | Verordnung über die Festsetzung des Naturschutzgebietes „Doggerbank“ |
| NSGFmbV                 | Verordnung über die Festsetzung des Naturschutzgebietes „Fehmarnbelt“ |
| NSGKdrV                 | Verordnung über die Festsetzung des Naturschutzgebietes „Kadetrinne“ |
| NSGPBRV                 | Verordnung über die Festsetzung des Naturschutzgebietes „Pommersche Bucht – Rönnebank“ |
| NSGSylV                 | Verordnung über die Festsetzung des Naturschutzgebietes „Sylter Außenriff – Östliche Deutsche Bucht“ |
| NSStRpflV BrZ           | Verordnung zur Beseitigung nationalsozialistischer Eingriffe in die Strafrechtspflege |
| NutzEV                  | Verordnung über eine angemessene Gestaltung von Nutzungsentgelten |

| O                   | |
| OberflbeschAusbV    | Verordnung über die Berufsausbildung zum Oberflächenbeschichter/zur Oberflächenbeschichterin |
| ODV                 | Ortsbewegliche-Druckgeräte-Verordnung |
| OFDAufgÜbertrV 2004 | Verordnung zur Übertragung von Aufgaben der Oberfinanzdirektionen Chemnitz, Cottbus, Hamburg, Hannover, Karlsruhe, Koblenz, Köln und Nürnberg |
| OFDAufgÜbertrV      | Verordnung zur Übertragung von Aufgaben der Oberfinanzdirektionen Berlin, Bremen, Chemnitz, Düsseldorf, Erfurt, Frankfurt am Main, Hannover, Kiel, Magdeburg, München, Münster, Rostock, Saarbrücken und Stuttgart                                                                    |
| OFDBremAufgV        | Verordnung zur Übertragung von Aufgaben der Oberfinanzdirektion Bremen |
| OFDHambAufgV        | Verordnung zur Übertragung von Aufgaben der Oberfinanzdirektion Hamburg |
| OFDKOAufgÜbertrV    | Verordnung zur Übertragung von Aufgaben der Oberfinanzdirektion Koblenz |
| OFDSaarbrAufgV      | Verordnung zur Übertragung von Aufgaben der Oberfinanzdirektion Saarbrücken |
| OfenbAusbV          | Verordnung über die Berufsausbildung zum Ofen- und Luftheizungsbauer/zur Ofen- und Luftheizungsbauerin |
| OfenLufthMstrV      | Verordnung über das Meisterprüfungsberufsbild und über die Prüfungsanforderungen in den Teilen I und II der Meisterprüfung im Ofen- und Luftheizungsbauer-Handwerk |
| Offshore-ArbZV      | Verordnung über die Arbeitszeit bei Offshore-Tätigkeiten |
| OffshoreBergV       | Bergverordnung für das Gebiet der Küstengewässer und des Festlandsockels |
| OGAV                | Verordnung über die elektronische Aktenführung in Ordnungsgeldverfahren beim Bundesamt für Justiz |
| OGewV               | Verordnung zum Schutz der Oberflächengewässer |
| ÖkoKennzV           | Verordnung zur Gestaltung und Verwendung des Öko-Kennzeichens |
| ÖLGKontrollStZulV   | Verordnung über die Zulassung von Kontrollstellen nach dem Öko-Landbaugesetz |
| ÖlHaftBeschV 1996   | Verordnung über die Ausstellung von Bescheinigungen nach dem Ölschadengesetz (Artikel 1 der Verordnung über die Ausstellung von Bescheinigungen nach dem Ölschadengesetz und zur Änderung der Kostenverordnung für Amtshandlungen des Bundesamtes für Seeschiffahrt und Hydrographie) |
| ÖlmeldV             | Verordnung zur Ermittlung der zum Internationalen Entschädigungsfonds für Ölverschmutzungsschäden nach dem Ölschadengesetz beitragspflichtigen Ölmengen |
| OrdenNachwV         | Verordnung über den Besitznachweis für Orden und Ehrenzeichen und den Nachweis von Verwundungen und Beschädigungen |
| OrgbAusbV           | Verordnung über die Berufsausbildung zum Orgel- und Harmoniumbauer/zur Orgel- und Harmoniumbauerin |
| OrgHbMstrV          | Verordnung über das Berufsbild und über die Prüfungsanforderungen im praktischen und im fachtheoretischen Teil der Meisterprüfung für das Orgel- und Harmoniumbauer-Handwerk |
| ORheinLotsOEV       | Verordnung zur Einführung der Lotsenordnung für den Oberrhein |
| OrthAusbVO          | Verordnung über die Berufsausbildung zum Orthopädietechnik-Mechaniker und zur Orthopädietechnik-Mechanikerin |
| OrthBandMstrV       | Verordnung über das Berufsbild und über die Prüfungsanforderungen im praktischen und im fachtheoretischen Teil der Meisterprüfung für das Orthopädiemechaniker- und Bandagisten-Handwerk                                                                                              |
| OrthopschuhmAusbV   | Verordnung über die Berufsausbildung zum Orthopädieschuhmacher und zur Orthopädieschuhmacherin |
| OrthoptAPrV         | Ausbildungs- und Prüfungsverordnung für Orthoptistinnen und Orthoptisten |
| OrthSchMstrV        | Verordnung über das Meisterprüfungsberufsbild und über die Prüfungsanforderungen in den Teilen I und II der Meisterprüfung im Orthopädieschuhmacher-Handwerk |
| OrthV               | Verordnung über die Versorgung mit Hilfsmitteln und über Ersatzleistungen nach dem Bundesversorgungsgesetz |
| OrthVersorgUVV      | Verordnung über die orthopädische Versorgung Unfallverletzter |
| OStrV               | Verordnung zum Schutz der Beschäftigten vor Gefährdungen durch künstliche optische Strahlung |
| OstseeschutzÄndV 1  | Erste Verordnung zu Änderungen der Anlagen III und IV zum Übereinkommen von 1992 über den Schutz der Meeresumwelt des Ostseegebiets |
| OstseeSHNSGBefV     | Verordnung über das Befahren von Bundeswasserstraßen in bestimmten schleswig-holsteinischen Naturschutzgebieten im Bereich der Ostsee |
| OSZEVorRV 2016      | Verordnung über Vorrechte und Immunitäten der Organisation für Sicherheit und Zusammenarbeit in Europa (OSZE) |
| OWiG§124V           | Verordnung über die Zuständigkeit für die Verfolgung und Ahndung von Ordnungswidrigkeiten nach § 124 des Gesetzes über Ordnungswidrigkeiten |

| P                      | |
| PackmAusbV             | Verordnung über die Berufsausbildung zum Packmitteltechnologen und zur Packmitteltechnologin |
| PackungsV              | Verordnung über die Bestimmung und Kennzeichnung von Packungsgrößen für Arzneimittel in der vertragsärztlichen Versorgung |
| PAngV                  | Preisangabenverordnung |
| PapIndMeistPrV 2005    | Verordnung über die Prüfung zum anerkannten Abschluss Geprüfter Industriemeister/Geprüfte Industriemeisterin - Fachrichtung Papiererzeugung |
| PapKuVerarbIndMeistPrV | Verordnung über die Prüfung zum anerkannten Abschluss Geprüfter Industriemeister/Geprüfte Industriemeisterin – Fachrichtung Papier- und Kunststoffverarbeitung |
| PapTechAusbV 2010      | Verordnung über die Berufsausbildung zum Papiertechnologen/zur Papiertechnologin |
| ParkettlAusbV 2002     | Verordnung über die Berufsausbildung zum Parkettleger/zur Parkettlegerin |
| ParkettlMeistPrV       | Verordnung über das Berufsbild und über die Prüfungsanforderungen im praktischen Teil und im fachtheoretischen Teil der Meisterprüfung für das Parkettleger-Handwerk |
| PassDEÜV               | Verordnung zur Erfassung und Qualitätssicherung des Lichtbildes und der Fingerabdrücke in den Passbehörden und der Übermittlung der Passantragsdaten an den Passhersteller |
| PatAnwAPrV             | Verordnung über die Ausbildung und Prüfung der Patentanwälte |
| PatBeteiligungsV       | Verordnung zur Beteiligung von Patientinnen und Patienten in der Gesetzlichen Krankenversicherung |
| PatG/GebrMGAV          | Verordnung zur Ausführung des § 56 des Patentgesetzes und des § 9 des Gebrauchsmustergesetzes |
| PatKostZV              | Verordnung über die Zahlung der Kosten des Deutschen Patent- und Markenamts und des Bundespatentgerichts |
| PatV                   | Verordnung zum Verfahren in Patentsachen vor dem Deutschen Patent- und Markenamt |
| PauschAV               | Verordnung über die Verteilung der pauschalen Abgeltung für Aufwendungen der Krankenkassen für versicherungsfremde Leistungen durch den Bund |
| PAuswGebV              | Verordnung über Gebühren für Personalausweise und den elektronischen Identitätsnachweis |
| PAuswV                 | Verordnung über Personalausweise und den elektronischen Identitätsnachweis |
| PBAZV                  | Verordnung zur Regelung der Arbeitszeit für die bei der Deutschen Postbank AG beschäftigten Beamtinnen und Beamten |
| PBeaKK-VerwAufwVO      | Verordnung über die Abrechnung und Verteilung des Verwaltungsaufwands der Bundesanstalt für Post und Telekommunikation Deutsche Bundespost aus der Weiterführung der Postbeamtenkrankenkasse |
| PBefAusglV             | Verordnung über den Ausgleich gemeinwirtschaftlicher Leistungen im Straßenpersonenverkehr |
| PBefG§45aV 5           | Fünfte Verordnung über die durchschnittlichen verkehrsspezifischen Kosten nach dem Personenbeförderungsgesetz |
| PBefGKostV             | Kostenverordnung für Amtshandlungen im entgeltlichen oder geschäftsmäßigen Personenverkehr mit Kraftfahrzeugen |
| PBV                    | Verordnung über die Rechnungs- und Buchführungspflichten der Pflegeeinrichtungen |
| PBZugV                 | Berufszugangsverordnung für den Straßenpersonenverkehr |
| PCBAbfallV             | Verordnung über die Entsorgung polychlorierter Biphenyle, polychlorierter Terphenyle und halogenierter Monomethyldiphenylmethane (Artikel 1 der Verordnung über die Entsorgung polychlorierter Biphenyle, polychlorierter Terphenyle sowie halogenierter Monomethyldiphenylmethane und zur Änderung chemikalienrechtlicher Vorschriften) |
| PDLV                   | Postdienstleistungsverordnung |
| PDSV                   | Verordnung über den Datenschutz bei der geschäftsmäßigen Erbringung von Postdiensten |
| PEhrlInstKostV 1996    | Kostenverordnung für Amtshandlungen des Paul-Ehrlich-Instituts nach dem Arzneimittelgesetz |
| PEhrlInstZustV         | Verordnung zur Änderung der Zuständigkeit des Paul-Ehrlich-Instituts |
| PelzVAusbV             | Verordnung über die Berufsausbildung zum Pelzveredler/zur Pelzveredlerin |
| PEntgV                 | Post-Entgeltregulierungsverordnung |
| PEPPV 2013             | Verordnung zum pauschalierenden Entgeltsystem für psychiatrische und psychosomatische Einrichtungen für das Jahr 2013 |
| PersDienstLAusbV       | Verordnung über die Berufsausbildung zum Personaldienstleistungskaufmann/zur Personaldienstleistungskauffrau |
| PersDLPrV              | Verordnung über die Prüfung zum anerkannten Fortbildungsabschluss Geprüfter Personaldienstleistungsfachwirt und Geprüfte Personaldienstleistungsfachwirtin |
| PersFachkPrV           | Verordnung über die Prüfung zum anerkannten Abschluss Geprüfter Personalfachkaufmann/Geprüfte Personalfachkauffrau |
| PersStdBerV NW         | Verordnung über Vornamen und die Berichtigung von Eintragungen in den Personenstandsbüchern |
| PersVEntV              | Verordnung über die Höhe der Aufwandsentschädigung für vom Dienst freigestellte Personalvertretungsmitglieder |
| PersVMobFachwPrV       | Verordnung über die Prüfung zum anerkannten Fortbildungsabschluss Geprüfter Fachwirt für Personenverkehr und Mobilität und Geprüfte Fachwirtin für Personenverkehr und Mobilität |
| PfandBarwertV          | Verordnung über die Sicherstellung der jederzeitigen Deckung von Hypothekenpfandbriefen, Öffentlichen Pfandbriefen, Schiffspfandbriefen und Flugzeugpfandbriefen nach dem Barwert und dessen Berechnung bei Pfandbriefbanken |
| PfandlV                | Verordnung über den Geschäftsbetrieb der gewerblichen Pfandleiher |
| PFAV                   | Verordnung betreffend die Aufsicht über Pensionsfonds und über die Durchführung reiner Beitragszusagen in der betrieblichen Altersversorgung |
| PferdewMeistPrV        | Verordnung über die Meisterprüfung zum anerkannten Fortbildungsabschluss Pferdewirtschaftsmeister und Pferdewirtschaftsmeisterin |
| PflanzentechMeistPrV   | Verordnung über die Meisterprüfung zum anerkannten Fortbildungsabschluss Pflanzentechnologiemeister und Pflanzentechnologiemeisterin |
| PflanzTechnAusbStEignV | Verordnung über die Eignung der Ausbildungsstätte für die Berufsausbildung zum Pflanzentechnologen und zur Pflanzentechnologin |
| PflanzTechnAusbV       | Verordnung über die Berufsausbildung zum Pflanzentechnologen und zur Pflanzentechnologin |
| PflAV                  | Verordnung über die Pflichtablieferung von Medienwerken an die Deutsche Nationalbibliothek |
| PflBeschauV 1989       | Pflanzenbeschauverordnung |
| PfleBeteiligungsV      | Verordnung zur Beteiligung der auf Bundesebene maßgeblichen Organisationen für die Wahrnehmung der Interessen und der Selbsthilfe der pflegebedürftigen und behinderten Menschen sowie der pflegenden Angehörigen im Bereich der Begutachtung und Qualitätssicherung der Sozialen Pflegeversicherung                                     |
| PflKartV 1986          | Pflanzkartoffelverordnung |
| PflNV                  | Verordnung zur Neuordnung des Pflegesatzrechts |
| PflSchAnwV 1992        | Verordnung über Anwendungsverbote für Pflanzenschutzmittel |
| PflSchGebV             | Verordnung über die Kosten des Bundesamtes für Verbraucherschutz und Lebensmittelsicherheit und des Julius Kühn-Instituts im Pflanzenschutzbereich |
| PflSchGerätV           | Verordnung über die Prüfung von Pflanzenschutzgeräten |
| PflSchMAnwLuftFzgV     | Verordnung über die Anwendung von Pflanzenschutzmitteln mit Luftfahrzeugen |
| PflSchMV               | Verordnung über Zulassungs- und Genehmigungsverfahren für Pflanzenschutzmittel |
| PflSchSaatgAnwendV     | Verordnung über das Inverkehrbringen und die Aussaat von mit bestimmten Pflanzenschutzmitteln behandeltem Saatgut |
| PflSchSachkV 2013      | Pflanzenschutz-Sachkundeverordnung |
| PflVGOWiZustV          | Verordnung über die Zuständigkeit für die Verfolgung und Ahndung von Ordnungswidrigkeiten nach dem Pflichtversicherungsgesetz |
| PflZV                  | Verordnung über einen Vorschuss bei der Inanspruchnahme von Familienpflegezeit oder Pflegezeit |
| PfWirtAusbStEignV 2011 | Verordnung über die Eignung der Ausbildungsstätte für die Berufsausbildung zum Pferdewirt und zur Pferdewirtin |
| PfWirtAusbV 2010       | Verordnung über die Berufsausbildung zum Pferdewirt/zur Pferdewirtin |
| PfZLpV                 | Verordnung über die Leistungsprüfungen und die Zuchtwertfeststellung bei Pferden |
| PharmAusbErprobV       | Verordnung über die Erprobung einer neuen Ausbildungsform für die Berufsausbildung zum Pharmakanten/zur Pharmakantin |
| PharmAusbV 2009        | Verordnung über die Berufsausbildung zum Pharmakanten/zur Pharmakantin |
| PharmIndMstrFortbV     | Verordnung über die Prüfung zum anerkannten Fortbildungsabschluss Geprüfter Industriemeister – Fachrichtung Pharmazie und Geprüfte Industriemeisterin – Fachrichtung Pharmazie |
| PharmKfmAusbV 2012     | Verordnung über die Berufsausbildung zum Pharmazeutisch-kaufmännischen Angestellten und zur Pharmazeutisch-kaufmännischen Angestellten |
| PharmRefPrV            | Verordnung über die Prüfung zum anerkannten Abschluss Geprüfter Pharmareferent/Geprüfte Pharmareferentin |
| PharmStV               | Verordnung über Stoffe mit pharmakologischer Wirkung |
| PHöchstMengV           | Verordnung über Höchstmengen für Phosphate in Wasch- und Reinigungsmitteln |
| PhysLabAusbV           | Verordnung über die Berufsausbildung zum Physiklaboranten/zur Physiklaborantin |
| PhysTh-APrV            | Ausbildungs- und Prüfungsverordnung für Physiotherapeuten |
| PIDV                   | Verordnung zur Regelung der Präimplantationsdiagnostik |
| PKDBSa                 | Satzung der Pensionskasse Deutscher Eisenbahnen und Straßenbahnen VVaG Köln (Anlage zur Verordnung über die Feststellung der Satzung der Pensionskasse Deutscher Eisenbahnen und Straßenbahnen VVaG) |
| PKDBV                  | Verordnung über die Feststellung der Satzung der Pensionskasse Deutscher Eisenbahnen und Straßenbahnen VVaG |
| PKHFV                  | Verordnung zur Verwendung eines Formulars für die Erklärung über die persönlichen und wirtschaftlichen Verhältnisse bei Prozess- und Verfahrenskostenhilfe |
| Pkw-EnVKV              | Verordnung über Verbraucherinformationen zu Kraftstoffverbrauch, CO 2 -Emissionen und Stromverbrauch neuer Personenkraftwagen |
| PlanZV                 | Verordnung über die Ausarbeitung der Bauleitpläne und die Darstellung des Planinhalts |
| PlfZV                  | Verordnung über die Zuweisung der Planfeststellung für länderübergreifende und grenzüberschreitende Höchstspannungsleitungen auf die Bundesnetzagentur |
| PLGebV                 | Post-Lizenzgebührenverordnung |
| PMElekPrV              | Verordnung über die Prüfung zum anerkannten Fortbildungsabschluss Geprüfter Prozessmanager Elektrotechnik und Geprüfte Prozessmanagerin Elektrotechnik (Certified Process Manager - Electric/Electronics) |
| PMMPrV                 | Verordnung über die Prüfung zum anerkannten Abschluss Geprüfter Prozessmanager - Mikrotechnologie und Geprüfte Prozessmanagerin - Mikrotechnologie (Certified Process Manager - Microtechnology) |
| PNUPZV                 | Verordnung über Leistungsprämien und -zulagen für Beamtinnen und Beamte der Postnachfolgeunternehmen |
| PodAPrV                | Ausbildungs- und Prüfungsverordnung für Podologinnen und Podologen |
| PolBTLV                | Verordnung über die Laufbahnen des Polizeivollzugsdienstes beim Deutschen Bundestag |
| PolierPrV 2012         | Verordnung über die Prüfung zum anerkannten Fortbildungsabschluss Geprüfter Polier und Geprüfte Polierin |
| Polst/DekoAusbV        | Verordnung über die Berufsausbildung zum Polster- und Dekorationsnäher/zur Polster- und Dekorationsnäherin |
| PolstAusbV             | Verordnung über die Berufsausbildung zum Polsterer und zur Polsterin |
| POP-Abfall-ÜberwV      | Verordnung über die Getrenntsammlung und Überwachung von nicht gefährlichen Abfällen mit persistenten organischen Schadstoffen |
| PortalV                | Verordnung zu den Voraussetzungen und dem Verfahren der Zulassung von in nicht öffentlich-rechtlicher Form betriebenen Portalen zur Durchführung von einfachen Melderegisterauskünften über das Internet |
| Post-AZV               | Verordnung über die Arbeitszeit der Beamtinnen und Beamten bei der Deutschen Post AG |
| PostbankLEntgV         | Verordnung zur Gewährung von Leistungsentgelten an Beamtinnen und Beamte bei der Deutschen Postbank AG |
| PostbankSZV            | Verordnung über die Gewährung einer monatlichen Sonderzahlung an die bei der Deutschen Postbank AG beschäftigten Beamtinnen und Beamten |
| PostBATZV              | Verordnung über die Bewilligung von Altersteilzeit und die Gewährung eines Altersteilzeitzuschlags für die Beamtinnen und Beamten bei der Deutschen Post AG |
| PostLEntgV             | Verordnung über die Gewährung von Leistungsentgelten an Beamtinnen und Beamte bei der Deutschen Post AG |
| PostLV                 | Verordnung über die Laufbahnen der Beamtinnen und Beamten im Geltungsbereich des Postpersonalrechtsgesetzes |
| PostSZV                | Verordnung über die Gewährung einer monatlichen Sonderzahlung an die bei der Deutschen Post AG beschäftigten Beamtinnen und Beamten |
| PreisLS                | Leitsätze für die Preisermittlung auf Grund von Selbstkosten (Anlage zur Verordnung PR Nr. 30/53 vom 21. November 1953) |
| PreisV 1/82            | Zweite Preisfreigabeverordnung (PR Nr. 1/82) |
| PreisV 30/53           | Verordnung PR Nr 30/53 über die Preise bei öffentlichen Aufträgen |
| PrfgZAUTV              | Verordnung zur Gleichstellung österreichischer Prüfungszeugnisse mit Zeugnissen über das Bestehen der Abschlußprüfung oder Gesellenprüfung in anerkannten Ausbildungsberufen |
| PrfgZFortbAUTV         | Verordnung über die Gleichstellung österreichischer Prüfungszeugnisse mit Zeugnissen über anerkannte Fortbildungsabschlüsse |
| PrfgZFrankrV           | Verordnung zur Gleichstellung französischer Prüfungszeugnisse mit Zeugnissen über das Bestehen der Abschlußprüfung oder Gesellenprüfung in anerkannten Ausbildungsberufen |
| PrKultbSaV             | Verordnung über die Satzung der Stiftung „Preußischer Kulturbesitz“ |
| PrLagerhBeihV          | Verordnung über die Gewährung von Beihilfen für die private Lagerhaltung bestimmter Milcherzeugnisse |
| ProdMechTextAusbV      | Verordnung über die Berufsausbildung zum Produktionsmechaniker-Textil/zur Produktionsmechanikerin-Textil |
| ProdTechAusbV          | Verordnung über die Berufsausbildung zum Produktionstechnologen/zur Produktionstechnologin |
| ProMechGebV            | Projekt-Mechanismen-Gebührenverordnung |
| ProstAV                | Verordnung über das Verfahren zur Anmeldung einer Tätigkeit als Prostituierte oder Prostituierter |
| ProstStatV             | Verordnung über die Führung einer Bundesstatistik nach dem Prostituiertenschutzgesetz |
| ProTechPrV             | Verordnung über die Prüfung zum anerkannten Abschluss Geprüfter Prozessmanager – Produktionstechnologie/Geprüfte Prozessmanagerin – Produktionstechnologie |
| PrüfbV                 | Verordnung über die Prüfung der Jahresabschlüsse der Kreditinstitute und Finanzdienstleistungsinstitute sowie über die darüber zu erstellenden Berichte |
| PrüflabV               | Verordnung über die Akkreditierung von Prüflaboratorien als Voraussetzung für die Zulassung privater Gegenprobensachverständiger für die Untersuchung von Proben |
| PrüfV                  | Verordnung über den Inhalt der Prüfungsberichte zu den Jahresabschlüssen und den Solvabilitätsübersichten von Versicherungsunternehmen |
| PrüVOFortkfmBf         | Verordnung über die Prüfung zum anerkannten Fortbildungsabschluss Geprüfter Fachmann für kaufmännische Betriebsführung nach der Handwerksordnung und Geprüfte Fachfrau für kaufmännische Betriebsführung nach der Handwerksordnung |
| PRV                    | Verordnung über die Einrichtung und Führung des Partnerschaftsregisters |
| PrZBrGleichstV         | Verordnung zur Gleichstellung von Prüfungszeugnissen der Berufsfachschulen für Bürokaufleute, Bürogehilfinnen und Teilezurichter in Bremen mit den Zeugnissen über das Bestehen der Abschlußprüfung in Ausbildungsberufen |
| PSA-BV                 | Verordnung über Sicherheit und Gesundheitsschutz bei der Benutzung persönlicher Schutzausrüstungen bei der Arbeit |
| PStV                   | Verordnung zur Ausführung des Personenstandsgesetzes |
| Psych-PV               | Verordnung über Maßstäbe und Grundsätze für den Personalbedarf in der stationären Psychiatrie |
| PsychTh-APrV           | Ausbildungs- und Prüfungsverordnung für Psychologische Psychotherapeuten |
| PsychThV               | Verordnung über die Ausbildungsförderung für den Besuch von Ausbildungsstätten für Psychotherapie und Kinder- und Jugendlichenpsychotherapie |
| PTA-APrV               | Ausbildungs- und Prüfungsverordnung für pharmazeutisch-technische Assistentinnen und pharmazeutisch-technische Assistenten |
| PTBAKostO              | Kostenverordnung für Nutzleistungen der Physikalisch-Technischen Bundesanstalt |
| PUDLV                  | Post-Universaldienstleistungsverordnung |

| Q         |                                             |
| QNormBanV | Verordnung über Qualitätsnormen für Bananen |

| R                       | |
| RadarPatEVB             | Verordnung über die Erteilung von Radarpatenten auf den Bundeswasserstraßen außerhalb des Rheins |
| RaumAAusbV 2004         | Verordnung über die Berufsausbildung zum Raumausstatter/zur Raumausstatterin |
| RaumausMstrV            | Verordnung über das Meisterprüfungsberufsbild und über die Prüfungsanforderungen in den Teilen I und II der Meisterprüfung im Raumausstatter-Handwerk |
| RAV 1992                | Verordnung zur Anpassung der Renten im Gebiet der Bundesrepublik Deutschland ohne das in Artikel 3 des Einigungsvertrages genannte Gebiet im Jahre 1992 und zur vierten Anpassung der Renten in dem in Artikel 3 des Einigungsvertrages genannten Gebiet                                                                                             |
| RAV 1993                | Verordnung zur Anpassung der Renten im Gebiet der Bundesrepublik Deutschland ohne das in Artikel 3 des Einigungsvertrages genannte Gebiet im Jahre 1993 und zur sechsten Anpassung der Renten in dem in Artikel 3 des Einigungsvertrages genannten Gebiet                                                                                            |
| RAV 1994                | Verordnung zur Anpassung der Renten im Gebiet der Bundesrepublik Deutschland ohne das in Artikel 3 des Einigungsvertrages genannte Gebiet im Jahre 1994 und zur achten Anpassung der Renten in dem in Artikel 3 des Einigungsvertrages genannten Gebiet                                                                                              |
| RAV 1995                | Verordnung zur Anpassung der Renten im Gebiet der Bundesrepublik Deutschland ohne das in Artikel 3 des Einigungsvertrages genannte Gebiet im Jahre 1995 und zur zehnten Anpassung der Renten in dem in Artikel 3 des Einigungsvertrages genannten Gebiet                                                                                             |
| RAV 1996                | Verordnung zur Anpassung der Renten im Jahre 1996 |
| RAV 1997                | Verordnung zur Anpassung der Renten im Jahre 1997 |
| RAV 1998                | Verordnung zur Anpassung der Renten im Jahre 1998 |
| RAV 1999                | Verordnung zur Anpassung der Renten im Jahre 1999 |
| RAV 2000                | Verordnung zur Anpassung der Renten im Jahre 2000 |
| RAV 2001                | Verordnung zur Anpassung der Renten im Jahre 2001 |
| RAV 2002                | Verordnung zur Anpassung der Renten im Jahre 2002 |
| RAV 2003                | Verordnung zur Anpassung der Renten im Jahr 2003 |
| RAVPV                   | Verordnung über die Rechtsanwaltsverzeichnisse und die besonderen elektronischen Anwaltspostfächer |
| RAZEignPrV              | Verordnung über die Eignungsprüfung für die Zulassung zur Rechtsanwaltschaft |
| RbGeldERAV              | Verordnung zur Einführung des elektronischen Rechtsverkehrs und der elektronischen Aktenführung beim Bundesamt für Justiz im Anwendungsbereich des Rahmenbeschlusses 2005/214/JI des Rates vom 24. Februar 2005 über die Anwendung des Grundsatzes der gegenseitigen Anerkennung von Geldstrafen und Geldbußen                                       |
| RBSFV 2018              | Verordnung zur Bestimmung des für die Fortschreibung der Regelbedarfsstufen nach den §§ 28a und 134 des Zwölften Buches Sozialgesetzbuch maßgeblichen Prozentsatzes sowie zur Ergänzung der Anlage zu § 28 des Zwölften Buches Sozialgesetzbuch für das Jahr 2018                                                                                    |
| RDeckInfV               | Verordnung zum Schutz gegen übertragbare Geschlechtskrankheiten der Rinder |
| RDV                     | Verordnung zum Rechtsdienstleistungsgesetz |
| RebflAnpflV 02/03       | Verordnung über die Genehmigung für Neuanpflanzungen von Rebflächen |
| RebflRodV               | Verordnung über die Gewährung von Prämien für die endgültige Aufgabe des Weinbaus |
| RebflV                  | Verordnung über die Gewährung von Prämien zur endgültigen Aufgabe von Rebflächen in den Weinwirtschaftsjahren 1997/98 bis 1999/2000 |
| ReblV                   | Verordnung zur Bekämpfung der Reblaus |
| RebPflV 1986            | Rebenpflanzgutverordnung |
| RechKredV               | Verordnung über die Rechnungslegung der Kreditinstitute und Finanzdienstleistungsinstitute |
| RechPensV               | Verordnung über die Rechnungslegung von Pensionsfonds |
| RechtsfachwPrV          | Verordnung über die Prüfung zum anerkannten Abschluss Geprüfter Rechtsfachwirt/Geprüfte Rechtsfachwirtin |
| RechVersV               | Verordnung über die Rechnungslegung von Versicherungsunternehmen |
| RechZahlV               | Verordnung über die Rechnungslegung der Zahlungsinstitute und E-Geld-Institute |
| REDTeilnV               | Verordnung über die Benennung weiterer zur Teilnahme an der Rechtsextremismus-Datei berechtigter Polizeivollzugsbehörden |
| RefiRegV                | Verordnung über die Form des Refinanzierungsregisters nach dem Kreditwesengesetz sowie die Art und Weise der Aufzeichnung |
| RehaErstV               | Verordnung über die pauschale Erstattung von Ausgaben der Träger der Rentenversicherung für Leistungen zur Rehabilitation |
| ReiseKfmAusbV 2011      | Verordnung über die Berufsausbildung zum Tourismuskaufmann (Kaufmann für Privat- und Geschäftsreisen) und zur Tourismuskauffrau (Kauffrau für Privat- und Geschäftsreisen) |
| RennwLottGZuStV         | Verordnung über die örtliche Zuständigkeit zum Vollzug des Rennwett- und Lotteriegesetzes |
| ReNoPatAusb-FachEigV    | Verordnung über die fachliche Eignung für die Berufsausbildung der Fachangestellten in Rechtsanwalt- und Patentanwaltschaft, Notariat und bei Rechtsbeiständen |
| ReNoPatAusbV            | Verordnung über die Berufsausbildungen zum Rechtsanwaltsfachangestellten und zur Rechtsanwaltsfachangestellten, zum Notarfachangestellten und zur Notarfachangestellten, zum Rechtsanwalts- und Notarfachangestellten und zur Rechtsanwalts- und Notarfachangestellten sowie zum Patentanwaltsfachangestellten und zur Patentanwaltsfachangestellten |
| RentSV                  | Verordnung über die Wahrnehmung von Aufgaben der Träger der Rentenversicherung und anderer Sozialversicherungsträger durch den Renten Service der Deutschen Post AG |
| RestMeistPrV            | Verordnung über die Prüfung zum anerkannten Abschluss Geprüfter Restaurantmeister/Geprüfte Restaurantmeisterin |
| RevierjAusbStEignV 2011 | Verordnung über die Eignung der Ausbildungsstätte für die Berufsausbildung zum Revierjäger und zur Revierjägerin |
| RevierjMeistPrV         | Verordnung über die Anforderungen in der Meisterprüfung für den Beruf Revierjäger/Revierjägerin |
| RevjAusbV 2010          | Verordnung über die Berufsausbildung zum Revierjäger/zur Revierjägerin |
| RfBV                    | Verordnung über den kollektiven Teil der Rückstellung für Beitragsrückerstattung |
| RheinLotsO              | Lotsenordnung für den Rhein zwischen Basel und Mannheim/Ludwigshafen (Anlage 1 zu der Verordnung zur Einführung der Lotsenordnung für den Oberrhein) |
| RheinPatVÄndInkrV 1     | Erste Verordnung über die Inkraftsetzung von Änderungen der Rheinpatentverordnung |
| RheinSchPersEV          | Verordnung zur Einführung der Verordnung über das Schiffspersonal auf dem Rhein |
| RheinSchPersV           | Verordnung über das Schiffspersonal auf dem Rhein |
| RheinSchPEV             | Verordnung zur Einführung der Rheinschiffahrtspolizeiverordnung |
| RheinSchPV 1994         | Rheinschiffahrtspolizeiverordnung (Anlage zur Verordnung zur Einführung der Rheinschiffahrtspolizeiverordnung) |
| RHG-GebV                | Verordnung über die Kosten des Verfahrens im Rahmen der Festsetzung der Rückstandshöchstgehalte in Lebens- und Futtermitteln |
| RHiErsDPAZustV          | Verordnung über die Zuständigkeit des Deutschen Patentamts für die Übermittlung von Rechtshilfeersuchen des Europäischen Patentamts |
| RHiGRCAbkAV             | Verordnung zur Ausführung des deutsch-griechischen Abkommens über die gegenseitige Rechtshilfe in Angelegenheiten des bürgerlichen und Handels-Rechts |
| RHmV                    | Verordnung über Höchstmengen an Rückständen von Pflanzenschutz- und Schädlingsbekämpfungsmitteln, Düngemitteln und sonstigen Mitteln in oder auf Lebensmitteln |
| RIASKomVorRV            | Verordnung über die Gewährung von Vorrechten und Befreiungen an die RIAS BERLIN-Kommission |
| RiFlEtikettStrV         | Verordnung zur Durchsetzung des Rindfleischetikettierungsrechts |
| RiFlEtikettV            | Verordnung über die Etikettierung von Rindfleisch und über die Verkehrsbezeichnung und Kennzeichnung von Fleisch von weniger als zwölf Monate alten Rindern |
| RindFlSoErstV 1994      | Verordnung über das Verfahren für die Gewährung von Sondererstattungen bei der Ausfuhr von Rindfleisch nach Drittländern |
| RindHKlV                | Verordnung über gesetzliche Handelsklassen und Kategorien für Rinderschlachtkörper |
| RindSalmV               | Verordnung zum Schutz gegen die Salmonellose der Rinder |
| RindTbV                 | Verordnung zum Schutz gegen die Tuberkulose des Rindes |
| RindZLpV                | Verordnung über die Leistungsprüfungen und die Zuchtwertfeststellung bei Rindern |
| RKIZustAnO              | Anordnung zur Übertragung von Zuständigkeiten für den Erlass von Widerspruchsbescheiden und die Vertretung des Dienstherrn bei Klagen von Beschäftigten des Robert Koch-Instituts in Angelegenheiten nach dem Bundesreisekostengesetz und dem Bundesumzugskostengesetz einschließlich der hierzu ergangenen Trennungsgeldverordnung                  |
| RohrFLtgV               | Verordnung über Rohrfernleitungsanlagen |
| RohrMeistPrV            | Verordnung über die Prüfung zum anerkannten Abschluss Geprüfter Meister/Geprüfte Meisterin für Rohr-, Kanal- und Industrieservice |
| RohTabBeih2006V         | Verordnung zur Festsetzung des endgültigen Beihilfebetrags für Rohtabak für das Erntejahr 2006 |
| RollSonnMstrV           | Verordnung über das Meisterprüfungsberufsbild und über die Prüfungsanforderungen in den Teilen I und II der Meisterprüfung im Rollladen- und Jalousiebauer-Handwerk |
| RotkleeSaatV            | Verordnung über besondere Anforderungen an Saatgut von Rotklee im Rahmen der Saatgutanerkennung 2015 |
| RoV                     | Raumordnungsverordnung |
| RöV                     | Verordnung über den Schutz vor Schäden durch Röntgenstrahlen |
| RSAV                    | Verordnung über das Verfahren zum Risikostrukturausgleich in der gesetzlichen Krankenversicherung |
| RSMAusbV                | Verordnung über die Berufsausbildung zum Rollladen- und Sonnenschutzmechatroniker und zur Rollladen- und Sonnenschutzmechatronikerin |
| RStruktFV               | Verordnung über die Erhebung der Beiträge zum Restrukturierungsfonds für Kreditinstitute |
| RückAbzinsV             | Verordnung über die Ermittlung und Bekanntgabe der Sätze zur Abzinsung von Rückstellungen |
| RVBedWohnV              | Verordnung über die Zulässigkeit und den Umfang der Wohnungsfürsorge für Bedienstete der Träger der Rentenversicherung |
| RV-BZV                  | Verordnung über die Zahlung von Beiträgen zur gesetzlichen Rentenversicherung |
| RVerkAbkGBRAV           | Verordnung zur Ausführung des deutsch-britischen Abkommens über den Rechtsverkehr |
| RVerkAbkTURAV           | Verordnung zur Ausführung des deutsch-türkischen Abkommens über den Rechtsverkehr in Zivil- und Handelssachen vom 28. Mai 1929 (Reichsgesetzbl. 1930 II S. 6) |
| RVWZPauschBeitrV        | Verordnung über die pauschale Berechnung und die Zahlung der Beiträge zur gesetzlichen Rentenversicherung für die Dauer eines auf Grund gesetzlicher Pflicht zu leistenden Wehr- und Zivildienstes |
| RWBestV 2005            | Verordnung zur Bestimmung der Rentenwerte in der gesetzlichen Rentenversicherung und in der Alterssicherung der Landwirte zum 1. Juli 2005 |
| RWBestV 2007            | Verordnung zur Bestimmung der Rentenwerte in der gesetzlichen Rentenversicherung und in der Alterssicherung der Landwirte zum 1. Juli 2007 |
| RWBestV 2009            | Verordnung zur Bestimmung der Rentenwerte in der gesetzlichen Rentenversicherung und in der Alterssicherung der Landwirte zum 1. Juli 2009 |
| RWBestV 2010            | Verordnung zur Bestimmung der Rentenwerte in der gesetzlichen Rentenversicherung und in der Alterssicherung der Landwirte zum 1. Juli 2010 |
| RWBestV 2011            | Verordnung zur Bestimmung der Rentenwerte in der gesetzlichen Rentenversicherung und in der Alterssicherung der Landwirte zum 1. Juli 2011 |
| RWBestV 2012            | Verordnung zur Bestimmung der Rentenwerte in der gesetzlichen Rentenversicherung und in der Alterssicherung der Landwirte zum 1. Juli 2012 |
| RWBestV 2013            | Verordnung zur Bestimmung der Rentenwerte in der gesetzlichen Rentenversicherung und in der Alterssicherung der Landwirte zum 1. Juli 2013 |
| RWBestV 2014            | Verordnung zur Bestimmung der Rentenwerte in der gesetzlichen Rentenversicherung und in der Alterssicherung der Landwirte zum 1. Juli 2014 |
| RWBestV 2015            | Verordnung zur Bestimmung der Rentenwerte in der gesetzlichen Rentenversicherung und in der Alterssicherung der Landwirte zum 1. Juli 2015 |
| RWBestV 2016            | Verordnung zur Bestimmung der Rentenwerte in der gesetzlichen Rentenversicherung und in der Alterssicherung der Landwirte zum 1. Juli 2016 |
| RWBestV 2017            | Verordnung zur Bestimmung der Rentenwerte in der gesetzlichen Rentenversicherung und in der Alterssicherung der Landwirte zum 1. Juli 2017 |
| RWBestV 2018            | Verordnung zur Bestimmung der Rentenwerte in der gesetzlichen Rentenversicherung und in der Alterssicherung der Landwirte zum 1. Juli 2018 |
| RZV                     | Verordnung zur Zuweisung der Funktion eines nationalen Referenzlaboratoriums |

| S                           | |
| SaarGlV                     | Verordnung über die Gleichstellung von aus dem Saargebiet verdrängten Deutschen |
| SaatArtVerzV 1985           | Verordnung über das Artenverzeichnis zum Saatgutverkehrsgesetz |
| SaatAufzV                   | Saatgutaufzeichnungsverordnung |
| SaatBeihV 1993              | Saatgutbeihilfeverordnung |
| SaatEinfMeldV               | Verordnung über die Meldung und Vorführung von Saatgut bei der Einfuhr |
| SaatV                       | Verordnung über den Verkehr mit Saatgut landwirtschaftlicher Arten und von Gemüsearten |
| SaAusbV 2005                | Verordnung über die Berufsausbildung zum Sattler/zur Sattlerin |
| SachBezV 1994               | Verordnung über den Wert der Sachbezüge in der Sozialversicherung für das Kalenderjahr 1994 |
| SachBezV BG                 | Verordnung über den Wert der Sachbezüge in der Sozialversicherung für das Kalenderjahr 1991 in dem in Artikel 3 des Einigungsvertrages genannten Gebiet |
| SachvPrüfV                  | Verordnung über die Prüfung des Jahresabschlusses und des Lageberichts von Versicherungsunternehmen durch einen unabhängigen Sachverständigen |
| SamEnV                      | Verordnung über die Gewinnung, Abgabe und Verwendung von Samen, Eizellen und Embryonen von Zuchttieren |
| SanDVergV                   | Verordnung über die Vergütung für Bereitschaftsdienst und Rufbereitschaft im Sanitätsdienst in Bundeswehrkrankenhäusern |
| SanOAAusbGV                 | Verordnung über das Ausbildungsgeld für Sanitätsoffizier-Anwärterinnen und -Anwärter |
| SatDSiGebV                  | Gebührenverordnung zum Satellitendatensicherheitsgesetz |
| SatDSiV                     | Verordnung zum Satellitendatensicherheitsgesetz |
| SattlFeintMstrV             | Verordnung über das Meisterprüfungsberufsbild und über die Prüfungsanforderungen in den Teilen I und II der Meisterprüfung im Sattler- und Feintäschner-Handwerk |
| SAZV                        | Verordnung über die Arbeitszeit der Soldatinnen und Soldaten |
| SBBFestV 2014               | Verordnung zur Festlegung der Höhe der Sonderentlastung von Kommunen mit besonderen Herausforderungen aus dem Zuzug aus anderen EU-Mitgliedstaaten über die Bundesbeteiligung an den Kosten der Unterkunft und Heizung für das Jahr 2014 |
| SBGWV                       | Wahlverordnung zum Soldatinnen- und Soldatenbeteiligungsgesetz |
| SchädlBekAusbV              | Verordnung über die Berufsausbildung zum Schädlingsbekämpfer/zur Schädlingsbekämpferin |
| Schaf/ZiegeZLpV             | Verordnung über die Leistungsprüfungen und die Zuchtwertfeststellung bei Schafen und Ziegen |
| ScharkaV                    | Verordnung zur Bekämpfung der Scharkakrankheit |
| SchauHV                     | Verordnung über die Haftpflichtversicherung für Schausteller |
| SchAusrV                    | Schiffsausrüstungsverordnung |
| SchBesV                     | Schiffsbesetzungsverordnung |
| SchBFrdFlaggV               | Verordnung über die Besatzung von Schiffen unter fremder Flagge |
| SchfAusbV                   | Verordnung über die Berufsausbildung zum Schornsteinfeger und zur Schornsteinfegerin |
| SchGeschUV                  | Verordnung über die Übermittlung schiffahrtsgeschäftlicher Unterlagen an ausländische Stellen |
| SchHaltHygV                 | Verordnung über hygienische Anforderungen beim Halten von Schweinen |
| SchiedsAmtsO                | Verordnung über die Schiedsämter für die vertragsärztliche (vertragszahnärztliche) Versorgung |
| SchiffbMstrV                | Verordnung über das Berufsbild und über die Prüfungsanforderungen im praktischen und im fachtheoretischen Teil der Meisterprüfung für das Schiffbauer-Handwerk |
| SchiffsBelWertV             | Verordnung über die Ermittlung der Beleihungswerte von Schiffen und Schiffsbauwerken nach § 24 Abs. 1 bis 3 des Pfandbriefgesetzes |
| SchildlV                    | Verordnung zur Bekämpfung der San-Jose-Schildlaus |
| SchiLichtrMstrV             | Verordnung über das Meisterprüfungsberufsbild und über die Prüfungsanforderungen in den Teilen I und II der Meisterprüfung im Schilder- und Lichtreklamehersteller-Handwerk |
| SchKfmAusbV 2004            | Verordnung über die Berufsausbildung zum Schifffahrtskaufmann/zur Schifffahrtskauffrau |
| SchKiSpV                    | Verordnung über die Schüler- und Kinderspeisung |
| SchleusV                    | Verordnung über den Betrieb der Schleusenanlagen im Bereich des Nord-Ostsee-Kanals, des Achterwehrer Schifffahrtskanals, des Gieselau-Kanals und der Eider |
| SchLichtReklAusbV           | Verordnung über die Berufsausbildung zum Schilder- und Lichtreklamehersteller und zur Schilder- und Lichtreklameherstellerin |
| SchneidwMAusbV              | Verordnung über die Berufsausbildung zum Schneidwerkzeugmechaniker/zur Schneidwerkzeugmechanikerin |
| SchneidwMechMstrV           | Verordnung über die Meisterprüfung in den Teilen I und II im Schneidwerkzeugmechaniker-Handwerk |
| SchoMstrV                   | Verordnung über die Meisterprüfung in den Teilen I und II im Schornsteinfeger-Handwerk |
| SchRegO                     | Schiffsregisterordnung |
| SchriSeMstrV                | Verordnung über das Berufsbild und über die Prüfungsanforderungen im praktischen und im fachtheoretischen Teil der Meisterprüfung für das Schriftsetzer-(Buchdrucker-)Handwerk |
| SchSiAusbV 2008             | Verordnung über die Berufsausbildung zur Fachkraft für Schutz und Sicherheit |
| SchSiHfV 1987               | Verordnung über die Schutz- und Sicherheitshäfen, die Häfen der Bundesmarine, der Bundespolizei und der Bundesbahn der Bundesrepublik Deutschland an Seeschiffahrtsstraßen im Bereich der Wasser- und Schiffahrtsdirektion Nord |
| SchSiMeistPrV               | Verordnung über die Prüfung zum anerkannten Abschluss Geprüfter Meister/Geprüfte Meisterin für Schutz und Sicherheit |
| SchSiServAusbV              | Verordnung über die Berufsausbildung zur Servicekraft für Schutz und Sicherheit |
| SchStV                      | Verordnung über die Schiedsstelle für Arzneimittelversorgung und die Arzneimittelabrechnung |
| SchSV                       | Schiffssicherheitsverordnung |
| SchuFV                      | Verordnung über die Führung des Schuldnerverzeichnisses |
| SchuhfAusbV                 | Verordnung über die Berufsausbildung zum Schuhfertiger und zur Schuhfertigerin |
| SchuhfIndMeistPrV 2013      | Verordnung über die Prüfung zum anerkannten Fortbildungsabschluss Geprüfter Industriemeister – Fachrichtung Schuhfertigung und Geprüfte Industriemeisterin – Fachrichtung Schuhfertigung |
| SchuhmAusbV 2004            | Verordnung über die Berufsausbildung zum Schuhmacher/zur Schuhmacherin |
| SchuhmMstrV                 | Verordnung über die Meisterprüfung in den Teilen I und II im Schuhmacher-Handwerk |
| SchuldSaarUmstV             | Verordnung über die Umstellung von Schuldverhältnissen und dinglichen Rechten im Saarland |
| SchulversucheV              | Verordnung über die Ausbildungsförderung für den Besuch von Ausbildungsstätten, an denen Schulversuche durchgeführt werden |
| SchuTSEV                    | Verordnung zum Schutz von öffentlichen Telekommunikationsnetzen und Sende- und Empfangsfunkanlagen, die in definierten Frequenzbereichen zu Sicherheitszwecken betrieben werden |
| SchuV                       | Verordnung über die Erfüllung von Entschädigungs- und Ausgleichsleistungsansprüchen durch Begebung und Zuteilung von Schuldverschreibungen des Entschädigungsfonds |
| SchuVAbdrV                  | Verordnung über den Bezug von Abdrucken aus dem Schuldnerverzeichnis |
| SchVermssgÄndÜbkV           | Verordnung zu den Änderungen vom 21. Mai 1965 des Übereinkommens über ein einheitliches System der Schiffsvermessung |
| SchwbAV                     | Schwerbehinderten-Ausgleichsabgabeverordnung |
| SchwbAwV                    | Schwerbehindertenausweisverordnung |
| SchwHKlV                    | Verordnung über gesetzliche Handelsklassen für Schweineschlachtkörper |
| SchwPestV 1988              | Verordnung zum Schutz gegen die Schweinepest und die Afrikanische Schweinepest |
| SchwSalmoV                  | Verordnung zur Verminderung der Salmonellenverbreitung durch Schlachtschweine |
| SchwZLpV                    | Verordnung über die Leistungsprüfungen und die Zuchtwertfeststellung bei Schweinen |
| SDLWindV                    | Verordnung zu Systemdienstleistungen durch Windenergieanlagen |
| SeeArbÜV                    | Verordnung über die Überprüfung der Einhaltung der Arbeits- und Lebensbedingungen auf Schiffen |
| See-ArbZNV                  | Verordnung betreffend die Übersicht über die Arbeitsorganisation und die Arbeitszeitnachweise in der Seeschifffahrt |
| SeeAZV                      | Verordnung über die Arbeitszeit der Arbeitnehmerinnen und Arbeitnehmer als Besatzungen von Schiffen und Booten im Geschäftsbereich des Bundesministeriums der Verteidigung |
| See-BAV                     | Verordnung über die Berufsausbildung in der Seeschifffahrt |
| SeeBewachGebV               | Verordnung über Gebühren und Auslagen des Bundesamtes für Wirtschaft und Ausfuhrkontrolle im Zusammenhang mit der Zulassung von Bewachungsunternehmen auf Seeschiffen |
| SeeBewachV                  | Verordnung über die Zulassung von Bewachungsunternehmen auf Seeschiffen |
| See-BV                      | Verordnung über die Befähigungen der Seeleute in der Seeschifffahrt |
| SeeEigensichV               | Verordnung zur Eigensicherung von Seeschiffen zur Abwehr äußerer Gefahren |
| SeefiV                      | Seefischereiverordnung |
| SeeFSichV 1993              | Verordnung über die Sicherung der Seefahrt |
| SeeFSichV1993AnwBek         | Bekanntmachung über die Anwendbarkeit von Teilen der Verordnung über die Sicherung der Seefahrt |
| SeegerVorRV                 | Verordnung über Vorrechte und Immunitäten des Internationalen Seegerichtshofs |
| SeeLAuFV                    | Verordnung über die Aus- und Fortbildung der Seelotsen |
| SeelotAusbNOKIV             | Verordnung über die lotsenspezifische Grundausbildung zum Seelotsenanwärter im Seelotsrevier Nord-Ostsee-Kanal I |
| SeelotRevierV 1978          | Verordnung über das Seelotswesen außerhalb der Reviere |
| SeeLotUntV 1998             | Verordnung über die seeärztliche Untersuchung der Seelotsen |
| SeemannsÄKostV 2001         | Kostenverordnung für Amtshandlungen der Seemannsämter |
| SeeSchAÜV                   | Verordnung zur Übertragung von Aufgaben auf dem Gebiet der Seeschiffahrt zur Ausübung auf die Bundespolizei und die Zollverwaltung |
| SeeSchIntÜbk1974V           | Verordnung über die Inkraftsetzung des Internationalen Übereinkommens von 1974 zum Schutz des menschlichen Lebens auf See |
| SeeSpbootV                  | Verordnung über die Inbetriebnahme von Sportbooten und Wassermotorrädern sowie deren Vermietung und gewerbsmäßige Nutzung im Küstenbereich |
| SeeSchStrO                  | Seeschiffahrtsstraßen-Ordnung |
| SeeStrOV                    | Verordnung zu den Internationalen Regeln von 1972 zur Verhütung von Zusammenstößen auf See |
| SeeUmwVerhV                 | Verordnung über das umweltgerechte Verhalten in der Seeschifffahrt |
| SeeUnterkunftsV             | Verordnung über die Unterkünfte und Freizeiteinrichtungen der Besatzungsmitglieder an Bord von Kauffahrteischiffen |
| SeeVerkSiV                  | Verordnung zur Sicherstellung des Seeverkehrs |
| SeeVersNachwV               | Verordnung über die Ausstellung von Haftungsbescheinigungen nach dem Seeversicherungsnachweisgesetz |
| SegelmAusbV                 | Verordnung über die Berufsausbildung zum Segelmacher und zur Segelmacherin |
| SegelmMstrV                 | Verordnung über das Berufsbild und über die Prüfungsanforderungen im praktischen und im fachtheoretischen Teil der Meisterprüfung für das Segelmacher-Handwerk |
| SeilAusbV                   | Verordnung über die Berufsausbildung zum Seiler und zur Seilerin |
| SeilbDGGebV                 | Seilbahndurchführungsgesetzgebührenverordnung |
| SeilMstrV                   | Verordnung über das Berufsbild und über die Prüfungsanforderungen im praktischen und im fachtheoretischen Teil der Meisterprüfung für das Seiler-Handwerk |
| SEIVerfMAusbV 2004          | Verordnung über die Berufsausbildung zum Verfahrensmechaniker/zur Verfahrensmechanikerin in der Steine- und Erdenindustrie |
| SektVO                      | Verordnung über die Vergabe von öffentlichen Aufträgen im Bereich des Verkehrs, der Trinkwasserversorgung und der Energieversorgung |
| ServicefahrerAusbV          | Verordnung über die Berufsausbildung zum Servicefahrer/zur Servicefahrerin |
| ServiceTPrV                 | Verordnung über die Prüfung zum anerkannten Abschluß „Geprüfter Kraftfahrzeug-Servicetechniker/Geprüfte Kraftfahrzeug-Servicetechnikerin“ |
| ServKflLuftvAusbV           | Verordnung über die Berufsausbildung zum Servicekaufmann im Luftverkehr und zur Servicekauffrau im Luftverkehr |
| SGB V-ÜbV                   | Verordnung zur Übertragung der Befugnis zum Erlass von Rechtsverordnungen nach dem Fünften Buch Sozialgesetzbuch auf das Bundesversicherungsamt |
| SGB X-OWiZustV              | Verordnung über die Übertragung von Zuständigkeiten für die Verfolgung und Ahndung von Ordnungswidrigkeiten nach dem Zehnten Buch Sozialgesetzbuch im Zuständigkeitsbereich des Bundesministeriums für Gesundheit |
| SGB2§48aFKV                 | Verordnung zur Festlegung der Kennzahlen nach § 48a des Zweiten Buches Sozialgesetzbuch |
| SGB2§51bDatV                | Verordnung zur Erhebung der Daten nach § 51b des Zweiten Buches Sozialgesetzbuch |
| SGB3EntGRuhV                | Verordnung über das Ruhen von Entgeltersatzleistungen nach dem Dritten Buch Sozialgesetzbuch bei Zusammentreffen mit Versorgungsleistungen der Sonderversorgungssysteme |
| SGB3EntgV 2018              | Verordnung über die pauschalierten Nettoentgelte für das Kurzarbeitergeld für das Jahr 2018 |
| SGB5§252PrüfV               | Verordnung gemäß § 252 Absatz 5 des Fünften Buches Sozialgesetzbuch zur Prüfung der Beiträge nach § 252 Absatz 2 Satz 2 des Fünften Buches Sozialgesetzbuch (Prüfverordnung sonstige Beiträge) |
| SGB5§291Abs2bSatz14VerlV    | Verordnung zur Verlängerung der Frist nach § 291 Absatz 2b Satz 14 des Fünften Buches Sozialgesetzbuch |
| SGB5§291VerlV               | Verordnung zur Verlängerung der Frist nach § 291 Absatz 2b Satz 6 des Fünften Buches Sozialgesetzbuch |
| SGB7§178Abs1V               | Verordnung zur Neufestsetzung der Neurenten-Faktoren nach § 178 Absatz 1 des Siebten Buches Sozialgesetzbuch |
| SGBBeglV                    | Verordnung über die zu Beglaubigungen befugten Behörden nach dem Sozialgesetzbuch |
| SGleibWV                    | Verordnung über die Wahl der Gleichstellungsbeauftragten und ihrer Stellvertreterin durch Soldatinnen der Bundeswehr |
| SHKAMAusbV                  | Verordnung über die Berufsausbildung zum Anlagenmechaniker für Sanitär-, Heizungs- und Klimatechnik und zur Anlagenmechanikerin für Sanitär-, Heizungs- und Klimatechnik |
| SHStatG1985AussV            | Verordnung zur Aussetzung statistischer Erhebungen im Bereich der Jugendhilfe im Jahre 1985 nach dem Gesetz über die Durchführung von Statistiken auf dem Gebiet der Sozialhilfe, der Kriegsopferfürsorge und der Jugendhilfe |
| SHV                         | Verordnung über die Erstattung von Kosten für Familien- und Haushaltshilfen von Soldatinnen und Soldaten mit Familienpflichten bei Auslandseinsätzen |
| SichKVV                     | Verordnung über die Übertragung von Aufgaben und Befugnissen eines Sicherungsfonds für die Krankenversicherung an die Medicator AG |
| SichLVFinV                  | Verordnung über die Finanzierung des Sicherungsfonds für die Lebensversicherer |
| SichLVV                     | Verordnung über die Übertragung von Aufgaben und Befugnissen eines Sicherungsfonds für die Lebensversicherung an die Protektor Lebensversicherungs-AG |
| SiebdrAusbV                 | Verordnung über die Berufsausbildung zum Medientechnologen Siebdruck und zur Medientechnologin Siebdruck |
| SiebdrMstrV                 | Verordnung über das Meisterprüfungsberufsbild und über die Prüfungsanforderungen in den Teilen I und II der Meisterprüfung im Siebdrucker-Handwerk |
| SignBenennV                 | Verordnung über die Benennung von Signataren des Betriebsabkommens der Internationalen Organisation für kosmische Fernmeldeverbindungen INTERSPUTNIK für die Bundesrepublik Deutschland |
| SINTEG-V                    | Verordnung zur Schaffung eines rechtlichen Rahmens zur Sammlung von Erfahrungen im Förderprogramm „Schaufenster intelligente Energie – Digitale Agenda für die Energiewende“ |
| SiSchmAusbV                 | Verordnung über die Berufsausbildung zum Silberschmied/zur Silberschmiedin |
| SkAufV AUT                  | Verordnung zu dem Abkommen vom 6. November 2007 zwischen der Regierung der Bundesrepublik Deutschland und der Regierung der Republik Österreich über den vorübergehenden Aufenthalt von Angehörigen der deutschen Bundeswehr und Angehörigen des österreichischen Bundesheeres auf dem Gebiet des jeweils anderen Staats |
| SkAufV CHE                  | Verordnung zu dem Abkommen vom 7. Juni 2010 zwischen der Regierung der Bundesrepublik Deutschland und dem Schweizerischen Bundesrat über den vorübergehenden Aufenthalt von Mitgliedern der Streitkräfte der Bundesrepublik Deutschland und der Streitkräfte der Schweizerischen Eidgenossenschaft im Hoheitsgebiet des jeweils anderen Staats für die Teilnahme an und die Durchführung von Übungs- und Ausbildungsvorhaben |
| SkAufV CZE                  | Verordnung zu dem Abkommen vom 31. Juli 2003 zwischen der Regierung der Bundesrepublik Deutschland und der Regierung der Tschechischen Republik über den vorübergehenden Aufenthalt von Mitgliedern der Streitkräfte der Bundesrepublik Deutschland und der Streitkräfte der Tschechischen Republik auf dem Gebiet des jeweils anderen Staats                                                                                |
| SkAufV EST                  | Verordnung zu dem Abkommen vom 21. November 2007 zwischen der Regierung der Bundesrepublik Deutschland und der Regierung der Republik Estland über den vorübergehenden Aufenthalt von Mitgliedern der Streitkräfte der Bundesrepublik Deutschland und der Streitkräfte der Republik Estland auf dem Gebiet des jeweils anderen Staats                                                                                        |
| SkAufV POL                  | Verordnung zu dem Abkommen vom 23. August 2000 zwischen der Regierung der Bundesrepublik Deutschland und der Regierung der Republik Polen über den vorübergehenden Aufenthalt von Mitgliedern der Streitkräfte der Bundesrepublik Deutschland und der Streitkräfte der Republik Polen auf dem Gebiet des jeweils anderen Staats                                                                                              |
| SKBPRV                      | Streitkräfte-Bezirkspersonalräteverordnung |
| SKV-MV                      | Verordnung über Inhalt, Form und Frist der Meldungen sowie das Meldeverfahren für die Krankenversicherung der Studenten |
| SLV                         | Verordnung über die Laufbahnen der Soldatinnen und Soldaten |
| SMVergV                     | Verordnung über die Gewährung einer Mehrarbeitsvergütung für Soldaten |
| SoftwareentwAusbV           | Verordnung über die Berufsausbildung zum Mathematisch-technischen Softwareentwickler/zur Mathematisch-technischen Softwareentwicklerin |
| SojBoSaatV 2015             | Verordnung über besondere Anforderungen an Saatgut von Sojabohne im Rahmen der Saatgutanerkennung 2015 |
| SojBoSaatV                  | Verordnung über besondere Anforderungen an Saatgut von Sojabohne im Rahmen der Saatgutanerkennung 2010 |
| SolingenV                   | Verordnung zum Schutz des Namens Solingen |
| SolvV                       | Verordnung zur angemessenen Eigenmittelausstattung von Instituten, Institutsgruppen, Finanzholding-Gruppen und gemischten Finanzholding-Gruppen |
| SonnenblV                   | Verordnung über besondere Anforderungen an Saatgut von Sonnenblumen im Rahmen der Saatgutanerkennung 2009 |
| SonntRPapIndAusnV           | Verordnung über Ausnahmen vom Verbot der Beschäftigung von Arbeitnehmern an Sonn- und Feiertagen in der Papierindustrie |
| SonntRStIndAusnV            | Verordnung über Ausnahmen vom Verbot der Beschäftigung von Arbeitnehmern an Sonn- und Feiertagen in der Eisen- und Stahlindustrie |
| SonntVerkV                  | Verordnung über den Verkauf bestimmter Waren an Sonn- und Feiertagen |
| SozPflegerV                 | Verordnung über die Ausbildungsförderung für soziale Pflegeberufe |
| SozSichVoRV                 | Verordnung über die Gewährung diplomatischer Vorrechte und Immunitäten im Bereich der Sozialen Sicherheit an durch zwischenstaatliche Vereinbarungen geschaffene Organisationen |
| SoZV                        | Verordnung über die Einführung der mitteleuropäischen Sommerzeit ab dem Jahr 2002 |
| SpaEfV                      | Verordnung über Systeme zur Verbesserung der Energieeffizienz im Zusammenhang mit der Entlastung von der Energie- und der Stromsteuer in Sonderfällen |
| SpedKfmAusbV 2004           | Verordnung über die Berufsausbildung zum Kaufmann für Spedition und Logistikdienstleistung/zur Kauffrau für Spedition und Logistikdienstleistung |
| SpEisHErprobV               | Verordnung über die Entwicklung und Erprobung des Ausbildungsberufs Speiseeishersteller/Speiseeisherstellerin |
| SperrWarngebV               | Verordnung über Sicherungsmaßnahmen für militärische Sperr- und Warngebiete an der schleswig-holsteinischen Ost- und Westküste und im Nord-Ostsee-Kanal |
| SPersAV                     | Verordnung über die Führung der Personalakten der Soldaten und der ehemaligen Soldaten |
| SpFV                        | Verordnung über das Führen von Sportbooten |
| SpielbkV                    | Verordnung über öffentliche Spielbanken |
| SpielV                      | Verordnung über Spielgeräte und andere Spiele mit Gewinnmöglichkeit |
| SpielzHerstAusbV            | Verordnung über die Berufsausbildung zum Spielzeughersteller/zur Spielzeugherstellerin |
| SpitzSignalV                | Verordnung zur Einführung eines einheitlichen Spitzensignals für Eisenbahnen des nichtöffentlichen Verkehrs |
| Sport/FitnessAusbV          | Verordnung über die Berufsausbildung zum Sport- und Fitnesskaufmann/zur Sport- und Fitnesskauffrau |
| SportfAusbV                 | Verordnung über die Berufsausbildung zum Sportfachmann/zur Sportfachfrau |
| SportFortbV                 | Verordnung über die Prüfung zum anerkannten Fortbildungsabschluss Geprüfter Sportfachwirt und Geprüfte Sportfachwirtin |
| SportSeeSchV                | Verordnung über den Erwerb von Sportsee- und Sporthochseeschifferscheinen und die Besetzung von Traditionsschiffen |
| SprengKostV                 | Kostenverordnung zum Sprengstoffgesetz |
| SPV                         | Sonderungsplanverordnung |
| SRV                         | Verordnung über das elektronische Schutzschriftenregister |
| SStellV-VVG                 | Verordnung über die Schlichtungsstelle für die Beilegung von Verbraucherstreitigkeiten bei Fernabsatzverträgen über Versicherungen |
| StAbzVeranlZÜV              | Verordnung zur Übertragung der Zuständigkeit für das Steuerabzugs- und Veranlagungsverfahren auf das Bundeszentralamt für Steuern und zur Regelung verschiedener Anwendungszeitpunkte |
| StAbwV                      | Verordnung zur Durchführung des § 3 des Steueroasen-Abwehrgesetzes |
| StAGebV                     | Staatsangehörigkeits-Gebührenverordnung |
| StandRegV                   | Verordnung über Standardregistrierungen von Arzneimitteln |
| StandZV                     | Verordnung über Standardzulassungen von Arzneimitteln |
| Stanz/UmfMechAusbV          | Verordnung über die Berufsausbildung zum Stanz- und Umformmechaniker und zur Stanz- und Umformmechanikerin |
| StAuskV                     | Verordnung zur Durchführung von § 89 Abs. 2 der Abgabenordnung |
| Stär/ZuckProdErstV          | Verordnung über die Gewährung von Produktionserstattungen für die Verwendung von Zucker |
| StBefrAbkHRVV               | Verordnung zu dem Abkommen vom 9. Dezember 1996 zwischen der Regierung der Bundesrepublik Deutschland und der Regierung der Republik Kroatien über die gegenseitige Befreiung von Steuern und Straßengebühren für Straßenfahrzeuge im internationalen Verkehr |
| StBefrAbkLETV               | Verordnung zu dem Abkommen vom 21. Februar 1997 zwischen der Regierung der Bundesrepublik Deutschland und der Regierung der Republik Lettland über die gegenseitige Steuerbefreiung von Straßenfahrzeugen im internationalen Verkehr |
| StBerFAngEignV              | Verordnung über die fachliche Eignung für die Berufsausbildung der Fachangestellten im Bereich der Steuerberatung |
| StBVV                       | Vergütungsverordnung für Steuerberater, Steuerbevollmächtigte und Steuerberatungsgesellschaften |
| StDAV                       | Verordnung über den automatisierten Abruf von Steuerdaten |
| SteinAusbV 2003             | Verordnung über die Berufsausbildung zum Steinmetz und Steinbildhauer/zur Steinmetzin und Steinbildhauerin |
| SteuerHBekV                 | Steuerhinterziehungsbekämpfungsverordnung |
| StFachAngAusbV              | Verordnung über die Berufsausbildung zum Steuerfachangestellten/zur Steuerfachangestellten |
| StichprobenV                | Verordnung über Verfahren und Umfang der Haushaltebefragung auf Stichprobenbasis zum Zensusgesetz 2011 |
| StIdV                       | Verordnung zur Vergabe steuerlicher Identifikationsnummern |
| StiftKStBegV                | Verordnung über die Steuerbegünstigung von Stiftungen, die an die Stelle von Familienfideikommissen getreten sind |
| StIKoVetV                   | Verordnung über die Ständige Impfkommission Veterinärmedizin |
| StipHV                      | Verordnung über die Erreichung der Höchstgrenze nach dem Stipendienprogramm-Gesetz |
| StmStbMstrV                 | Verordnung über das Meisterprüfungsberufsbild und über die Prüfungsanforderungen in den Teilen I und II der Meisterprüfung im Steinmetz- und Steinbildhauer-Handwerk |
| StoffBilV                   | Verordnung über den Umgang mit Nährstoffen im Betrieb und betriebliche Stoffstrombilanzen |
| StrabBlPV                   | Verordnung über die Prüfung zum Betriebsleiter von Straßenbahnunternehmen |
| StrandschutzwerkSicherungsV | Bekanntmachung der Verordnung über die Sicherung von Strandschutzwerken auf der Nordseeinsel Borkum |
| StrbauMstrV                 | Verordnung über das Meisterprüfungsberufsbild und über die Prüfungsanforderungen in den Teilen I und II der Meisterprüfung im Straßenbauer-Handwerk |
| StrKrVerkLeistV             | Verordnung über Verkehrsleistungen der Eisenbahnen für die Streitkräfte |
| StrlSchV                    | Verordnung über den Schutz vor Schäden durch ionisierende Strahlen |
| StromBGebV                  | Besondere Gebührenverordnung für den Zuständigkeitsbereich Strom des Bundesministeriums für Wirtschaft und Energie |
| StromGVV                    | Verordnung über Allgemeine Bedingungen für die Grundversorgung von Haushaltskunden und die Ersatzversorgung mit Elektrizität aus dem Niederspannungsnetz |
| StromNEV                    | Verordnung über die Entgelte für den Zugang zu Elektrizitätsversorgungsnetzen |
| StromNZV                    | Verordnung über den Zugang zu Elektrizitätsversorgungsnetzen |
| StrVerkSiV                  | Verordnung zur Sicherstellung des Straßenverkehrs |
| StrWAusbV 2002              | Verordnung über die Berufsausbildung zum Straßenwärter/zur Straßenwärterin |
| StStatG1995§3V              | Verordnung zur Einstellung von Erhebungen nach § 3 des Gesetzes über Steuerstatistiken |
| StuckMstrV                  | Verordnung über das Meisterprüfungsberufsbild und über die Prüfungsanforderungen in den Teilen I und II der Meisterprüfung im Stuckateur-Handwerk |
| StudAustKomRV               | Verordnung über die Gewährung von Vorrechten und Befreiungen an die Kommission für den Studenten- und Dozentenaustausch zwischen der Bundesrepublik Deutschland und den Vereinigten Staaten von Amerika |
| StUKostV                    | Verordnung über Kosten beim Bundesbeauftragten für die Unterlagen des Staatssicherheitsdienstes der ehemaligen Deutschen Demokratischen Republik |
| StV/WasAusbV                | Verordnung über die Berufsausbildung zur Fachkraft für Straßen- und Verkehrstechnik und zur Fachkraft für Wasserwirtschaft |
| StVO DDR                    | Verordnung über das Verhalten im Straßenverkehr |
| StVO                        | Straßenverkehrs-Ordnung |
| StVOAusnV 12                | Zwölfte Verordnung über Ausnahmen von den Vorschriften der Straßenverkehrs-Ordnung |
| StVOAusnV 4                 | Vierte Verordnung über Ausnahmen von den Vorschriften der Straßenverkehrs-Ordnung |
| StVOAusnV 5                 | Fünfte Verordnung über Ausnahmen von den Vorschriften der Straßenverkehrs-Ordnung |
| StVOAusnV 8                 | Achte Verordnung über Ausnahmen von den Vorschriften der Straßenverkehrs-Ordnung |
| StVOAusnV 9                 | Neunte Verordnung über Ausnahmen von den Vorschriften der Straßenverkehrs-Ordnung |
| StVollzVergO                | Verordnung über die Vergütungsstufen des Arbeitsentgelts und der Ausbildungsbeihilfe nach dem Strafvollzugsgesetz |
| StVOuaVsAusnV 2             | Zweite Verordnung über Ausnahmen von straßenverkehrsrechtlichen Vorschriften |
| StVOuaVsAusnV 3             | Dritte Verordnung über Ausnahmen von straßenverkehrsrechtlichen Vorschriften |
| StVRAusnV                   | Verordnung über Ausnahmen von straßenverkehrsrechtlichen Vorschriften |
| StVUnfStatG1990V            | Verordnung zur näheren Bestimmung des schwerwiegenden Unfalls mit Sachschaden im Sinne des Straßenverkehrsunfallstatistikgesetzes |
| StVZO                       | Straßenverkehrs-Zulassungs-Ordnung |
| StVZOAusnV 15               | Fünfzehnte Verordnung über Ausnahmen von den Vorschriften der Straßenverkehrs-Zulassungs-Ordnung |
| StVZOAusnV 23               | Dreiundzwanzigste Verordnung über Ausnahmen von den Vorschriften der Straßenverkehrs-Zulassungs-Ordnung |
| StVZOAusnV 25               | Fünfundzwanzigste Verordnung über Ausnahmen von den Vorschriften der Straßenverkehrs-Zulassungs-Ordnung |
| StVZOAusnV 35               | Fünfunddreißigste Verordnung über Ausnahmen von den Vorschriften der Straßenverkehrs-Zulassungs-Ordnung |
| StVZOAusnV 39               | Neununddreißigste Verordnung über Ausnahmen von den Vorschriften der Straßenverkehrs-Zulassungs-Ordnung |
| StVZOAusnV 40               | Vierzigste Verordnung über Ausnahmen von den Vorschriften der Straßenverkehrs-Zulassungs-Ordnung |
| StVZOAusnV 42               | Zweiundvierzigste Verordnung über Ausnahmen von den Vorschriften der Straßenverkehrs-Zulassungs-Ordnung |
| StVZOAusnV 43               | Dreiundvierzigste Verordnung über Ausnahmen von den Vorschriften der Straßenverkehrs-Zulassungs-Ordnung |
| StVZOAusnV 47               | Siebenundvierzigste Verordnung über Ausnahmen von den Vorschriften der Straßenverkehrs-Zulassungs-Ordnung |
| StVZOAusnV 52               | Zweiundfünfzigste Verordnung über Ausnahmen von den Vorschriften der Straßenverkehrs-Zulassungs-Ordnung |
| StVZOAusnV 53               | Dreiundfünfzigste Verordnung über Ausnahmen von den Vorschriften der Straßenverkehrs-Zulassungs-Ordnung |
| StVZOAusnV 54               | Vierundfünfzigste Verordnung über Ausnahmen von den Vorschriften der Straßenverkehrs-Zulassungs-Ordnung |
| StVZOAusnV 6                | Sechste Verordnung über Ausnahmen von den Vorschriften der Straßenverkehrs-Zulassungs-Ordnung |
| StZG-KostV                  | Kostenverordnung zum Stammzellgesetz |
| STzV                        | Verordnung über die Teilzeitbeschäftigung von Soldatinnen und Soldaten der Bundeswehr |
| SÜFV                        | Verordnung zur Feststellung der Behörden des Bundes mit Aufgaben von vergleichbarer Sicherheitsempfindlichkeit wie die der Nachrichtendienste des Bundes und zur Feststellung der öffentlichen Stellen des Bundes und der nichtöffentlichen Stellen mit lebens- oder verteidigungswichtigen Einrichtungen |
| SUrlV                       | Verordnung über den Sonderurlaub für Bundesbeamtinnen und Bundesbeamte sowie für Richterinnen und Richter des Bundes |
| SüßwAusbV                   | Verordnung über die Berufsausbildung zum Süßwarentechnologen und zur Süßwarentechnologin |
| SUV                         | Verordnung über den Urlaub der Soldatinnen und Soldaten |
| SVBezGrV 2013               | Verordnung über maßgebende Rechengrößen der Sozialversicherung für 2013 |
| SVBezGrV 2014               | Verordnung über maßgebende Rechengrößen der Sozialversicherung für 2014 |
| SVBezGrV 2015               | Verordnung über maßgebende Rechengrößen der Sozialversicherung für 2015 |
| SVBezGrV 2016               | Verordnung über maßgebende Rechengrößen der Sozialversicherung für 2016 |
| SVBezGrV 2017               | Verordnung über maßgebende Rechengrößen der Sozialversicherung für 2017 |
| SVBezGrV 2018               | Verordnung über maßgebende Rechengrößen der Sozialversicherung für 2018 |
| SVergV                      | Verordnung über die Vergütung für Soldaten mit besonderer zeitlicher Belastung |
| SVersLV                     | Verordnung über nicht überführte Leistungen der Sonderversorgungssysteme der DDR |
| SvEV                        | Verordnung über die sozialversicherungsrechtliche Beurteilung von Zuwendungen des Arbeitgebers als Arbeitsentgelt |
| SVFAngAusbV 1997            | Verordnung über die Berufsausbildung zum Sozialversicherungsfachangestellten/zur Sozialversicherungsfachangestellten |
| SVG§63V                     | Verordnung über die einmalige Unfallentschädigung gemäß § 63 des Soldatenversorgungsgesetzes |
| SVHV                        | Verordnung über das Haushaltswesen in der Sozialversicherung |
| SVLFG-AltRückV              | Verordnung zur Bildung von Altersrückstellungen durch die Sozialversicherung für Landwirtschaft, Forsten und Gartenbau |
| SVLFGGÜbV                   | Verordnung zur Übertragung der Ermächtigung zum Erlass einer Rechtsverordnung nach dem Gesetz zur Errichtung der Sozialversicherung für Landwirtschaft, Forsten und Gartenbau |
| SVRV                        | Verordnung über den Zahlungsverkehr, die Buchführung und die Rechnungslegung in der Sozialversicherung |
| SVÜV                        | Verordnung über soldatenversorgungsrechtliche Übergangsregelungen nach Herstellung der Einheit Deutschlands |
| SVwHKVorRV                  | Verordnung über die Gewährung von Vorrechten und Befreiungen an das Wirtschafts- und Handelsbüro der Sonderverwaltungsregion Hongkong der Volksrepublik China in Berlin |
| SVWO                        | Wahlordnung für die Sozialversicherung |
| SVZustÜV                    | Verordnung zur Übertragung von Zuständigkeiten auf dem Gebiet der Soldatenversorgung |
| SymbolVO                    | Verordnung zur Gestaltung und Verwendung des Akkreditierungssymbols der Akkreditierungsstelle |
| SysStabV                    | Verordnung zur Gewährleistung der technischen Sicherheit und Systemstabilität des Elektrizitätsversorgungsnetzes |
| SystElektronAusbV 2008      | Verordnung über die Berufsausbildung zum Systemelektroniker und zur Systemelektronikerin |
| SzVersFachwPrV              | Verordnung über die Prüfung zum anerkannten Fortbildungsabschluss Geprüfter Sozialversicherungsfachwirt – Fachrichtung gesetzliche Renten- und knappschaftliche Sozialversicherung und Geprüfte Sozialversicherungsfachwirtin – Fachrichtung gesetzliche Renten- und knappschaftliche Sozialversicherung |

| T                       | |
| TabakerzV               | Verordnung über Tabakerzeugnisse und verwandte Erzeugnisse |
| TÄHAV                   | Verordnung über tierärztliche Hausapotheken |
| TAMMitDurchfV           | Verordnung über die Durchführung von Mitteilungen nach §§ 58a und 58b des Arzneimittelgesetzes |
| TamPV                   | Verordnung zur Anwendung der Arzneimittelprüfrichtlinien, soweit es sich um Arzneimittel handelt, die zur Anwendung bei Tieren bestimmt sind, und zur Ablösung der Allgemeinen Verwaltungsvorschrift zur Anwendung der Tierarzneimittelprüfrichtlinien                                                                                    |
| TAppV                   | Verordnung zur Approbation von Tierärztinnen und Tierärzten |
| TarifOAufhV             | Verordnung über die Aufhebung von Tarifordnungen und Lohngestaltungsanordnungen |
| TArztHAusbZustV         | Verordnung über die Bestimmung der zuständigen Stelle sowie über die fachliche Eignung für die Berufsausbildung zum Tierarzthelfer/zur Tierarzthelferin |
| TätoV                   | Verordnung über Mittel zum Tätowieren einschließlich bestimmter vergleichbarer Stoffe und Zubereitungen aus Stoffen |
| TauchPrV 2000           | Verordnung über die Prüfung zum anerkannten Abschluss Geprüfter Taucher/Geprüfte Taucherin |
| TAV                     | Verordnung über die Ausdehnung der Vorschriften über die Zulassung der Arzneimittel auf Therapieallergene, die für einzelne Personen auf Grund einer Rezeptur hergestellt werden, sowie über Verfahrensregelungen der staatlichen Chargenprüfung                                                                                          |
| TBelV                   | Verordnung über die Übertragung der Führung des Transparenzregisters |
| TBetrWPrV               | Verordnung über die Prüfung zum anerkannten Abschluss Geprüfter Technischer Betriebswirt/Geprüfte Technische Betriebswirtin |
| TechFachwPrV            | Verordnung über die Prüfung zum anerkannten Abschluss Geprüfter Technischer Fachwirt/Geprüfte Technische Fachwirtin |
| TechKontrollV           | Verordnung über technische Kontrollen von Nutzfahrzeugen auf der Straße |
| TEIV                    | Verordnung über die Interoperabilität des transeuropäischen Eisenbahnsystems |
| TeleFinV 2018           | Verordnung zur Anpassung des Betrags zur Finanzierung der Gesellschaft für Telematik für das Jahr 2018 |
| TeleGebV                | Verordnung über die Erhebung von Gebühren und Auslagen für die Erteilung von Zulassungen und Bestätigungen durch die Gesellschaft für Telematik |
| TelekomAZV              | Verordnung über die Arbeitszeit der Beamtinnen und Beamten bei der Deutschen Telekom AG |
| TelekomBATZV            | Verordnung über die Bewilligung von Altersteilzeit und die Gewährung eines Altersteilzeitzuschlags für die bei der Deutschen Telekom AG beschäftigten Beamtinnen und Beamten |
| TelekomJubV             | Verordnung über die Gewährung von Jubiläumszuwendungen an Beamtinnen und Beamte bei der Deutschen Telekom AG |
| TelekomSZV              | Verordnung über Sonderzahlungen an Beamtinnen und Beamte bei der Deutschen Telekom AG |
| TexModNäherAusbV        | Verordnung über die Berufsausbildung zum Textil- und Modenäher und zur Textil- und Modenäherin |
| TexModSchneiderAusbV    | Verordnung über die Berufsausbildung zum Textil- und Modeschneider und zur Textil- und Modeschneiderin |
| TexRAusbV 2002          | Verordnung über die Berufsausbildung zum Textilreiniger/zur Textilreinigerin |
| Text/ProdVeredlAusbV    | Verordnung über die Berufsausbildung zum Produktveredler-Textil/zur Produktveredlerin-Textil |
| TextilgestalterMstrV    | Verordnung über die Meisterprüfung in den Teilen I und II im Textilgestalter-Handwerk |
| TextilGestAusbV         | Verordnung über die Berufsausbildung zum Textilgestalter und zur Textilgestalterin im Handwerk |
| TextilIndMeistPrV 2006  | Verordnung über die Prüfung zum anerkannten Abschluss Geprüfter Industriemeister/Geprüfte Industriemeisterin - Fachrichtung Textilwirtschaft |
| TextilPrAusbV           | Verordnung über die Berufsausbildung zum Produktprüfer-Textil/zur Produktprüferin-Textil |
| TextilProdAusbV 2003    | Verordnung über die Berufsausbildung zum Produktgestalter-Textil/zur Produktgestalterin-Textil |
| TextLabAusbV 2003       | Verordnung über die Berufsausbildung zum Textillaborant/zur Textillaborantin |
| TextRMstrV              | Verordnung über das Berufsbild und über die Prüfungsanforderungen im praktischen und im fachtheoretischen Teil der Meisterprüfung für das Textilreiniger-Handwerk |
| TFGMV                   | Verordnung über das Meldewesen nach §§ 21 und 22 des Transfusionsgesetzes |
| TfPV                    | Verordnung über die theoretische Prüfung für den Erwerb des Triebfahrzeugführerscheins |
| TfV                     | Verordnung über die Erteilung der Fahrberechtigung an Triebfahrzeugführer sowie die Anerkennung von Personen und Stellen für Ausbildung und Prüfung |
| TGV                     | Verordnung über das Trennungsgeld bei Versetzungen und Abordnungen im Inland |
| THAMNV                  | Verordnung über Nachweispflichten der Tierhalter für Arzneimittel, die zur Anwendung bei Tieren bestimmt sind |
| ThermMAusbV             | Verordnung über die Berufsausbildung zum Thermometermacher/zur Thermometermacherin |
| ThermMstrV              | Verordnung über das Berufsbild und über die Prüfungsanforderungen im praktischen und im fachtheoretischen Teil der Meisterprüfung für das Thermometermacher-Handwerk |
| THW-AbrV                | Verordnung über die Durchführung und Abrechnung von Hilfeleistungen des Technischen Hilfswerks |
| THW-AuslUFV             | Verordnung über die Gewährung von Unfallfürsorge für hauptamtliche Angehörige und Helfer der Bundesanstalt Technisches Hilfswerk bei Leistung technischer Hilfe im Ausland |
| THWMitwV                | Verordnung über die Mitwirkung der Helfer und Helferinnen im Technischen Hilfswerk |
| TierImpfStKostV 2010    | Tierimpfstoff-Kostenverordnung |
| TierImpfStV 2006        | Verordnung über Sera, Impfstoffe und Antigene nach dem Tiergesundheitsgesetz |
| Tier-LMHV               | Verordnung über Anforderungen an die Hygiene beim Herstellen, Behandeln und Inverkehrbringen von bestimmten Lebensmitteln tierischen Ursprungs |
| Tier-LMÜV               | Verordnung zur Regelung bestimmter Fragen der amtlichen Überwachung des Herstellens, Behandelns und Inverkehrbringens von Lebensmitteln tierischen Ursprungs |
| TiermedFAngAusbV        | Verordnung über die Berufsausbildung zum Tiermedizinischen Fachangestellten/zur Tiermedizinischen Fachangestellten |
| TierNebBußV             | Verordnung zur Durchsetzung bestimmter Vorschriften der Verordnung (EG) Nr. 1774/2002 |
| TierpflAusbV 2003       | Verordnung über die Berufsausbildung zum Tierpfleger/zur Tierpflegerin |
| TierpflMstrV 2009       | Verordnung über die Prüfung zum anerkannten Abschluss Geprüfter Tierpflegemeister/Geprüfte Tierpflegemeisterin |
| TierSchHuV              | Tierschutz-Hundeverordnung |
| TierSchKomV             | Verordnung über die Tierschutzkommission beim Bundesministerium für Ernährung und Landwirtschaft |
| TierSchlV               | Verordnung zum Schutz von Tieren im Zusammenhang mit der Schlachtung oder Tötung und zur Durchführung der Verordnung (EG) Nr. 1099/2009 des Rates |
| TierSchNutztV           | Verordnung zum Schutz landwirtschaftlicher Nutztiere und anderer zur Erzeugung tierischer Produkte gehaltener Tiere bei ihrer Haltung |
| TierSchTrV              | Verordnung zum Schutz von Tieren beim Transport und zur Durchführung der Verordnung (EG) Nr. 1/2005 des Rates |
| TierSchVersV            | Verordnung zum Schutz von zu Versuchszwecken oder zu anderen wissenschaftlichen Zwecken verwendeten Tieren |
| TierSeuchAnzV           | Verordnung über anzeigepflichtige Tierseuchen |
| TierSeuchErEinfV        | Verordnung über das innergemeinschaftliche Verbringen und die Einfuhr von Tierseuchenerregern |
| TierSeuchErV            | Verordnung über das Arbeiten mit Tierseuchenerregern |
| TierSeuchSchNOKanV      | Verordnung über die Beförderung von Tieren, Teilen, Erzeugnissen und Rohstoffen von Tieren sowie von sonstigen Gegenständen, die Träger von Ansteckungsstoff sein können, durch den Nord-Ostsee-Kanal |
| TierwMeistPrV           | Verordnung über die Meisterprüfung zum anerkannten Fortbildungsabschluss Tierwirtschaftsmeister und Tierwirtschaftsmeisterin |
| TierZG1989LehrgV        | Verordnung über Lehrgänge nach dem Tierzuchtgesetz |
| TierZOV                 | Verordnung über Zuchtorganisationen |
| TischlAusbV 2006        | Verordnung über die Berufsausbildung zum Tischler/zur Tischlerin |
| TischlMstrV             | Verordnung über das Meisterprüfungsberufsbild und über die Prüfungsanforderungen in den Teilen I und II der Meisterprüfung im Tischler-Handwerk |
| TKEMVFuAÜbertrV         | Verordnung zur Übertragung von Verordnungsermächtigungen nach dem Telekommunikationsgesetz, dem Elektromagnetische-Verträglichkeit-Gesetz und dem Funkanlagengesetz |
| TKGebV                  | Verordnung über Telekommunikationsgebühren |
| TKonfAusbV 2010         | Verordnung über die Berufsausbildung zum Technischen Konfektionär/zur Technischen Konfektionärin |
| TKrMeldpflV 1983        | Verordnung über meldepflichtige Tierkrankheiten |
| TKTransparenzV          | Verordnung zur Förderung der Transparenz auf dem Telekommunikationsmarkt |
| TKÜV                    | Verordnung über die technische und organisatorische Umsetzung von Maßnahmen zur Überwachung der Telekommunikation |
| TLMV                    | Verordnung über tiefgefrorene Lebensmittel |
| TNGebV                  | Telekommunikations-Nummerngebührenverordnung |
| TNV                     | Telekommunikations-Nummerierungsverordnung |
| TollwV 1991             | Verordnung zum Schutz gegen die Tollwut |
| TomatKennzV             | Verordnung über die vorübergehende saatgutrechtliche Kennzeichnung und Verpackung für Saatgut von Tomaten |
| TourFachwPrV            | Verordnung über die Prüfung zum anerkannten Fortbildungsabschluss Geprüfter Tourismusfachwirt und Geprüfte Tourismusfachwirtin |
| TourKfmAusbV            | Verordnung über die Berufsausbildung zum Kaufmann für Tourismus und Freizeit/zur Kauffrau für Tourismus und Freizeit |
| TPDesign/TSysPlAusbV    | Verordnung über die Berufsausbildung zum Technischen Produktdesigner und zur Technischen Produktdesignerin sowie zum Technischen Systemplaner und zur Technischen Systemplanerin |
| TPG-GewV                | Verordnung über die Anforderungen an Qualität und Sicherheit der Entnahme von Geweben und deren Übertragung nach dem Transplantationsgesetz |
| TPG-OrganV              | Verordnung über die Anforderungen an die Organ- und Spendercharakterisierung und an den Transport von Organen sowie über die Anforderungen an die Meldung schwerwiegender Zwischenfälle und schwerwiegender unerwünschter Reaktionen |
| TrainerV                | Verordnung über die Ausbildungsförderung für den Besuch der Trainerakademie Köln |
| TranspRLDV              | Verordnung zur Umsetzung der Richtlinie 2007/14/EG der Kommission vom 8. März 2007 mit Durchführungsbestimmungen zu bestimmten Vorschriften der Richtlinie 2004/109/EG zur Harmonisierung der Transparenzanforderungen in Bezug auf Informationen über Emittenten, deren Wertpapiere zum Handel an einem geregelten Markt zugelassen sind |
| TrDGV                   | Verordnung zur Regelung der Dienstbereiche der Truppendienstgerichte und zur Bildung von Truppendienstkammern |
| TrDüV                   | Verordnung zur Datenübermittlung durch Mitteilungsverpflichtete und durch den Betreiber des Unternehmensregisters an das Transparenzregister |
| TrEinV                  | Verordnung über die Einsichtnahme in das Transparenzregister |
| TreuhLÜV                | Verordnung zur Übertragung von liegenschaftsbezogenen Aufgaben und Liegenschaftsgesellschaften der Treuhandanstalt |
| TreuhUmbenV             | Verordnung über die Umbenennung und die Anpassung von Zuständigkeiten der Treuhandanstalt |
| TreuhUntÜV              | Verordnung zur Übertragung von unternehmensbezogenen Aufgaben und Unternehmensbeteiligungen der Treuhandanstalt |
| TrGebV                  | Besondere Gebührenverordnung des Bundesministeriums der Finanzen zum Transparenzregister |
| TrinkwGebV              | Verordnung über Gebühren und Auslagen für individuell zurechenbare Leistungen des Umweltbundesamtes nach der Trinkwasserverordnung |
| TrinkwV                 | Verordnung über die Qualität von Wasser für den menschlichen Gebrauch , |
| TSEAMV                  | Verordnung zum Verbot der Verwendung bestimmter Stoffe zur Vermeidung des Risikos der Übertragung transmissibler spongiformer Enzephalopathien durch Arzneimittel |
| TSEResZV                | Verordnung zur Festlegung der Mindestanforderungen an die Züchtung auf Resistenz gegen transmissible spongiforme Enzephalopathien bei Schafen |
| TSEÜberwV 2001          | Verordnung zur Überwachung transmissibler spongiformer Enzephalopathien und zur Durchführung bestimmter Vorschriften der Verordnung (EG) Nr. 999/2001 |
| TSEVorsorgV             | Verordnung über die Tötung von Rindern, Schafen und Ziegen zur Vorsorge für die menschliche und tierische Gesundheit im Hinblick auf Transmissible Spongiforme Enzephalopathien |
| TspV                    | Verordnung über die Zulassung des Befahrens der Eder- und der Diemeltalsperre sowie die Abwehr strom- und schifffahrtspolizeilicher Gefahren |
| TÜPrKostO1992GebVAnpV 2 | Zweite Verordnung zur Anpassung des Gebührenverzeichnisses der Kostenverordnung für die Prüfung überwachungsbedürftiger Anlagen |
| TÜPrKostO1992GebVAnpV   | Verordnung zur Anpassung des Gebührenverzeichnisses der Kostenverordnung für die Prüfung überwachungsbedürftiger Anlagen |
| TÜPrKostO1992GebVUmstV  | Verordnung zur Umstellung des Gebührenverzeichnisses der Kostenverordnung für die Prüfung überwachungsbedürftiger Anlagen auf Euro |
| TWirtAusbStEignV 2005   | Verordnung über die Eignung der Ausbildungsstätte für die Berufsausbildung zum Tierwirt/zur Tierwirtin |
| TWirtAusbV 2005         | Verordnung über die Berufsausbildung zum Tierwirt/zur Tierwirtin |

| U                     | |
| UAGBV                 | Verordnung über die Beleihung der Zulassungsstelle nach dem Umweltauditgesetz |
| UAG-ErwV              | Verordnung nach dem Umweltauditgesetz über die Erweiterung des Gemeinschaftssystems für das Umweltmanagement und die Umweltbetriebsprüfung auf weitere Bereiche |
| UAGGebV               | Verordnung über Gebühren und Auslagen für Amtshandlungen der Zulassungsstelle und der Widerspruchsbehörde bei der Durchführung des Umweltauditgesetzes |
| UAGOWiZustV           | Verordnung zur Übertragung der Zuständigkeit für die Verfolgung und Ahndung bestimmter Ordnungswidrigkeiten nach § 37 Abs. 1 des Umweltauditgesetzes auf das Bundesverwaltungsamt                                                                                                   |
| UAGZVV                | Verordnung über das Verfahren zur Zulassung von Umweltgutachtern und Umweltgutachterorganisationen sowie zur Erteilung von Fachkenntnisbescheinigungen nach dem Umweltauditgesetz                                                                                                   |
| ÜbkBern/BerlinAV      | Verordnung zur Ausführung der am 13. November 1908 zu Berlin abgeschlossenen revidierten Berner Übereinkunft zum Schutze von Werken der Literatur und Kunst |
| ÜbkBernAV             | Verordnung betreffend die Ausführung der am 9. September 1886 zu Bern abgeschlossenen Übereinkunft wegen Bildung eines internationalen Verbandes zum Schutze von Werken der Literatur und Kunst                                                                                     |
| ÜbPrV                 | Verordnung über die Prüfung zum anerkannten Fortbildungsabschluss Geprüfter Übersetzer und Geprüfte Übersetzerin |
| UErgGDV 2             | Zweite Durchführungsverordnung zum Gesetz über die Ergänzung von Vorschriften des Umstellungsrechts und über die Ausstattung der Berliner Altbanken mit Ausgleichsforderungen (Umstellungsergänzungsgesetz) (Anmeldung von Ansprüchen aus Schuldverschreibungen Berliner Altbanken) |
| UERV                  | Verordnung zur Anrechnung von Upstream-Emissionsminderungen auf die Treibhausgasquote |
| UhrmAusbV 2001        | Verordnung über die Berufsausbildung zum Uhrmacher/zur Uhrmacherin |
| UhrmMstrV             | Verordnung über das Meisterprüfungsberufsbild und über die Prüfungsanforderungen in den Teilen I und II der Meisterprüfung im Uhrmacher-Handwerk |
| UIGGebV               | Verordnung über Gebühren und Auslagen für individuell zurechenbare öffentliche Leistungen der informationspflichtigen Stellen beim Vollzug des Umweltinformationsgesetzes |
| UkV                   | Verordnung über die Zuständigkeit und das Verfahren bei der Unabkömmlichstellung |
| ÜlV - 2. BesVNG       | Verordnung zur Überleitung in die im Zweiten Gesetz zur Vereinheitlichung und Neuregelung des Besoldungsrechts in Bund und Ländern geregelten Ämter und über die künftig wegfallenden Ämter                                                                                         |
| UmstBauSparkV         | Verordnung über die Umstellungsrechnung der Bausparkassen aus Anlaß der Neuordnung des Geldwesens |
| UmstGeldInstV         | Verordnung über die Umstellungsrechnung der Geldinstitute aus Anlaß der Neuordnung des Geldwesens |
| UmwAusbV              | Verordnung über die Berufsausbildung in den umwelttechnischen Berufen |
| UmwSeeInkrV 4         | Vierte Verordnung über die Inkraftsetzung von Änderungen internationaler Vorschriften über den Umweltschutz im Seeverkehr |
| UnbBeschErtV          | Verordnung über das Verfahren bei der Erteilung von Unbedenklichkeitsbescheinigungen für andere Spiele im Sinne des § 33d Abs. 1 der Gewerbeordnung |
| UnbilligkeitsV        | Verordnung zur Vermeidung unbilliger Härten durch Inanspruchnahme einer vorgezogenen Altersrente |
| UNFreiwProgrAbkGeltV  | Verordnung über die Geltung des Abkommens vom 10. November 1995 zwischen der Bundesrepublik Deutschland und den Vereinten Nationen über den Sitz des Freiwilligenprogramms der Vereinten Nationen für das Informationszentrum der Vereinten Nationen in Bonn                        |
| UNHCRBüroAbkV         | Verordnung zu dem Abkommen vom 1. Juli 2005 zwischen der Regierung der Bundesrepublik Deutschland und dem Amt des Hohen Flüchtlingskommissars der Vereinten Nationen über das Büro des Hohen Flüchtlingskommissars der Vereinten Nationen in Deutschland                            |
| UniBwLeistBV          | Verordnung über Leistungsbezüge und Zulagen an den Universitäten der Bundeswehr |
| UnifV                 | Verordnung über die Berechtigung zum Tragen der Uniform außerhalb eines Wehrdienstverhältnisses |
| ÜNSchutzV             | Verordnung zum Schutz von Übertragungsnetzen |
| UNSOrgVorRV 2         | Zweite Verordnung über die Gewährung von Vorrechten und Befreiungen an die Sonderorganisationen der Vereinten Nationen |
| UNSOrgVorRV 3         | Dritte Verordnung über die Gewährung von Vorrechten und Befreiungen an die Sonderorganisationen der Vereinten Nationen |
| UNSOrgVorRV           | Verordnung über die Gewährung von Vorrechten und Befreiungen an die Sonderorganisationen der Vereinten Nationen |
| UnterlagenBergV       | Bergverordnung über vermessungstechnische und sicherheitliche Unterlagen |
| UNWFPBüroAbkV         | Verordnung zu dem Abkommen vom 17. Mai 2011 zwischen der Regierung der Bundesrepublik Deutschland und dem Welternährungsprogramm der Vereinten Nationen über das Büro des Welternährungsprogramms der Vereinten Nationen in der Bundesrepublik Deutschland                          |
| UrkBefrBELV           | Verordnung über die Bestimmung der Beglaubigungsbehörde nach dem deutsch-belgischen Abkommen vom 13. Mai 1975 über die Befreiung öffentlicher Urkunden von der Legalisation |
| UrkBefrITAV           | Verordnung über die Bestimmung der Behörde, die für die Beglaubigung nach Artikel 2 des Vertrages vom 7. Juni 1969 zwischen der Bundesrepublik Deutschland und der Italienischen Republik über den Verzicht auf die Legalisation von Urkunden zuständig ist                         |
| UrkBefrV 1997 Haag    | Verordnung über die Ausstellung der Apostille nach Artikel 3 des Haager Übereinkommens vom 5. Oktober 1961 zur Befreiung ausländischer öffentlicher Urkunden von der Legalisation                                                                                                   |
| UrkErsV               | Verordnung über die Ersetzung zerstörter oder abhanden gekommener gerichtlicher oder notarischer Urkunden |
| UrtAufhV BA           | Landesverordnung über die Aufhebung von Urteilen der Strafgerichte und die Beseitigung nationalsozialistischer Eingriffe in die Strafrechtspflege |
| URüV                  | Verordnung zum Vermögensgesetz über die Rückgabe von Unternehmen |
| URV                   | Verordnung über das Unternehmensregister |
| UStatG2005BerPflEntlV | Verordnung zur Entlastung der nichtöffentlichen Betriebe, die Wasser gewinnen sowie Wasser oder Abwasser in Gewässer einleiten, von Berichtspflichten nach dem Umweltstatistikgesetz                                                                                                |
| UStErstV              | Verordnung über die Erstattung von Umsatzsteuer an ausländische ständige diplomatische Missionen und berufskonsularische Vertretungen sowie an ihre ausländischen Mitglieder |
| UStSchlFestV          | Verordnung über die Festsetzung der Länderschlüsselzahlen und die Ermittlung der Schlüsselzahlen für die Aufteilung des Gemeindeanteils am Aufkommen der Umsatzsteuer nach § 5a des Gemeindefinanzreformgesetzes                                                                    |
| UStZustV              | Verordnung über die örtliche Zuständigkeit für die Umsatzsteuer im Ausland ansässiger Unternehmer |
| UV-AltRückV           | Verordnung zur Bildung von Altersrückstellungen durch die gesetzlichen Unfallversicherungsträger |
| UVAV                  | Verordnung über die Anzeige von Versicherungsfällen in der gesetzlichen Unfallversicherung |
| UVBKostErstV          | Verordnung über die Kostenerstattung an die Unfallversicherung Bund und Bahn für die Wahrnehmung der Aufgaben der Prävention für die Beamtinnen und Beamten der in § 125 Absatz 2 des Siebten Buches Sozialgesetzbuch genannten Unternehmen                                         |
| UVKapWertV            | Verordnung über die Berechnung des Kapitalwertes bei Abfindung von Leistungen aus der gesetzlichen Unfallversicherung |
| UVOGrV                | Verordnung über Obergrenzen für Beförderungsämter bei den bundesunmittelbaren gewerblichen Berufsgenossenschaften und der Sozialversicherung für Landwirtschaft, Forsten und Gartenbau                                                                                              |
| UVP-V Bergbau         | Verordnung über die Umweltverträglichkeitsprüfung bergbaulicher Vorhaben |
| UVSV                  | Verordnung zum Schutz vor schädlichen Wirkungen künstlicher ultravioletter Strahlung |
| UVTrägerV             | Verordnung über Träger der Unfallversicherung |
| UWG/EinigVtrEÜbV      | Verordnung über die Übertragung der Ermächtigung nach § 3 Abs. 6 der besonderen Bestimmungen zur Einführung der Rechtsvorschriften auf dem Gebiet des gewerblichen Rechtsschutzes im Einigungsvertrag                                                                               |
| ÜZV                   | Verordnung zur Regelung einer Übergangszahlung an Beamte |

| V                    | |
| V zu § 180 Abs. 2 AO | Verordnung über die gesonderte Feststellung von Besteuerungsgrundlagen nach § 180 Abs. 2 der Abgabenordnung |
| VAErstV              | Verordnung über die Erstattung von Aufwendungen der Träger der Rentenversicherung im Rahmen des Versorgungsausgleichs |
| VAFreistV 1994       | Verordnung zur Freistellung von Versicherungsunternehmen von der Aufsicht nach dem Versicherungsaufsichtsgesetz |
| VAFreistV            | Verordnung zur Freistellung von Versicherungsunternehmen von der Aufsicht nach dem Versicherungsaufsichtsgesetz |
| VBD                  | Verordnung zur Zugänglichmachung von Dokumenten für blinde und sehbehinderte Menschen im Verwaltungsverfahren nach dem Behindertengleichstellungsgesetz |
| VbF                  | Verordnung über Anlagen zur Lagerung, Abfüllung und Beförderung brennbarer Flüssigkeiten zu Lande |
| VbrInsFV             | Verordnung zur Einführung von Formularen für das Verbraucherinsolvenzverfahren und das Restschuldbefreiungsverfahren |
| VeranstFachwPrV      | Verordnung über die Prüfung zum anerkannten Abschluss Geprüfter Veranstaltungsfachwirt/Geprüfte Veranstaltungsfachwirtin |
| VeranstMstrFortbV    | Verordnung über die Prüfung zum anerkannten Fortbildungsabschluss Geprüfter Meister für Veranstaltungstechnik/Geprüfte Meisterin für Veranstaltungstechnik |
| VeranstTechMeistPrV  | Verordnung über die Prüfung zum anerkannten Abschluß „Geprüfter Meister für Veranstaltungstechnik/Geprüfte Meisterin für Veranstaltungstechnik“ in den Fachrichtungen Bühne/Studio, Beleuchtung, Halle |
| VerfGlasAusbV        | Verordnung über die Berufsausbildung zum Verfahrensmechaniker Glastechnik/zur Verfahrensmechanikerin Glastechnik |
| VergMindV 2018       | Verordnung zur Festsetzung eines vergabespezifischen Mindestentgelts für Aus- und Weiterbildungsdienstleistungen nach dem Zweiten oder Dritten Buch Sozialgesetzbuch für das Kalenderjahr 2018 |
| VergMstrV            | Verordnung über das Berufsbild und über die Prüfungsanforderungen im praktischen und im fachtheoretischen Teil der Meisterprüfung für das Vergolder-Handwerk |
| VergoldAusbV         | Verordnung über die Berufsausbildung zum Vergolder/zur Vergolderin |
| VergStatVO           | Verordnung zur Statistik über die Vergabe öffentlicher Aufträge und Konzessionen |
| VergWerkeRegV        | Verordnung über das Register vergriffener Werke |
| VerjHemV             | Verordnung über die Verjährungshemmung bei Abgeltungsdarlehen |
| VerkEHKflAusbV       | Verordnung über die Berufsausbildungen zum Verkäufer und zur Verkäuferin sowie zum Kaufmann im Einzelhandel und zur Kauffrau im Einzelhandel |
| VerkKfmAusbV 1999    | Verordnung über die Berufsausbildung zum Kaufmann im Eisenbahn- und Straßenverkehr/zur Kauffrau im Eisenbahn- und Straßenverkehr |
| VerklV               | Verordnung über die Bestimmung der zur Aufnahme von Verklarungen berechtigten Auslandsvertretungen der Bundesrepublik Deutschland |
| VermittVergV         | Verordnung über die Zulässigkeit der Vereinbarung von Vergütungen von privaten Vermittlern mit Angehörigen bestimmter Berufe und Personengruppen |
| VermVerkProspGebV    | Verordnung über die Gebühren für Amtshandlungen betreffend Verkaufsprospekte für Vermögensanlagen nach dem Vermögensanlagengesetz |
| VermVerkProspV       | Verordnung über Vermögensanlagen-Verkaufsprospekte |
| VermVV               | Verordnung über das Vermögensverzeichnis |
| VerpackV             | Verordnung über die Vermeidung und Verwertung von Verpackungsabfällen |
| VersatzV             | Verordnung über den Versatz von Abfällen unter Tage |
| VersFachwPrV 2008    | Verordnung über die Prüfung zum anerkannten Abschluss Geprüfter Fachwirt für Versicherungen und Finanzen/Geprüfte Fachwirtin für Versicherungen und Finanzen |
| VersFinKfAusbV       | Verordnung über die Berufsausbildung zum Kaufmann für Versicherungen und Finanzen/zur Kauffrau für Versicherungen und Finanzen |
| VersImmoDarlSachkV   | Verordnung über die Anforderungen an die Sachkunde der mit der Vergabe von Immobiliar-Verbraucherdarlehen befassten internen und externen Mitarbeiter von Versicherungsunternehmen und Pensionsfonds |
| VersMeldeV           | Versicherungs-Meldeverordnung |
| VersorgLErstV        | Verordnung über die pauschale Erstattung der Aufwendungen der Träger der Rentenversicherung aufgrund der Übernahme der Versorgungslast für frühere Beamte und vergleichbare Personengruppen im Beitrittsgebiet |
| VersTierMeldV 2013   | Verordnung über die Meldung zu Versuchszwecken verwendeter Wirbeltiere oder Kopffüßer oder zu bestimmten anderen Zwecken verwendeter Wirbeltiere |
| VerstV               | Verordnung über gewerbsmäßige Versteigerungen |
| VersVergV            | Verordnung über die aufsichtsrechtlichen Anforderungen an Vergütungssysteme im Versicherungsbereich |
| VersVermV            | Verordnung über die Versicherungsvermittlung und -beratung |
| VfAusbV              | Verordnung über die Berufsausbildung zur Fachkraft für Veranstaltungstechnik |
| VFBAZV               | Verordnung über die Zuweisungen an das Sondervermögen „Versorgungsfonds der Bundesagentur für Arbeit“ |
| VFZV                 | Verordnung über die Zuweisungen an das Sondervermögen „Versorgungsfonds des Bundes“ |
| VgV                  | Verordnung über die Vergabe öffentlicher Aufträge |
| VideoedAusbV         | Verordnung über die Berufsausbildung zum Film- und Videoeditor/zur Film- und Videoeditorin |
| ViehVerkV            | Verordnung zum Schutz gegen die Verschleppung von Tierseuchen im Viehverkehr |
| VIGGebV              | Verordnung über die Gebühren nach dem Verbraucherinformationsgesetz |
| VII040826            | Verordnung zu dem Abkommen vom 13. November 2003 zwischen der Regierung der Bundesrepublik Deutschland und der Liga der Arabischen Staaten über den Sitz des Büros der Liga der Arabischen Staaten in Berlin |
| VII051122            | Zweite Verordnung zur Änderung von Anlagen zum Basler Übereinkommen vom 22. März 1989 |
| VII151214            | Verordnung zur Änderung des OCCAR-Übereinkommens vom 9. September 1998 |
| VKFV                 | Verordnung zur Feststellung der Gesamtverwaltungskosten der gemeinsamen Einrichtung |
| VKVV                 | Verordnung über die Versicherungsnummer, die Kontoführung und den Versicherungsverlauf in der gesetzlichen Rentenversicherung |
| VollstrAbkCHEAV      | Verordnung zur Ausführung des deutsch-schweizerischen Abkommens über die gegenseitige Anerkennung und Vollstreckung von gerichtlichen Entscheidungen und Schiedssprüchen vom 2. November 1929 |
| VollstrAbkITAAV      | Verordnung zur Ausführung des deutsch-italienischen Abkommens über die Anerkennung und Vollstreckung gerichtlicher Entscheidungen in Zivil- und Handelssachen |
| VollstrPV            | Verordnung über die Höhe und das Verfahren zur Erhebung einer Vollstreckungspauschale bei Inanspruchnahme von Behörden der Bundesfinanzverwaltung zur Vollstreckung öffentlich-rechtlicher Geldforderungen |
| VollstrVergV         | Verordnung über die Vergütung für Beamte im Vollstreckungsdienst |
| VorgV                | Verordnung über die Regelung des militärischen Vorgesetztenverhältnisses |
| VRegV                | Verordnung über das Zentrale Vorsorgeregister |
| VRV                  | Vereinsregisterverordnung |
| VSBInfoV             | Verordnung über Informations- und Berichtspflichten nach dem Verbraucherstreitbeilegungsgesetz |
| VSchDG-BVLGebV       | Gebührenverordnung für Amtshandlungen des Bundesministeriums der Justiz und für Verbraucherschutz nach dem EG-Verbraucherschutzdurchsetzungsgesetz |
| VSchwKrSchV          | Verordnung zum Schutz gegen die Vesikuläre Schweinekrankheit |
| VServiceAusbV        | Verordnung über die Berufsausbildung zum Kaufmann für Verkehrsservice/zur Kauffrau für Verkehrsservice |
| VSGZustV             | Verordnung über Zuständigkeiten nach dem Verkehrssicherstellungsgesetz |
| VSVgV                | Vergabeverordnung für die Bereiche Verteidigung und Sicherheit zur Umsetzung der Richtlinie 2009/81/EG des Europäischen Parlaments und des Rates vom 13. Juli 2009 über die Koordinierung der Verfahren zur Vergabe bestimmter Bau-, Liefer- und Dienstleistungsaufträge in den Bereichen Verteidigung und Sicherheit und zur Änderung der Richtlinien 2004/17/EG und 2004/18/EG |
| VÜbV                 | Versehrtenleibesübungen-Verordnung |
| VulkAusbV 2004       | Verordnung über die Berufsausbildung zum Mechaniker für Reifen- und Vulkanisationstechnik/zur Mechanikerin für Reifen- und Vulkanisationstechnik |
| VulkReifMechMstrV    | Verordnung über das Meisterprüfungsberufsbild und über die Prüfungsanforderungen in den Teilen I und II der Meisterprüfung im Vulkaniseur- und Reifenmechaniker-Handwerk |
| VVG-InfoV            | Verordnung über Informationspflichten bei Versicherungsverträgen |
| VwFAngAusbV 1999     | Verordnung über die Berufsausbildung zum Verwaltungsfachangestellten/zur Verwaltungsfachangestellten |
| VZOZÜV               | Verordnung zur Übertragung der Zuständigkeiten der Oberfinanzpräsidenten der Oberfinanzdirektionen in den neuen Ländern nach dem Vermögenszuordnungsgesetz auf das Bundesamt zur Regelung offener Vermögensfragen |

| W                     | |  |
| Wabau-AusbV 2004      | Verordnung über die Berufsausbildung zum Wasserbauer/zur Wasserbauerin |  |
| WachszMstrV           | Verordnung über das Berufsbild und über die Prüfungsanforderungen im praktischen und im fachtheoretischen Teil der Meisterprüfung für das Wachszieher-Handwerk                                                                                                 |  |
| WaffGHZAOWiV          | Verordnung über die Zuständigkeit der Hauptzollämter zur Verfolgung und Ahndung bestimmter Ordnungswidrigkeiten nach dem Waffengesetz und dem Sprengstoffgesetz                                                                                                |  |
| WaffKostV             | Kostenverordnung zum Waffengesetz |  |
| WahlkostenV           | Verordnung zur Anpassung der festen Beträge im Rahmen der Wahlkostenerstattung durch den Bund |  |
| WahrnV                | Verordnung über die Wahrnehmung einzelner den Prüfungsstellen, der Gebrauchsmusterstelle, den Markenstellen und den Abteilungen des Patentamts obliegender Geschäfte                                                                                           |  |
| WärmeLV               | Verordnung über die Umstellung auf gewerbliche Wärmelieferung für Mietwohnraum |  |
| WarnowMautHV          | Verordnung über die Höhe der Maut für die Benutzung des Warnowtunnels |  |
| WasBauPrV             | Verordnung über die Prüfung zum anerkannten Abschluss Geprüfter Wasserbaumeister/Geprüfte Wasserbaumeisterin |  |
| WasKwV                | Verordnung über die steuerliche Begünstigung von Wasserkraftwerken |  |
| WasMotRV              | Verordnung über das Fahren mit Wassermotorrädern auf den Binnenschiffahrtsstraßen |  |
| WasserMeistPrV        | Verordnung über die Prüfung zum anerkannten Abschluss Geprüfter Wassermeister/Geprüfte Wassermeisterin |  |
| WasSiG§13V            | Verordnung zur Übertragung der Ermächtigung zum Erlaß von Rechtsverordnungen nach § 13 des Wassersicherstellungsgesetzes |  |
| WasSkiV 1990          | Verordnung über das Wasserskilaufen auf den Binnenschiffahrtsstraßen |  |
| WaStrBAV              | Bekanntmachung der Strompolizeiverordnung zum Schutz bundeseigener Betriebsanlagen an Bundeswasserstraßen |  |
| WaStrGAnlErmV         | Verordnung zur Übertragung der Ermächtigung zum Erlaß von Rechtsverordnungen nach dem Bundeswasserstraßengesetz über die Regelung des Betriebs von Anlagen |  |
| WaStrGGemGebrErmV     | Verordnung zur Übertragung der Ermächtigung zum Erlaß von Rechtsverordnungen nach dem Bundeswasserstraßengesetz über die Regelung, Beschränkung oder Untersagung des Gemeingebrauchs                                                                           |  |
| WaStrG-KostV          | Kostenverordnung zum Bundeswasserstraßengesetz |  |
| WaStrGPolVErmV        | Verordnung über die Übertragung der Ermächtigung zum Erlaß von Strompolizeiverordnungen nach dem Bundeswasserstraßengesetz |  |
| WaStrGTalspErmV       | Verordnung zur Übertragung der Ermächtigung zum Erlaß von Rechtsverordnungen nach dem Bundeswasserstraßengesetz über die Zulassung des Befahrens von Talsperren und Speicherbecken mit Wasserfahrzeugen                                                        |  |
| WaStrLüheÜbgV         | Verordnung über den Übergang einer Teilstrecke der Bundeswasserstraße Lühe auf den Unterhaltungsverband Nummer 15 Aue, den Deichverband der I. Meile Altenlandes, den Deichverband der II. Meile Alten Landes und den Flecken Horneburg                        |  |
| WaStrNOKanalÜbgV      | Verordnung über den Übergang von der zur Bundeswasserstraße Nord-Ostsee-Kanal gehörenden Nebenstrecke Obereidersee mit Enge auf die Städte Rendsburg und Büdelsdorf                                                                                            |  |
| WaStrOsteÜbgV         | Verordnung zum Übergang einer Teilstrecke der Bundeswasserstraße Oste auf das Land Niedersachsen |  |
| WaStrRheinÜbgV 2005   | Verordnung über den Übergang des zur Bundeswasserstraße Rhein gehörenden Altarms Ginsheimer Altrhein auf die Gemeinde Ginsheim-Gustavsburg |  |
| WaStrSchlBetrZV 2008  | Verordnung über die Schleusenbetriebszeiten an den Bundeswasserstraßen Main, Main-Donau-Kanal und Donau |  |
| WaStrSchlBetrZV 2009  | Verordnung über die Festsetzung der Schleusenbetriebszeiten an den Bundeswasserstraßen im Zuständigkeitsbereich der Wasser- und Schifffahrtsdirektion West |  |
| WaStrSchlBetrZV 2013  | Verordnung über die Betriebszeiten der Schleusen und Hebewerke an den Bundeswasserstraßen im Zuständigkeitsbereich der Wasser- und Schifffahrtsdirektion Ost                                                                                                   |  |
| WaStrTraveÜbgV        | Verordnung über den Übergang von zur Bundeswasserstraße Trave gehörenden Nebenstrecken auf die Hansestadt Lübeck |  |
| WasVersStatV          | Verordnung über die Statistik in der öffentlichen Wasserversorgung und im öffentlichen Abwasserwesen |  |
| WDErstattV            | Verordnung über die Erstattung von notwendigen Auslagen, Verdienstausfall und Vertretungskosten der Wehrpflichtigen und Dienstleistungspflichtigen im Rahmen der Wehrüberwachung und Dienstleistungsüberwachung                                                |  |
| WDOBezV               | Verordnung zur Bestimmung der Bezüge im Sinne der Wehrdisziplinarordnung |  |
| WDüngV                | Verordnung über das Inverkehrbringen und Befördern von Wirtschaftsdünger |  |
| WeinAlkoAbsV          | Verordnung über den Absatz von Weinalkohol aus Beständen der Interventionsstellen |  |
| WeinASachV            | Verordnung über den Sachverständigenausschuss bei der Bundesanstalt für Landwirtschaft und Ernährung zur Bewertung beabsichtigter Informationen über die Auswirkungen des Weinkonsums auf die Gesundheit und das Verhalten                                     |  |
| WeinfondsV            | Verordnung über die Erhebung der Abgabe für den Deutschen Weinfonds |  |
| WeinkMstrV            | Verordnung über das Berufsbild und über die Prüfungsanforderungen im praktischen und im fachtheoretischen Teil der Meisterprüfung für das Weinküfer-Handwerk                                                                                                   |  |
| WeinSBV               | Weinrechtliche Straf- und Bußgeldverordnung |  |
| WeinTechAusbV         | Verordnung über die Berufsausbildung zum Weintechnologen und zur Weintechnologin |  |
| WeinÜV 1995           | Wein-Überwachungsverordnung |  |
| WeinV 1995            | Weinverordnung |  |
| WeinV                 | Verordnung zur vorläufigen Aufrechterhaltung weinrechtlicher Vorschriften |  |
| WeinVergV             | Verordnung über die Gewährung von Vergünstigungen für Wein |  |
| WeißzuckerBhV         | Verordnung über die Gewährung von Beihilfen für die private Lagerhaltung von Weißzucker |  |
| WeizenratVorRV        | Verordnung über die Gewährung von Vorrechten und Befreiungen an den Internationalen Weizenrat nach dem Weizenhandels-Übereinkommen von 1971 |  |
| WerkeRegV             | Verordnung über das Register anonymer und pseudonymer Werke |  |
| WerkstoffPrAusbV      | Verordnung über die Berufsausbildung zum Werkstoffprüfer und zur Werkstoffprüferin |  |
| Weser/Jade LV         | Verordnung über die Verwaltung und Ordnung der Seelotsreviere Weser I und Weser II/Jade |  |
| WettschVerstV         | Verordnung über die Versteuerung von Wettscheinen im Abrechnungsverfahren |  |
| WEUVorRV              | Verordnung über die Gewährung von Vorrechten und Befreiungen an die Westeuropäische Union, die nationalen Vertreter, das internationale Personal und die für die Westeuropäische Union tätigen Sachverständigen                                                |  |
| WFachwPrV             | Verordnung über die Prüfung zum anerkannten Abschluss Geprüfter Wirtschaftsfachwirt/Geprüfte Wirtschaftsfachwirtin |  |
| WFAusbV               | Verordnung über die Berufsausbildung zum Werkfeuerwehrmann und zur Werkfeuerwehrfrau |  |
| WGV                   | Verordnung über die Anlegung und Führung der Wohnungs- und Teileigentumsgrundbücher |  |
| WildTArtÜbkInkrÄndV 2 | Zweite Verordnung über die Inkraftsetzung von Änderungen der Anhänge I und II des Übereinkommens zur Erhaltung der wandernden wildlebenden Tierarten |  |
| WildTArtÜbkInkrÄndV 3 | Dritte Verordnung über die Inkraftsetzung von Änderungen der Anhänge I und II des Übereinkommens zur Erhaltung der wandernden wildlebenden Tierarten |  |
| WildTArtÜbkInkrÄndV 4 | Vierte Verordnung über die Inkraftsetzung von Änderungen der Anhänge I und II des Übereinkommens zur Erhaltung der wandernden wildlebenden Tierarten |  |
| WildTArtÜbkInkrÄndV 5 | Fünfte Verordnung über die Inkraftsetzung von Änderungen der Anhänge I und II des Übereinkommens zur Erhaltung der wandernden wildlebenden Tierarten |  |
| WinterbeschV          | Verordnung über ergänzende Leistungen zum Saison-Kurzarbeitergeld und die Aufbringung der erforderlichen Mittel zur Aufrechterhaltung der Beschäftigung in den Wintermonaten                                                                                   |  |
| WinzAusbStEignV       | Verordnung über die Eignung der Ausbildungsstätte für die Berufsausbildung zum Winzer/zur Winzerin |  |
| WinzerAusbV 1997      | Verordnung über die Berufsausbildung zum Winzer/zur Winzerin |  |
| WinzMeistPrV          | Verordnung über die Anforderungen in der Meisterprüfung für den Beruf Winzer/Winzerin |  |
| WiPrPrüfV             | Prüfungsverordnung für Wirtschaftsprüfer nach §§ 14 und 131l der Wirtschaftsprüferordnung |  |
| WiPrüfVO              | Verordnung zur Geschäftsführung der Prüfungsstellen und der Beschwerdeausschüsse nach § 106c des Fünften Buches Sozialgesetzbuch |  |
| WIROST-LV             | Verordnung über die Verwaltung und Ordnung des Seelotsreviers Wismar/Rostock/Stralsund |  |
| WiSiV                 | Verordnung über die Sicherstellung von Leistungen auf dem Gebiet der gewerblichen Wirtschaft |  |
| WiVwAuflV             | Verordnung zur Auflösung oder Überführung von Einrichtungen der Verwaltung des Vereinigten Wirtschaftsgebietes |  |
| WM2018LärmSchV        | Verordnung über den Lärmschutz bei öffentlichen Fernsehdarbietungen im Freien über die Fußball-Weltmeisterschaft 2018 |  |
| WMVO                  | Werkstätten-Mitwirkungsverordnung |  |
| WODrittelbG           | Verordnung zur Wahl der Aufsichtsratsmitglieder der Arbeitnehmer nach dem Drittelbeteiligungsgesetz |  |
| WoFlV                 | Verordnung zur Berechnung der Wohnfläche |  |
| WoGV                  | Wohngeldverordnung |  |
| WoZSenkV 1986         | Wohnungsfürsorge-Zinssenkungsverordnung 1986 |  |
| WPAnrV                | Verordnung über die Voraussetzungen der Anerkennung von Studiengängen nach § 8a der Wirtschaftsprüferordnung und über die Anrechnung von Prüfungsleistungen aus Studiengängen nach § 13b der Wirtschaftsprüferordnung                                          |  |
| WPapBerAV             | Verordnung über die Aufgaben des Amts für Wertpapierbereinigung |  |
| WPapBerBeendV         | Verordnung über den Zeitpunkt der Beendigung der Aufbewahrungsfrist für Unterlagen über die Wertpapierbereinigung |  |
| WPapBerErstrV         | Verordnung über die Erstreckung von Recht der Verwaltung des Vereinigten Wirtschaftsgebiets auf dem Gebiet der Wertpapierbereinigung und des Kapitalverkehrs auf die Länder Baden, Rheinland-Pfalz, Württemberg-Hohenzollern und den bayerischen Kreis Lindau  |  |
| WpAV                  | Verordnung zur Konkretisierung von Anzeige-, Mitteilungs- und Veröffentlichungspflichten nach dem Wertpapierhandelsgesetz |  |
| WpDPV                 | Verordnung über die Prüfung der Wertpapierdienstleistungsunternehmen nach § 89 des Wertpapierhandelsgesetzes |  |
| WpDVerOV              | Verordnung zur Konkretisierung der Verhaltensregeln und Organisationsanforderungen für Wertpapierdienstleistungsunternehmen |  |
| WPersAV               | Verordnung über die Führung der Personalakten der ungedienten Wehrpflichtigen |  |
| WpHGMaAnzV            | Verordnung über den Einsatz von Mitarbeitern in der Anlageberatung, als Vertriebsmitarbeiter, in der Finanzportfolioverwaltung, als Vertriebsbeauftragte oder als Compliance-Beauftragte und über die Anzeigepflichten nach § 87 des Wertpapierhandelsgesetzes |  |
| WpPGebV               | Verordnung über die Erhebung von Gebühren nach dem Wertpapierprospektgesetz |  |
| WpÜGAngebV            | Verordnung über den Inhalt der Angebotsunterlage, die Gegenleistung bei Übernahmeangeboten und Pflichtangeboten und die Befreiung von der Verpflichtung zur Veröffentlichung und zur Abgabe eines Angebots                                                     |  |
| WpÜGAnwendV           | Verordnung über die Anwendbarkeit von Vorschriften betreffend Angebote im Sinne des § 1 Abs. 2 und 3 des Wertpapiererwerbs- und Übernahmegesetzes |  |
| WpÜGBeirV             | Verordnung über die Zusammensetzung, die Bestellung der Mitglieder und das Verfahren des Beirats bei der Bundesanstalt für Finanzdienstleistungsaufsicht |  |
| WpÜGBMV               | Verordnung über den Zeitpunkt sowie den Inhalt und die Form der Mitteilung und der Veröffentlichung der Entscheidung einer Zielgesellschaft nach § 1 Abs. 5 Satz 1 und 2 des Wertpapiererwerbs- und Übernahmegesetzes                                          |  |
| WpÜGGebV              | Verordnung über Gebühren nach dem Wertpapiererwerbs- und Übernahmegesetz |  |
| WpÜGWidV              | Verordnung über die Zusammensetzung und das Verfahren des Widerspruchsausschusses bei der Bundesanstalt für Finanzdienstleistungsaufsicht |  |
| WSEMVergV             | Verordnung über die Gewährung einer Mehrarbeitsvergütung für Soldatinnen und Soldaten mit Anspruch auf Leistungen nach dem Wehrsoldgesetz |  |
| WSEVergV              | Verordnung über die Vergütung für Wehrsoldempfänger mit besonderer zeitlicher Belastung |  |
| WStHAusbV             | Verordnung über die Berufsausbildung zum Werksteinhersteller und zur Werksteinherstellerin |  |
| WSVSeeKostV           | Kostenverordnung für Amtshandlungen der Wasserstraßen- und Schifffahrtsverwaltung des Bundes auf dem Gebiet der Seeschifffahrt |  |
| WSVZustNeuOV          | Verordnung zur Anpassung von Zuständigkeiten der Wasser- und Schiffahrtsdirektionen an die Neuordnung der Wasser- und Schiffahrtsverwaltung des Bundes |  |
| WTO                   | Verordnung über die Gewährung von Vorrechten und Befreiungen an die Weltorganisation für Tourismus |  |
| WuSolvV               | Verordnung über die angemessene Eigenkapitalausstattung von Wohnungsunternehmen mit Spareinrichtung |  |
| WVO                   | Werkstättenverordnung |  |

| Z                              | |
| ZAGAnzV                        | Verordnung über die Anzeigen und die Vorlage von Unterlagen nach dem Zahlungsdiensteaufsichtsgesetz |
| ZAGMonAwV                      | Verordnung zur Einreichung von Monatsausweisen nach dem Zahlungsdiensteaufsichtsgesetz |
| ZahlPrüfbV                     | Verordnung über die Prüfung der Jahresabschlüsse der Zahlungsinstitute sowie die darüber zu erstellenden Berichte |
| Zahnärzte-ZV                   | Zulassungsverordnung für Vertragszahnärzte |
| ZahnmedAusbV                   | Verordnung über die Berufsausbildung zum Zahnmedizinischen Fachangestellten/zur Zahnmedizinischen Fachangestellten |
| ZahntechMstrV                  | Verordnung über das Meisterprüfungsberufsbild und über die Prüfungsanforderungen in den Teilen I und II der Meisterprüfung im Zahntechniker-Handwerk |
| ZÄPrO                          | Approbationsordnung für Zahnärzte |
| ZDPersAV                       | Verordnung über die Führung der Personalakten durch das Bundesamt für den Zivildienst |
| ZDVÜV                          | Verordnung über versorgungsrechtliche Übergangsregelungen für Zivildienstleistende nach Herstellung der Einheit Deutschlands |
| ZDVWahlV 2                     | Zweite Verordnung über die Wahl der Vertrauensmänner der Zivildienstleistenden |
| ZESV                           | Verordnung über die Zentrale Ethik-Kommission für Stammzellenforschung und über die zuständige Behörde nach dem Stammzellgesetz |
| ZIdPrüfV                       | Verordnung über die Bestimmung von Dokumenten, die zur Überprüfung der Identität einer nach dem Geldwäschegesetz zu identifizierenden Person zum Zwecke des Abschlusses eines Zahlungskontovertrags zugelassen werden |
| ZIEV                           | Verordnung über die angemessene Eigenkapitalausstattung von Zahlungsinstituten und E-Geld-Instituten nach dem Zahlungsdiensteaufsichtsgesetz |
| ZimMstrV                       | Verordnung über das Meisterprüfungsberufsbild und über die Prüfungsanforderungen in den Teilen I und II der Meisterprüfung im Zimmerer-Handwerk |
| ZinnGießHwV                    | Verordnung über das Berufsbild des Zinngießer-Handwerks |
| ZinnRVorRV                     | Verordnung über die Gewährung von Vorrechten und Immunitäten an den Internationalen Zinnrat nach dem Fünften Internationalen Zinn-Übereinkommen vom 21. Juni 1975 |
| ZinsSatzV                      | Verordnung PR Nr. 4/72 über die Bemessung des kalkulatorischen Zinssatzes |
| ZirkRegV                       | Verordnung über die Registrierung von Erlaubnissen zur Zurschaustellung von Tieren an wechselnden Orten |
| ZIV                            | Verordnung zur Umsetzung der Richtlinie 2003/48/EG des Rates vom 3. Juni 2003 im Bereich der Besteuerung von Zinserträgen |
| ZKBSV                          | Verordnung über die Zentrale Kommission für die Biologische Sicherheit |
| ZMediatAusbV                   | Verordnung über die Aus- und Fortbildung von zertifizierten Mediatoren |
| ZMV                            | Verordnung zur barrierefreien Zugänglichmachung von Dokumenten für blinde und sehbehinderte Personen im gerichtlichen Verfahren |
| ZO-ÄrzteÄndV 1                 | Erste Verordnung zur Änderung der Zulassungsordnung für Kassenärzte |
| ZollKostV                      | Zollkostenverordnung |
| ZollV                          | Zollverordnung |
| ZoonoseV                       | Verordnung mit lebensmittelrechtlichen Vorschriften zur Überwachung von Zoonosen und Zoonoseerregern |
| ZO-ZahnärzteÄndV 2             | Zweite Verordnung zur Änderung der Zulassungsordnung für Kassenzahnärzte |
| ZOZÜV                          | Verordnung zur Übertragung der Zuständigkeiten des Präsidenten der Bundesanstalt für vereinigungsbedingte Sonderaufgaben nach dem Vermögenszuordnungsgesetz in Verbindung mit dem Zuordnungsergänzungsgesetz auf den Oberfinanzpräsidenten der Oberfinanzdirektion Berlin                                                                                     |
| ZRÜV                           | Verordnung über den Übergang auf das neue Zusatzstoffrecht (Artikel 25 der Verordnung zur Neuordnung lebensmittelrechtlicher Vorschriften über Zusatzstoffe) |
| ZStBFDV                        | Verordnung über die Mindestanforderungen für die Bildung einer Zentralstelle des Bundesfreiwilligendienstes |
| ZStVBetrV                      | Verordnung über den Betrieb des Zentralen Staatsanwaltschaftlichen Verfahrensregisters |
| ZT 1986                        | Zolltarif (Anlage zu § 1 der Zolltarifverordnung vom 24. September 1986 II 896) |
| ZTechAusbV                     | Verordnung über die Berufsausbildung zum Zahntechniker/zur Zahntechnikerin |
| ZTRV                           | Verordnung zur Einrichtung und Führung des Zentralen Testamentsregisters |
| ZTV 1986                       | Zolltarifverordnung |
| ZuckArtV 2003                  | Verordnung über einige zur menschlichen Ernährung bestimmte Zuckerarten |
| ZuckDenatPräV                  | Verordnung über die Gewährung einer Denaturierungsprämie für Zucker |
| ZuckerUmstrV                   | Verordnung über die befristete Umstrukturierungsregelung für die Zuckerindustrie |
| ZuckMindLgAbgVAufhV            | Verordnung zur Aufhebung der Zucker-Mindestlagerabgaben-Verordnung |
| ZuckProdAbgV 1983              | Verordnung über die im Rahmen der Produktionsregelung für Zucker zu erhebenden Abgaben |
| ZuckProdAbgV1983AbwV 2009/2010 | Verordnung zur Abweichung von der Zucker-Produktionsabgaben-Verordnung für das Wirtschaftsjahr 2009/2010 |
| ZuckQuotV 1981                 | Verordnung über die Zuteilung und Änderung von Quoten für Zucker |
| ZulKostV                       | Kostenverordnung für die Zulassung von Meßgeräten zur Eichung |
| ZupfinstrumentAusbV            | Verordnung über die Berufsausbildung zum Zupfinstrumentenmacher und zur Zupfinstrumentenmacherin |
| ZupfMstrV                      | Verordnung über das Berufsbild und über die Prüfungsanforderungen im praktischen und im fachtheoretischen Teil der Meisterprüfung für das Zupfinstrumentenmacher-Handwerk |
| ZustBV-See                     | Verordnung zur Bezeichnung der zuständigen Vollzugsbeamten des Bundes für bestimmte Aufgaben nach der Strafprozeßordnung auf dem Gebiet der Seeschiffahrt |
| ZustVV                         | Verordnung zur Einführung von Vordrucken für die Zustellung im gerichtlichen Verfahren |
| ZuV 2007                       | Verordnung über die Zuteilung von Treibhausgas-Emissionsberechtigungen in der Zuteilungsperiode 2005 bis 2007 |
| ZuV 2012                       | Verordnung über die Zuteilung von Treibhausgas-Emissionsberechtigungen in der Zuteilungsperiode 2008 bis 2012 |
| ZuV 2020                       | Verordnung über die Zuteilung von Treibhausgas-Emissionsberechtigungen in der Handelsperiode 2013 bis 2020 |
| ZVerkV                         | Verordnung über Anforderungen an Zusatzstoffe und das Inverkehrbringen von Zusatzstoffen für technologische Zwecke |
| ZVFV                           | Verordnung über Formulare für die Zwangsvollstreckung |
| ZweiradAusbV                   | Verordnung über die Berufsausbildung zum Zweiradmechatroniker und zur Zweiradmechatronikerin |
| ZweiradFortbV                  | Verordnung über die Prüfung zum anerkannten Fortbildungsabschluss Geprüfter Zweirad-Servicetechniker – nichtmotorisierte Zweiradtechnik und Geprüfte Zweirad-Servicetechnikerin – nichtmotorisierte Zweiradtechnik und Geprüfter Zweirad-Servicetechniker – motorisierte Zweiradtechnik und Geprüfte Zweirad-Servicetechnikerin – motorisierte Zweiradtechnik |
| ZwrMechMstrV                   | Verordnung über das Meisterprüfungsberufsbild und über die Prüfungsanforderungen in den Teilen I und II der Meisterprüfung im Zweiradmechaniker-Handwerk |
| ZwVwV                          | Zwangsverwalterverordnung |
| ZZulV                          | Verordnung über die Zulassung von Zusatzstoffen zu Lebensmitteln zu technologischen Zwecken |

| 1                        | |
| 1. EKrV                  | Verordnung über die Kosten von Maßnahmen nach dem Eisenbahnkreuzungsgesetz |
| 1. FlGDV                 | Verordnung über die Preismeldung bei Schlachtkörpern und deren Kennzeichnung |
| 1. ProdSV                | Erste Verordnung zum Produktsicherheitsgesetz |
| 1. RAV                   | Erste Verordnung zur Anpassung der Renten in dem in Artikel 3 des Einigungsvertrages genannten Gebiet                                                                           |
| 1. RheinSchPersVAbweichV | Erste Verordnung zur vorübergehenden Abweichung von der Schiffspersonalverordnung-Rhein                                                                                         |
| 1. SprengV               | Erste Verordnung zum Sprengstoffgesetz |
| 1. WasSV                 | Erste Wassersicherstellungsverordnung |
| 1. WoZErhV               | Erste Verordnung über die Erhöhung der Zinsen für Darlehen aus Wohnungsfürsorgemitteln des Bundes                                                                               |
| 10. ÄndVGüKG             | Zehnte Verordnung zur Änderung von Rechtsvorschriften zum Güterkraftverkehrsgesetz                                                                                              |
| 10. ProdSV               | Zehnte Verordnung zum Produktsicherheitsgesetz |
| 11. BinSchUOAbweichV     | Elfte Verordnung zur vorübergehenden Abweichung von der Binnenschiffsuntersuchungsordnung                                                                                       |
| 11. ProdSV               | Elfte Verordnung zum Produktsicherheitsgesetz |
| 11. RAV                  | Verordnung zur elften Anpassung der Renten in dem in Artikel 3 des Einigungsvertrages genannten Gebiet und zur Bestimmung weiterer Rechengrößen der Sozialversicherung für 1996 |
| 12. ProdSV               | Zwölfte Verordnung zum Produktsicherheitsgesetz |
| 13. ProdSV               | Dreizehnte Verordnung zum Produktsicherheitsgesetz (Aerosolpackungsverordnung)                                                                                                  |
| 14. ProdSV               | Vierzehnte Verordnung zum Produktsicherheitsgesetz |

| 2                      | |
| 2. FlGDV               | Verordnung über die Anforderungen an die Zulassung von Klassifizierungsunternehmen und Klassifizierern für Schlachtkörper von Rindern, Schweinen und Schafen                              |
| 2. ProdSV              | Zweite Verordnung zum Produktsicherheitsgesetz (Verordnung über die Sicherheit von Spielzeug)                                                                                             |
| 2. RAV                 | Zweite Verordnung zur Anpassung der Renten und zu den maßgeblichen Rechengrößen in dem in Artikel 3 des Einigungsvertrages genannten Gebiet                                               |
| 2. SprengV             | Zweite Verordnung zum Sprengstoffgesetz |
| 2. SteinmetzArbbV      | Zweite Verordnung über zwingende Arbeitsbedingungen im Steinmetz- und Steinbildhauerhandwerk                                                                                              |
| 2. TreuhUntÜV          | Zweite Verordnung zur Übertragung von unternehmensbezogenen Aufgaben nach dem Treuhandgesetz und von Unternehmensbeteiligungen der Bundesanstalt für vereinigungsbedingte Sonderaufgaben  |
| 2. WasSV               | Zweite Wassersicherstellungsverordnung |
| 2. WoZErhV             | Zweite Verordnung über die Erhöhung der Zinsen für Darlehen aus Wohnungsfürsorgemitteln des Bundes                                                                                        |
| 21. BtMÄndV            | Einundzwanzigste Verordnung zur Änderung betäubungsmittelrechtlicher Vorschriften |
| 23. SOLAS-ÄndV         | Dreiundzwanzigste Verordnung über die Änderung des Internationalen Übereinkommens von 1974 zum Schutz des menschlichen Lebens auf See und des Protokolls von 1988 zu diesem Übereinkommen |
| 24. UhAnpV             | Vierundzwanzigste Verordnung zur Anpassung der Unterhaltshilfe nach dem Lastenausgleichsgesetz                                                                                            |
| 26. DonauSchPVAbweichV | Sechsundzwanzigste Verordnung zur vorübergehenden Abweichung von der Donauschifffahrtspolizeiverordnung                                                                                   |

| 3              | |
| 3. GebAV       | Dritte Verordnung zur Anpassung der Höhe der Vergütungen nach der Gebührenordnung für Ärzte, der Gebührenordnung für Zahnärzte sowie nach der Hebammenhilfe-Gebührenverordnung in dem in Artikel 3 des Einigungsvertrages genannten Gebiet |
| 3. PflegeArbbV | Dritte Verordnung über zwingende Arbeitsbedingungen für die Pflegebranche |
| 3. RAV         | Dritte Verordnung zur Anpassung der Renten und zu den maßgeblichen Rechengrößen in dem in Artikel 3 des Einigungsvertrages genannten Gebiet                                                                                                |
| 3. SprengV     | Dritte Verordnung zum Sprengstoffgesetz |

| 4                      | |
| 40. RheinSchPVAbweichV | Vierzigste Verordnung zur vorübergehenden Abweichung von der Rheinschifffahrtspolizeiverordnung        |
| 41. RheinSchPVAbweichV | Einundvierzigste Verordnung zur vorübergehenden Abweichung von der Rheinschifffahrtspolizeiverordnung  |
| 42. RheinSchPVAbweichV | Zweiundvierzigste Verordnung zur vorübergehenden Abweichung von der Rheinschifffahrtspolizeiverordnung |

| 5        | |
| 5. RAV   | Fünfte Verordnung zur Anpassung der Renten in dem in Artikel 3 des Einigungsvertrages genannten Gebiet |
| 5. WaffV | Fünfte Verordnung zum Waffengesetz                                                                     |
| 50. AnrV | Fünfzigste Verordnung über das anzurechnende Einkommen nach dem Bundesversorgungsgesetz                |

| 6         |                                                 |
| 6. ProdSV | Sechste Verordnung zum Produktsicherheitsgesetz |

| 7         |                                                                                      |
| 7. ProdSV | Siebte Verordnung zum Produktsicherheitsgesetz (Gasverbrauchseinrichtungsverordnung) |

| 8              | |
| 8. MARPOL-ÄndV | Achte Verordnung über Änderungen des Internationalen Übereinkommens von 1973 zur Verhütung der Meeresverschmutzung durch Schiffe und des Protokolls von 1978 zu diesem Übereinkommen |
| 8. ProdSV      | Achte Verordnung zum Produktsicherheitsgesetz (Verordnung über die Bereitstellung von persönlichen Schutzausrüstungen auf dem Markt)                                                 |

| 9             | |
| 9. MalerArbbV | Neunte Verordnung über zwingende Arbeitsbedingungen im Maler- und Lackiererhandwerk                     |
| 9. ProdSV     | Neunte Verordnung zum Produktsicherheitsgesetz (Maschinenverordnung)                                    |
| 9. RAV        | Verordnung zur neunten Anpassung der Renten in dem in Artikel 3 des Einigungsvertrages genannten Gebiet |